# Abtei Sainte-Marie de Valmagne
Die Abtei Sainte-Marie de Valmagne ist ein ehemaliges Zisterzienserkloster bei Villeveyrac im Arrondissement Montpellier des Départements Hérault in der Region Okzitanien in Südfrankreich, rund 13 km östlich von Pézenas, knapp 40 Kilometer nordöstlich von Béziers, etwa 30 Kilometer südwestlich des Zentrums von Montpellier und etwa 8 Kilometer nördlich des Étang de Thau.

## Geschichte

### Gründung
(S. 1–20)
Im Jahr 1138 riefen die mächtigen Lehnsherren von Cabrières (Hérault) die Mönche des Benediktinerklosters von Ardorel (Nähe Castres) auf, in der Diözese Agde ein Kloster zu gründen. Ardorel gehörte zu Fontevrault in der Diözese Albi. Es war damals für die zahlreichen Mönche zu klein geworden und so folgten viele ihrer Brüder unter der Leitung des Abtes Foulques dem Ruf und machten sich auf den Weg über die Berge von Lacaune und Espinouser ans Mittelmeer.
Einen geeigneten Ort für ihr Bauvorhaben fanden sie nördlich des Etang du Thau auf einem Ödland von etwa 24 Kilometern Durchmesser, das Tortoriera oder Toutourière hieß und nur von wilden Tieren besiedelt war. Dort gab es nahe der kräftig sprudelnden „Diana-Quelle“ einen Lehensbezirk mit dem Namen „Vallis Magna“ (großes Tal) oder Villa Magna (großes Haus). So wird auch angenommen, dass einige der Marmorsäulen aus dem Kapitelsaal einer ehemaligen römischen Villa stammen, nämlich dieser „Villa Magna“. Die Lage war durch zackig aufragende Felsklippen vor den kräftigen Nordwinden geschützt. Außerdem befand sich in unmittelbarer Nähe die Römerstraße „Via Domitia“, die in der Antike die Provinz „Gallia Narbonensis“ mit dem römischen Reich verband und gleichzeitig die schnellste Landverbindung zwischen Rom und der iberischen Halbinsel war.

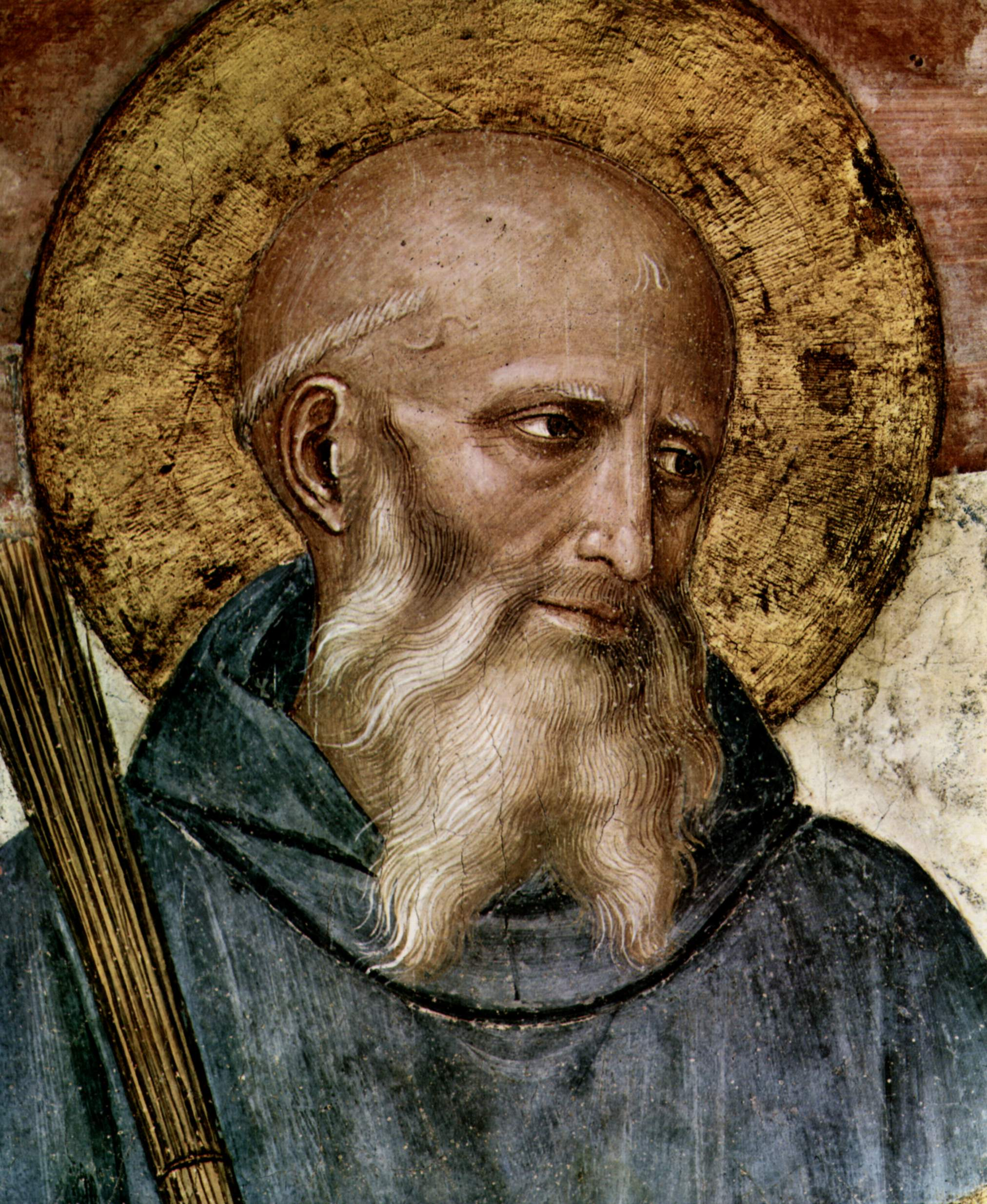
Benedikt von Nursia, Ordensvater der Benediktiner

Das Jahr 1138 gilt heute als Gründungsjahr und Raimond I. Trencavel, Vizegraf von Béziers (gestorben 1167) als Hauptstifter und Gründer der Abtei Sainte Marie von Valmagne.
An der Landstiftung beteiligten sich neben Raimond I. eine Reihe frommer Bürger aus der Umgebung. Schon bald bestätigte der Vizegraf die Stiftung mit ihren Rechten. Sein Vater, Bernard Aton IV., hatte bereits das Kloster Ardorel gestiftet und Raimond selber war von Benediktinermönchen unterrichtet und erzogen worden. Im Jahr darauf, am 25. August 1139, verlieh der Bischof Raimond von Agde der Schenkung Gesetzeskraft. Die Abtei sollte sich den Ordensregeln des Benedikt von Nursia unterwerfen und der Obrigkeit von Ardorel und Cadouin im Périgord zu unterstellen.
Valmagne war also ursprünglich als Benediktinerkloster gegründet worden. Doch bereits 1144, nur sechs Jahre später, begann sich der zweite Abt Peter um einen Anschluss an Cîteaux zu bemühen, das Ursprungskloster der Zisterzienser. Seit Robert von Molesme (auch Robert von Cîteaux genannt) im Jahr 1098 das Novum Monasterium, das neue Kloster und später Citeaux gegründet hatte, erlebte der noch junge Orden einen ungeheuren Aufschwung. Frommes Ziel der Zisterzienser war die Rückkehr zu den ursprünglichen Regeln des heiligen Benedikt, wie Armut, Buße und Zurückgezogenheit.

Wappen des Zisterzienserordens

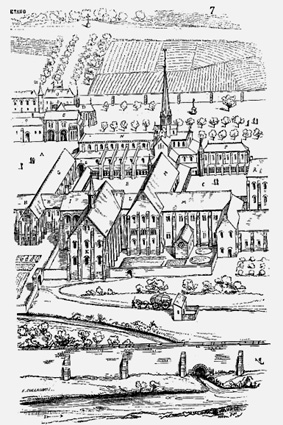
Das Kloster Citeaux im 16. Jahrhundert

### Anschluss an Cîteaux
Der Anschluss Valmagnes an Cîteaux vollzog sich nicht ohne besondere Probleme. Abt Peter bat Papst Eugen III. im Namen seiner Mönche, Valmagne von dem Gehorsamkeitsgelübde gegenüber den Äbten von Ardorel und Cadouin zu entbinden, was schon im Jahr 1145 geschah. Der Papst unterstellte Valmagne von da an dem Zisterzienserkloster Bona Vallis (= Bonnevaux), im Dauphiné. Doch die beiden Äbte gaben die aufstrebende Abtei Valmagne nicht ohne Widerstand auf. Ihr Hauptstifter Raimond I. Trencavel unterstützte Abt Peter. Seine Mutter allerdings, die an der Stiftung Ardorels durch ihren Mann maßgeblich beteiligt gewesen war und aus dieser Verbundenheit heraus Valmagne an Ardorel angeschlossen sehen wollte, war gegen ihren Sohn.
Im Jahr 1159, einundzwanzig Jahre nach der Gründung durch die Benediktiner, verfügte Papst Hadrian IV. den endgültigen Anschluss Valmagnes an Citeaux. Um nun die Mönche mit den Regeln der Zisterzienser vertraut zu machen und sie darin zu unterweisen, kamen Mönche aus Bonneveaux nach Valmagne, überprüften die Stiftungsurkunden und kontrollierten, ob das Kloster den von Bernard von Clairvaux geforderten Bedingungen entsprach: absolute Einsamkeit, Wasser, fruchtbarer Boden. Denn die ausdrücklichen Forderungen an ein Zisterzienserkloster lauteten: Das Kloster soll innerhalb seiner Mauern alles Notwendige enthalten, wie Trinkwasser, eine Mühle, einen Garten und Werkstätten verschiedener Handwerker, damit vermieden wird, dass die Mönche die Einfriedung verlassen müssen.
Gemäß der Charta der Barmherzigkeit des dritten Abtes von Citeaux, Etienne Harting, galt für alle Ordensbrüder das Gebot der vollkommenen Gleichheit: „mögen wir auch körperlich in alle Himmelsrichtungen  verstreut sein, so bleiben wir jedoch in unseren Seelen vereint…, damit in unseren Taten keiner vom anderen abweicht, sondern jeder mit derselben Barmherzigkeit nach denselben Regeln und Gebräuchen lebe.“

### Romanisches Abteigebäude
Auf dem höchsten Punkt des Geländes wurde den Regeln entsprechend die Abteikirche für achtzig Mönche errichtet. Obwohl die Mönche in den unterschiedlichsten Handwerksberufen, vom Schneider, über den Zimmermann bis zum Schmied, ausgebildet waren, um möglichst viel reparieren und herstellen zu können, konnte man jedoch nicht gänzlich auf die Mitwirkung externer Fachkräfte verzichten. Gerade bei dem Neubau eines so großen Klosters, musste man auf die Mithilfe von externen Bauhandwerkern und Hilfskräften aus der Umgebung setzen, besonders benötigte man einen werkskundigen Steinmetz.
Von den Bauwerken der romanischen Kirche sind keine Bauwerksreste oder Dokumente bekannt. Dem entgegen sind große Teile des romanischen Klosters heute noch erhalten, so etwa der ganze Ostflügel der Konventsgebäude (von der Sakristei bis zu den ehemaligen Arbeitsräumen der Mönche), der südliche Abschnitt des Westflügels (Räume der Laienbrüder) und vermutlich die rundbogigen Arkaturen des Kreuzgangs. Möglicherweise gehörte der ehemalige Keller im nördlichen Bereich des Westflügels zu diesem Bauabschnitt. Über die Existenz weiterer romanischer Bauteile, etwa im Süden oder Westen des Kreuzgangs oder im Obergeschoss geben die Quellen keine Auskunft. Das gilt auch für die ursprüngliche Überdeckung des vermutlich eingeschossigen Kreuzganges.

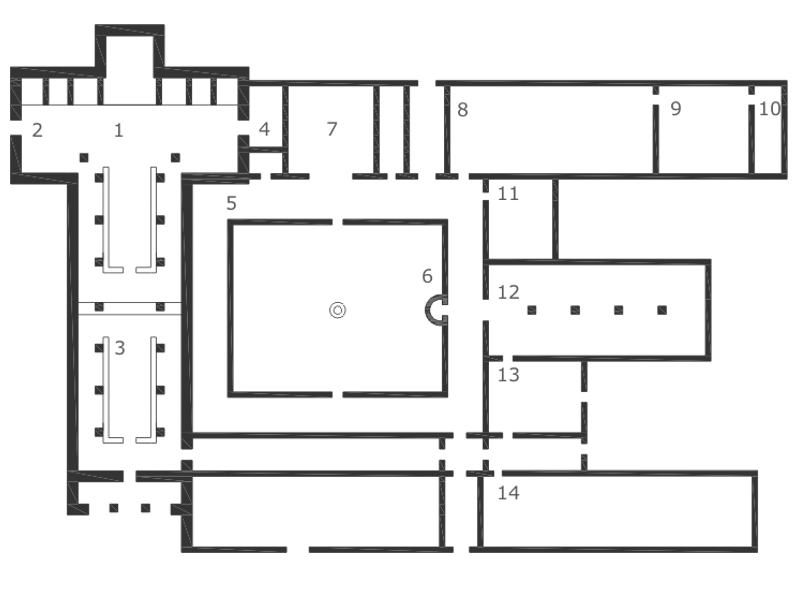
Idealplan eines Zisterzienserklosters, ähnlich Boyle Abbey

Die Abteikirche sollte so schlicht wie möglich gestaltet sein, auf dem Grundriss eines lateinischen Kreuzes. Im Süden der Kirche schloss sich der Kreuzgang an, der dreiseitig von Konventsgebäuden umschlossen wurde. Sein Ostflügel beherbergte das Armarium (Bibliothek), die Sakristei, den Kapitelsaal, das Parlatorium (Sprechzimmer, auch Behandlungsraum für Kranke), und das Skriptorium. In seinem Obergeschoss befand sich das Dormitorium, von dem vielleicht ein separater Raum für den Abt abgetrennt war, mit einem direkten Zugang in die Kirche über eine Treppe. Im Südflügel waren das Calefactorium (Wärmeraum), das Refectorium (Speisesaal) der Mönche und die Küche untergebracht. Der südliche Bereich des Westflügels war den Laienbrüdern und gelegentlichen Gästen vorbehalten. Die Laienbrüder waren damit dem basse-cour, dem landwirtschaftlichen Bereich, am nächsten zugeordnet.
Eine der wesentlichen Arbeiten der Mönche, neben Gebet, Meditation und Kontemplation und den im Alltag erforderlichen handwerklichen Tätigkeiten, wurde im Skriptorium ausgeführt. So machte ein Teil der Mönche Niederschriften von Gebets- und Liedtexten, die für die gemeinschaftlichen Messfeiern benötigt wurden. So entstand nach und nach eine umfangreiche Chor- und Konventsbibliothek. Andere Mönche widmeten sich dem Kopieren aller überlieferten Texte aller Art und trugen damit dazu bei, dass sich zahlreiche historische Quellen und Texte erhalten haben.
Für den notwendigen Kontakt mit der Außenwelt, so etwa für die Arbeit auf dem Feld und im Weinberg, für das Vieh und alle Tätigkeiten, die außerhalb der Klostermauern erbracht werden mussten, gab es die sogenannten Laienbrüder, auch Konversen genannt (aus dem Lateinischen conversus), die Bauern aus der Gegend waren, die ihrem normalen Leben abgeschworen, aber kein Mönchsgelübde abgelegt hatten. Etliche von ihnen blieben den größten Teil des Jahres dem Kloster fern, von der Aussaat im Frühling über den Sommer bis zur Ernte im Herbst und lebten und arbeiteten in sogenannten Granges (Gutshöfen, Scheunen), landwirtschaftlichen Betrieben, die zum Kloster gehörten, aber auch viele Kilometer weit entfernt liegen konnten.

### Aufstieg
Valmagne vergrößerte sich, die Zahl der Mönche und Laienbrüder stieg und die räumliche Ausdehnung wuchs zusehends und beachtlich. Landschenkungen und sogenannte Privilegien, Begünstigungen und bevorzugte Nutzungsrechte, reihten sich hintereinander. Zum Beispiel erteilte der Graf von Roussillon das Recht, auf dem nahen Etang de Thau ein Fischerboot zu betreiben, Peter von Pézénas erlaubte das Mahlen des Getreides in seinen Mühlen und Weiteres. Valmagne erhielt Lehen von Marcouine, Fonduce, Valautre, und Veirac, Vorrechte in Cabrials, Mèze, Paulhan, Ganvern, und Loupian. Wilhelm von Montpellier erteilte allen Ordensangehörigen und insbesondere Valmagne Zollfreiheit in der ganzen Stadt, Jean Abbé erteilte 1175 die Abgabenfreiheit für sämtliche Ländereien von Raimond de Toulouse und die vier am Herault liegenden Mühlen von Paulhan. Valmagne wurde so umfangreich bedacht, dass es unmöglich ist, hier alles aufzuzählen. Es wurde dadurch zu einem der wohlhabendsten und mächtigsten Klöster in Südfrankreich.
In dieser Zeit standen die Klöster nicht nur unter dem Schutz des Heiligen Stuhls in Rom, sondern auch unter dem des Königs und der Landesherren. So befand sich Valmagne unter dem besonderen Schutz der Familie seines Gründers, Raimond Trencavel. Da diese Familie dem König von Mallorca, dem späteren König von Aragon, lehenspflichtig war, unterstand Valmagne damit automatisch auch dessen Schutz. Dies war im Mittelalter ein hochkompliziertes System und Geflecht aus gegenseitigen Abhängigkeiten, hierarchischen Strukturen und Protektionen.
Die frühe Zeit von Valmagne ist die eines ungeheuren Reichtums und der Expansion. Das 12. Jahrhundert wird das „Goldene Zeitalter“ der Zisterzienser genannt und ist Inbegriff für den Erfolg des Ordens schlechthin.

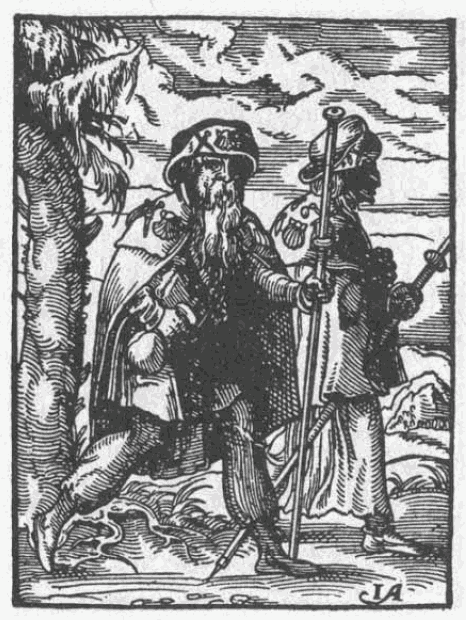
Jakobspilger, Holzschnitt von 1568

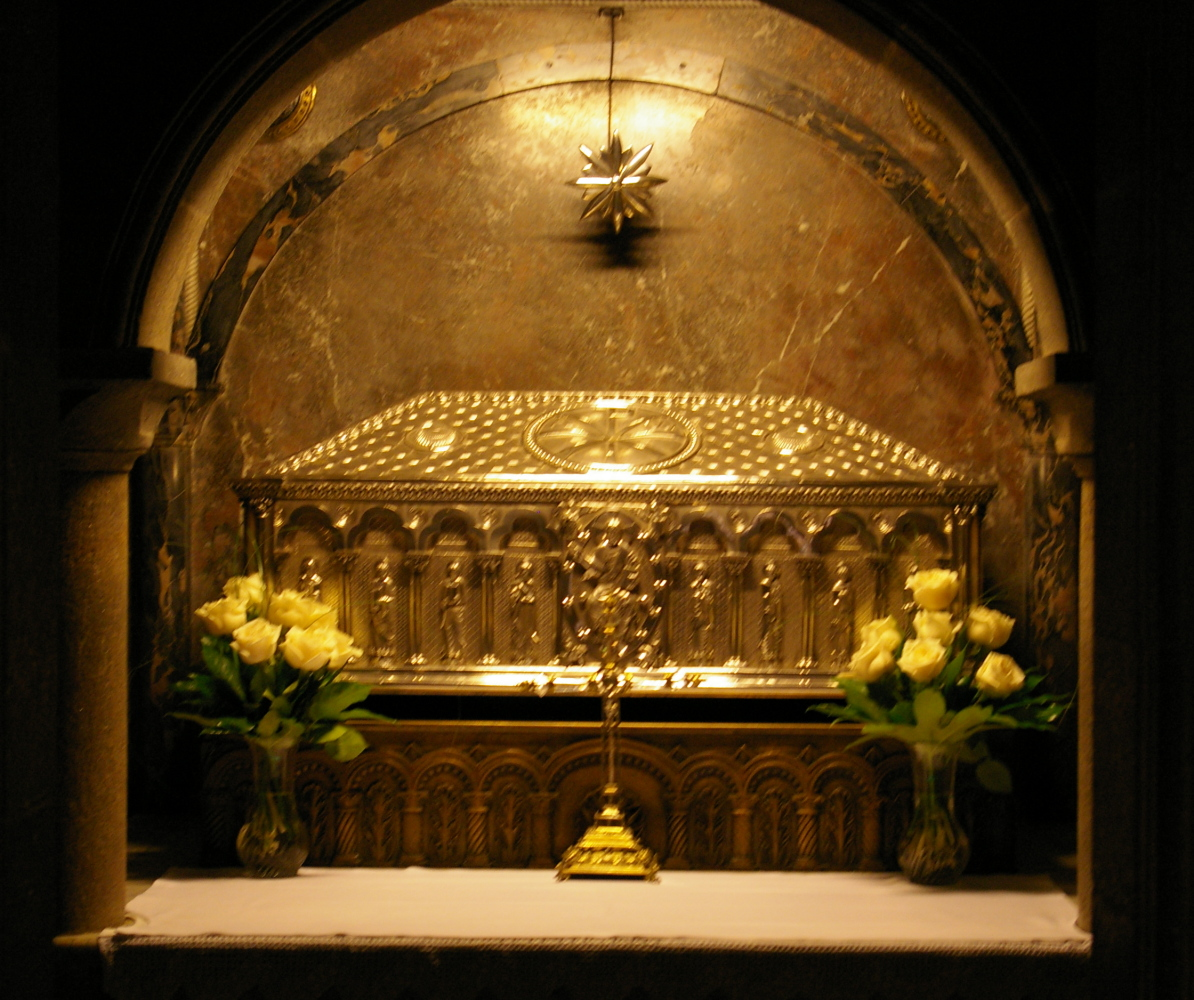
Jakobsgrab, Santiago-de-Compostela

Der Bau des romanischen Klosters, der große Aufstieg und das Anwachsen des Reichtums Valmagnes fielen zusammen mit der Blütezeit der Wallfahrten zum Grab des Apostels Jakobus des Älteren in Santiago de Compostela in der ersten Hälfte des 12. Jahrhunderts, in der die Pilger jährlich zu Hunderttausenden über die Pyrenäen nach Süden zogen. In dieser Zeit organisierten vor allem Mönchsgemeinschaften, wie etwa die Zisterzienser, die Abwicklung der Wallfahrt. Es formierten sich vier Hauptrouten und ein Netz von Nebenrouten, an denen Kirchen, Klöster, Hospize, Herbergen und auch Friedhöfe entstanden oder erweitert wurden.
So war auch Valmagne eine recht bedeutende Station des Jakobsweges in Nähe der südlichsten Hauptroute der Via Tolosana, mit dem Ausgangsort Arles, über Toulouse und Oloron weiter südwestwärts durch Spanien, und die Mönchsgemeinschaft konnte mit seinem Kirchenneubau und dessen Reliquien an der Spendenwilligkeit der Jakobspilger teilhaben.

### Blütezeit,  Neubau einer großen gotischen Kirche
(S. 20–29)
Auch wenn die Archive verbrannt oder anders verschwunden sind, legt der heutige architektonische Befund ein deutliches Zeugnis für die Blütezeit und den Wohlstand der Abtei ab. Genauso wenig kann Valmagne die Spuren seiner wechselvollen Geschichte verleugnen, die überall am Bauwerk erkennbar sind.
In der frühen Zeit von Valmagne wurden seine Äbte von den Mönchen des Klosters direkt gewählt, was sich später ändern sollte. 1245 wurde Bertrand d'Auriac zum Abt von Valmagne ernannt, und mit dem Mandat betraut, für die Kirche die Mönche von Saint-Félix de Montceaux und die Benediktiner von Vignogoul zu kontrollieren und zu überwachen. Sein Wirken auf Valmagne fällt in die Zeit des letzten Trencavel, unter König Ludwig dem Heiligen. Im Jahr 1247 erhielt er von König Jaques von Aragon, Lehnsherr von Mallorca und Montpellier, das Gelände des jüdischen Friedhofs in Montpellier, um darauf ein Kolleg zu errichten. Die Stadt hatte damals schon eine renommierte Universität und das Kolleg, die „Höhere Schule von Valmagne“, erfreute sich bald großer Beliebtheit.
Schon längere Zeit hatten sich die Mönche von Valmagne, vor allem angesichts der großen Pilgerströme nach Spanien, mit dem Gedanken getragen, eine neue, vor allem größere Kirche zu bauen. Auch die deutlich gewachsene Anzahl der Mönche verlangte größere Grundflächen der Gebäude. Letztendlich wolle man damit einen sichtbaren Ausdruck der Macht und des Erfolgs schaffen. Bernhard von Clairvaux war vor über 100 Jahren 1152 gestorben und manches hatte sich geändert. Schließlich erteilte im Jahr 1257 der Bischof von Agde, Raymond Fabri, seine Erlaubnis zum Bau einer neuen Abteikirche obgleich die „alte“ erst 120 Jahre existierte.
Inzwischen waren aber die Pilgerströme nach Spanien in der zweiten Hälfte des 12. Jahrhunderts zurückgegangen, als der Streit zwischen England und Frankreich um Aquitanien anhob. Weitere Kriege im 13. Jahrhundert ließen die Pilgerbewegungen ganz abbrechen. Der Reichtum Valmagnes ließ aber trotzdem einen Neubau zu.

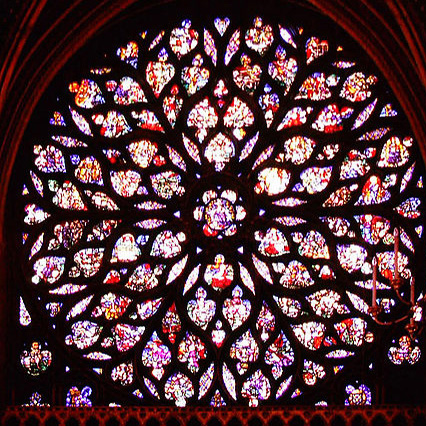
Beispiel für Fensterrosette in der Westwand: Saint-Chapelle, Paris

Bertrand d'Auriac war ein sehr umtriebiger Abt, der mit der Zeit gehen wollte. Er holte Baumeister und Steinmetze aus dem Norden Frankreichs nach Valmagne. Im Norden, besonders auf der Ile de France, war man schon in der hochgotischen Phase, während im Süden die Kirchen noch im romanischen Stil vergleichsweise bescheiden gebaut wurden. Die Gotik eignete sich aber eher zur sichtbaren Demonstration von Macht und Reichtum, hoch aufstrebend auf großzügigem Grundriss, mit riesigen Fenstern, die sie in lichtdurchflutete Paläste verwandelte.
Zwanzig Jahre bevor die Gotik bei den Kathedralbauten in Südfrankreich Einzug hielt, entstand in Valmagne eine gotische Klosterkirche, die sich wie eine Kathedrale (Bischofssitz) präsentierte, auf basilikalem Grundriss in Form eines lateinischen Kreuzes errichtet, von einer stilistischen Finesse und Zartheit, die im Süden ihresgleichen sucht, das erste Beispiel nordfranzösischer Hochgotik im Languedoc.
Die Gesamtkonstruktion ist extrem feingliedrig und filigran und eignete sich besonders zur Betonung der Vertikalen. Der dreischiffige siebenjochige Grundriss mit seinem weiten Umgangschor mit zahlreichen Radialkapellen am Chorhaupt und Seitenkapellen auf der Nordseite erinnert sehr an den einer großen Pilgerkirche.
Eine Reihe von Details an diesem Bauwerk deuten auf sehr geschulte Baumeister hin, so etwa im Chor, zum Beispiel am Kunstgriff, der den Chor weitaus länger erscheinen lässt, als er tatsächlich ist. Die Breiten der spitzbogigen Chorarkaden werden von außen bis zum Scheitel der Chorapsis immer enger. Das führt zu der vorgenannten perspektivischen Täuschung. Selten ist auch der mandelförmige Querschnitt der Chorpfeiler, der die Säulen schlanker und feiner erscheinen lässt, als mit rundem oder quadratischen Querschnitt.
Das Bauwerk war enorm und stellte obendrein ein finanzielles Wagnis dar. Um eine solche Baustelle zu unterhalten, bedurfte es einer Vielzahl von geschulten Handwerkern und Hilfskräften, die alle untergebracht, verpflegt und entlohnt werden mussten. Nicht ungelegen wird dem nächsten Abt von Valmagne, Jean III., die Übertragung der Rechte an der Brücke von Lunel gekommen sein, und zwar im Jahr 1274 durch König Jaques von Aragon. Ein einträglicher Glücksfall, denn die Brücke lag genau auf der Strecke der cami saliné, die von Frontignan über Auroux, Mudaison, Candiargue nach Nimes führte, über die sämtliche Salztransporte abgewickelt wurden.
Seit dem Erlass von Nicolas IV. im Jahr 1277 blühte der Ablasshandel und erwies sich auch für Valmagne als einträgliches Geschäft. Die Bulle vom 7. Mai 1291 (Orvieto) gestand einen Ablass von einem Jahr und vierzig Tagen den Pilgern zu, die die Kirche von Valmagne zum Fest des heiligen Bernhard, den vier Festen der heiligen Jungfrau Maria sowie während der jeweiligen Festwochen besuchten. Der Missbrauch des blühenden Ablasshandels veranlasste Luther zu seinem ersten Vorstoß.
Nach einer Bauzeit von mindestens fünfzig Jahren, etwa gegen 1310, vielleicht auch etwas später, war die gotische Klosterkirche fertiggestellt. Das kaum 120 Jahre alte romanische Bauwerk wurde in solchen Abschnitten abgebrochen, wie sie wieder neu entstanden sind, um so die heilige Messe darin weiterhin weitgehend ungestört feiern zu können.
Inzwischen war aber auch das Konvent zu klein geworden und bedurfte ebenfalls einer Erweiterung. Im Gegensatz zum Kirchenbau, bei dem man das romanische Kirchenbauwerk, ohne zu zögern, abriss, um auf Teilen ihrer Grundmauern die neue zu errichten, wurden die meisten romanischen Teile des Klosters erhalten, so etwa im Ostflügel das Armarium (Bibliothek in einer Wandnische), die Sakristei, der Kapitelsaal, das Parlatorium und das Skriptorium, sowie im Westflügel die Räume der Laienbrüder, ferner die rundbogigen Arkaturen des Kreuzgangs zum Hof und zum Kapitelsaal. Die äußeren Wände der Süd- und Westgalerie des Kreuzgangs gehören wie die Wand der Nordgalerie zum gotischen Bauabschnitt vom Beginn des 13. Jahrhunderts. So gehört auch die Einwölbung des Kreuzgangs mit Kreuzrippengewölben zu diesem Abschnitt. Die Einwölbung der Südgalerie und Teile der Ostgaleriegewölbe sollen zu Beginn des 14. Jahrhunderts entstanden sein. In der Ostgalerie kommt es so zu einem kuriosen Übergang der rundbogigen Arkaturen des Kapitelsaals in der romanischen Wand zu den darüber befindlichen spitzen Schildbögen des Galeriegewölbes, wobei die Bogenbreiten überhaupt nicht untereinander korrespondieren. Hier entsteht ein ungeordneter Eindruck, ein sichtbares Zeichen verschiedener Bauphasen.
Über die zusätzlichen Erweiterungen der Konventsgebäude im gotischen Abschnitt, etwa im Bereich des Süd- und Westflügels oder im Obergeschoss geben die Quellen keine Auskunft. Das heutige Obergeschoss des Kreuzgangs scheint in einer späteren Phase aufgestockt worden zu sein, abgesehen von den Räumlichkeiten des Dormitoriums.
Wie bei seinen Konventsgebäuden lässt sich heute die wechselvolle Geschichte Valmagnes ganz besonders an seiner Abteikirche ablesen. Die riesigen Fenster oberhalb der Arkaden des Mittelschiffs wurden 1635 im Zuge umfangreicher Sanierungsarbeiten zugemauert, ebenso die meisten Lanzettfenster der Chorapsis, der Radialkapellen, die riesige Rosette der Westfassade, wie auch die Rosetten der Querhausarme. Was für ein lichtdurchfluteter Raum muss diese Kirche bis dahin gewesen sein, prachtvoll in der gleißenden Sonne des Südens erstrahlend, nur mit den nordfranzösischen gotischen Kathedralen zu vergleichen, so ganz anders als bei den Sakralbauten des Languedoc, wo sich diese eher vor dem Licht der Sonne verschließen.
Valmagne wurde wie alle anderen Klöster und das ganze Land von schrecklichen wirtschaftlichen, politischen und sozialen Krisen erschüttert. Zu Beginn des 14. Jahrhunderts wütete eine umfassende Hungersnot in Europa und fünfzig Jahre später war das ganze Languedoc ausgehungert. Die Felder konnten aufgrund verheerender Unwetter nicht mehr bestellt werden. Die „Schwarze Pest“ kam von der Krim und raffte 1348 die Menschen scharenweise dahin. Die Zahl der Mönche nahm rapide ab. Einige flohen voller Angst und konnten sich bei ihrer Rückkehr nicht mehr in die strengen Ordensregeln integrieren.

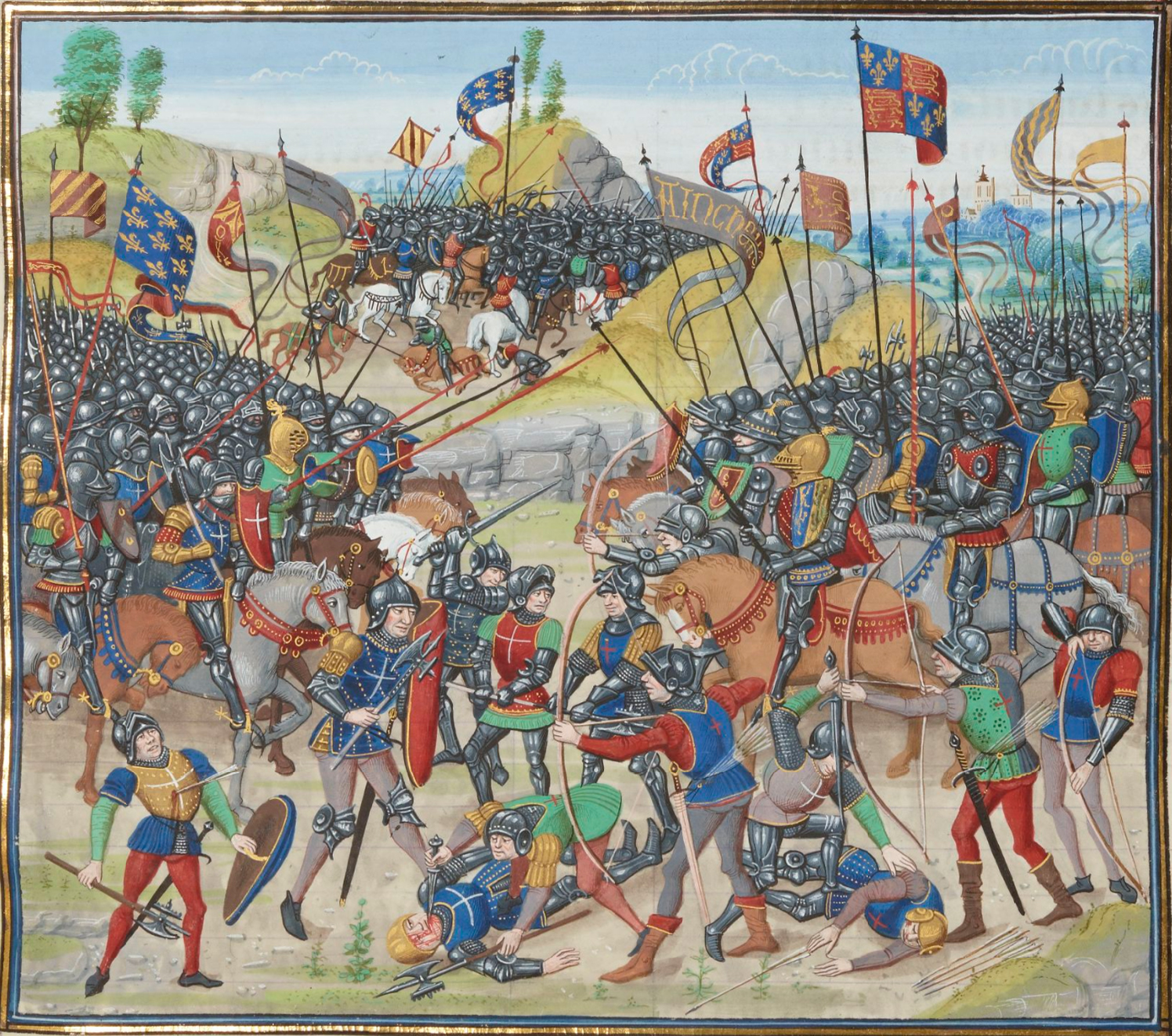
Zeitgenössische Miniatur der Schlacht von Auray (1364); Chroniques von Jean Froissart (1337–1405)

Die Schlachten des Hundertjährigen Krieges verwüsteten die Ländereien und richteten unvorstellbare Schäden an. Aber auch in den sogenannten „ruhigen Zeiten“ konnte man sich nicht in Sicherheit wiegen. So überfielen Räuberbanden die Klöster, quälten und massakrierten die Mönche. Ein gewisser Seguin de Badafol terrorisierte die Region derart, dass sich der Abt von Valmagne genötigt sah, das Kloster zu befestigen.
Die traurigen Zeiten der Zerstörung, die viele Klöster und einen Großteil des Landstrichs trafen, setzten sich fort. Valmagne war wirtschaftlich stark geschwächt und musste sich von etlichen Ländereien trennen, zuerst von Fondouce und Marcouine. Doch auch deren Verkauf konnte Valmagne nicht retten. Um zu überleben, verlor die Abtei ein Besitztum nach dem anderen.
Nach diesen Desastern war für Außenstehende der Eindruck entstanden, die Klöster seien wirtschaftlich schlecht geführt. Man lastete den Mönchsgemeinschaften die Schuld an der Krise an und bezichtigte sie der Misswirtschaft. Die Folge war, dass die Mönche nicht mehr aus ihren Reihen die Äbte wählen durften, sondern diese vom König ernannt und vom Papst mit den entsprechenden Rechten ausgestattet wurden. Dies hatte neben wirtschaftlichen Folgen den durchaus erwünschten Nebeneffekt, dass Kirche und Papst die Kontrolle über die Klöster gewannen. Dieses Vorgehen bezeichnet man nach dem kanonischen Recht als eine Kommende.
Ab 1477 wurden die Geschicke von Valmagne von solchen nicht gewählten, sondern ernannten Äbten gesteuert. Deren erster war üppig mit Spenden einer Reihe von Wohltätern ausgestattet, Adligen aus dem Languedoc, darunter die Familien Lauzières und Villeneuve.

Paris während der Bartholomäusnacht. Zeitgenössisches Gemälde von François Dubois von 1595

Im Jahr 1560 begannen die Religionskriege. Die Region wurde von Kämpfen erschüttert, die sich Katholiken und Protestanten lieferten, mit erbitterten Schlachten, so auch in Agde und andernorts, wo sich die Bevölkerung wehrte und katholisch bleiben wollte.
Auch Valmagne blieb davon nicht verschont. Im Jahr 1571 bahnte sich ein tragischer Vorfall an. Das Kloster wurde von einem Abt Vincent Concomblet de Saint-Séverin verlassen. Dieser war zwar der Neffe des erzkatholischen Bischofs von Agde, Aymerie de Saint-Séverin, war aber zu den Anhängern der Reform übergelaufen. Er hatte seine Lager im nahen Montagnac, das vollständig in den Händen der Reformierten war und in Lésignan-l'Evêque, dessen Gouverneur er war. Von da aus rekrutierte er ständig neue Bauern und Überläufer für seine Truppen vor den Toren „seines“ Klosters und richtete unter „seinen“ Mönchen und der Schutz suchenden Bevölkerung ein Blutbad an. Aufzeichnungen belegen das Massaker und besagen, dass er auch vor dem Erhängen des achtzigjährigen Mönchs Nonenque nicht zurückschreckte, („Archives de l'Hérault – Gallia Christina“)
Mehr als ein halbes Jahrhundert tobten die Religionskriege im französischen Königreich. Edikt folgte auf Edikt (Amboise, Poitiers, Nantes 1589), Frieden auf Frieden (Longjumeau, Saint Germain, Beaulieu), Massaker auf Massaker (Vassy, Saint-Barthélémy), König auf König (Henri II. und seine drei Söhne).
Abt Saint-Severin starb schließlich unter ungeklärten Umständen. Der folgende Abt von Valmagne, Pierre VIII. de Guers, wurde erst 1578 ernannt. In der Zwischenzeit war die Abtei verlassen und den marodierenden Horden ausgeliefert. Der Gouverneur des Languedoc, Damville, der sich nach dem Tod seines Bruders dessen Titel Herzog von Montmorency angeeignet hatte, tyrannisierte von seinem Domizil Pézénas aus die Region und wütete auch in Valmagne.
Die Abtei überstand diese Angriffe, wenn auch in beklagenswertem Zustand. Im Jahr 1575 waren alle Glasfenster der Kirche zerstört, die Scheiben für immer verloren. Es gab weder Fensterkonstruktionen noch Türen, überall klafften große Öffnungen, und der Kirchenraum war Wind und Wetter ausgesetzt. Zu guter Letzt beschloss der unter Druck stehende Kapitelrat noch den Verkauf weiterer Ländereien.
Es sollte fast ein Jahrhundert andauern, bis Valmagne einen Teil seines ehemaligen Glanzes wiedererlangen konnte. Im Jahr 1624 holte man den berühmten Baumeister Jean Thoma nach Valmagne und beauftragte ihn mit der Reparatur der Klostergewölbe, „ohne irgendetwas zu zerstören“. Vieles war aber für immer verloren, so die bunten Fensterscheiben. Das Kloster konnte sich die kostspieligen Arbeiten der nordfranzösischen Glasmalerei, die in den Unwettern und Stürmen des Languedoc standgehalten hätten, nicht mehr leisten und beauftragte stattdessen 1635 den Maurermeister Michel Gaudonnet aus Saint Pargoire, „alle Fenster bis auf zwei zuzumauern“. Dieser Schritt gilt heute als nicht nachvollziehbar, da man die Fenster alternativ mit kostengünstigerem Klarglas hätte ausstatten können.
In besonderem Ausmaß haben sich die Familien de Guers und de Vairac um die Restaurierungen von Valmagne verdient gemacht. Ihre Wappen schmücken den Sockel der marmornen Marienstatue, die sich derzeit in der Chorapsis befindet. Die Wappen der Witwe de Guers, Madame de Paulhan, finden sich auf dem Brunnenbecken im Klosterhof. Dieses haben die Brüder Hugolz wieder aufgebaut, Brunnenbaumeister aus Saint-Jean-de-Fos. Ihr Auftrag lautete: „…den Griffouls-Brunnen, der früher in dem Kloster der besagten Abtei floss, wiederherzustellen und zwar mit demselben altern Lauf, der durch die große Kirche fließt“.

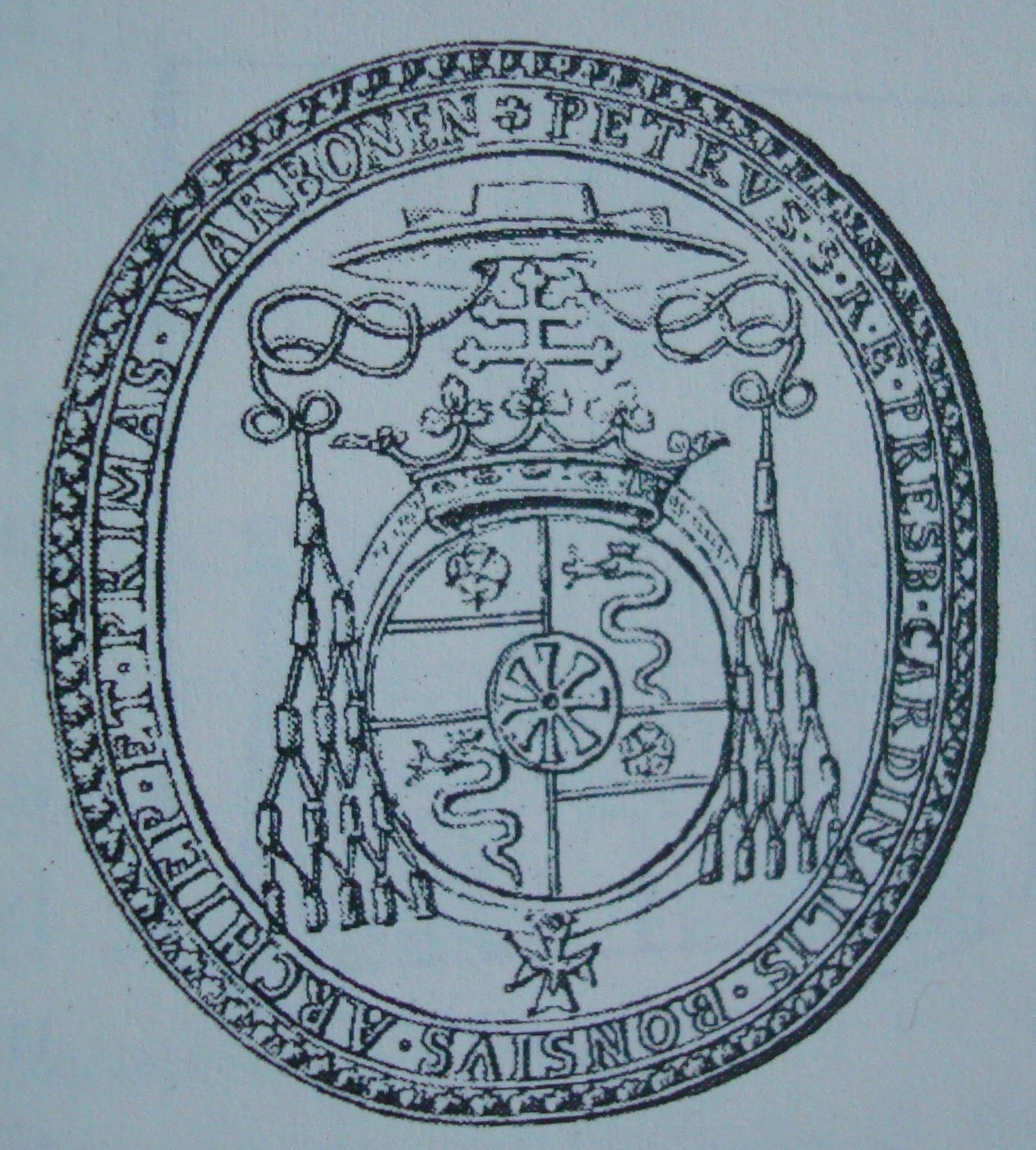
Blason des Pierre de Bonzi

### Restaurierung und Ruhmreiche Zeit unter Kardinal de Bonzi
(S. 29–32)
Im Lauf des 17. Jahrhunderts wurde ein Teil der Kreuzganggalerien erneut eingewölbt. Auf einem Schlussstein der Ostgalerie gegenüber dem Parlatorium findet man das Datum 1610.
Die zweite Hälfte des 17. Jahrhunderts stand ganz im Zeichen von Äbten italienischer Herkunft. Der erste italienische Abt war Victor Siri, ein Freund von Richelieu und Jules Mazarin. Er lebte kaum in Valmagne und überließ die Verwaltung dem Prior Dom Maffre, der die Restaurierungsarbeiten fortsetzte, und zum Beispiel 1663 die westliche Kreuzganggalerie wieder einwölben ließ. Er veranlasste auch die Wiedererrichtung des Refektoriums, den Südflügel der Konventsgebäude, wo sich sein Name und ein Datum auf einem Bogen findet: „Debit N. Dom Maffre Prieur des Moines 1665“. Entgegen der Regel erstreckt sich hier das Refektorium nicht rechtwinklig zum Langhaus, sondern parallel dazu.

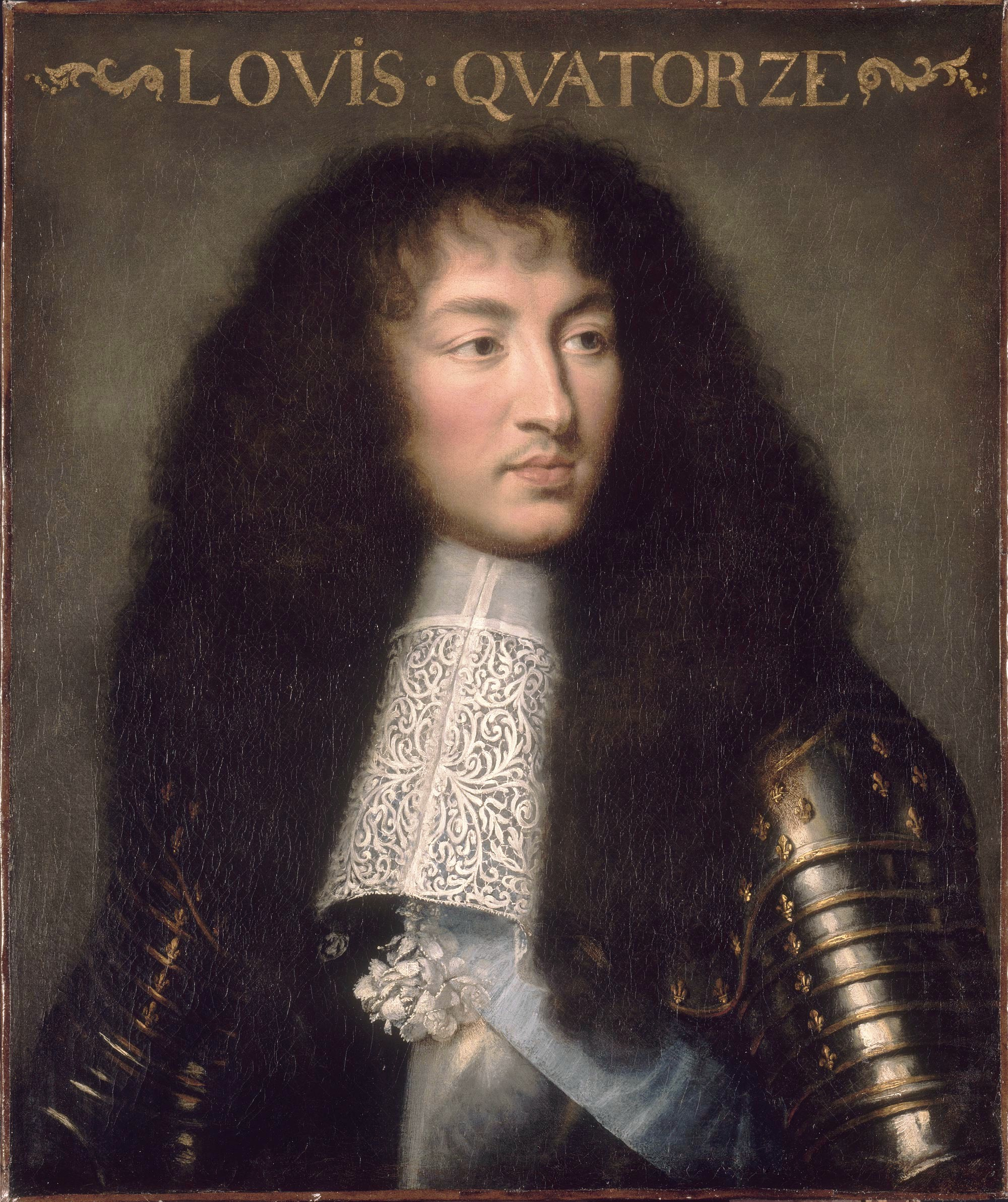
Ludwig XIV. 1661

Wegweisend für das weitere Schicksal Valmagnes wurde Abt Pierre de Bonzi, ein Kardinal aus dem florentiner Hochadel. Er war mächtig und zeigte sich brillant. Die Familie der Bonzi stellte in hundert Jahren allein fünf Bischöfe. König Ludwig XIV. ernannte ihn zum Bischof von Béziers, als der Bischofssitz durch den Tod seines Onkels Clement de Bonzi vakant wurde.
Pierre de Bonzi genoss das uneingeschränkte Vertrauen des Königs, dieser überhäufte ihn mit Titeln und beauftragte ihn mit besonderen Verhandlungen und Spezialmissionen, die ihn als Sonderbotschafter nach Venedig, Polen und Spanien führten. Er wurde Erzbischof von Toulouse und 1672 Kardinal. Außerdem war er Beichtvater von Königin Maria-Theresia. 1673 berief Ludwig XIV. Ihn zum Erzbischof von Narbonne und ernannte ihn zum Gouverneur der Staaten des Languedoc. Als Abt leitete er die Geschicke von Valmagne von 1680 bis 1697.
Kardinal de Bonzi spielte für das gesamte Languedoc eine bedeutende Rolle. Saint-Simon berichtete, er sei lange Zeit der eigentliche König gewesen, durch seine Autorität, das Vertrauen, das er bei Hof genoss und seine Liebe zu der Provinz.
Valmagne war sein Lieblingssitz. Der mondäne Prälat besaß ein bedeutendes persönliches Vermögen, das er durchaus zum Wohl von Valmagne, in dessen Erhalt und Ausbau steckte. Er machte aus der Abtei einen echten Bischofssitz, stockte das ganze Konventsgebäude mit Kreuzgang um eine Etage auf und baute das Dormitorium im ersten Stockwerk des Ostflügels in einen großzügigen Korridor um, von dem die Zimmer mit Alkoven und Oratorien (Gebetsraum) abgehen, deren Türen von dekorierten Trumeaus getrennt sind. Eine großzügige Steintreppe führte mit weitem Bogen zu den Zimmern hinauf und war von prächtigen schmiedeeisernen Geländern begrenzt. Sie existiert heute noch. Das Parlatorium erhielt eine Tür, die in einen prächtigen Park „a la française“ führte.
Die Anzahl der Mönche war zu dieser Zeit auf fast 300 angestiegen.

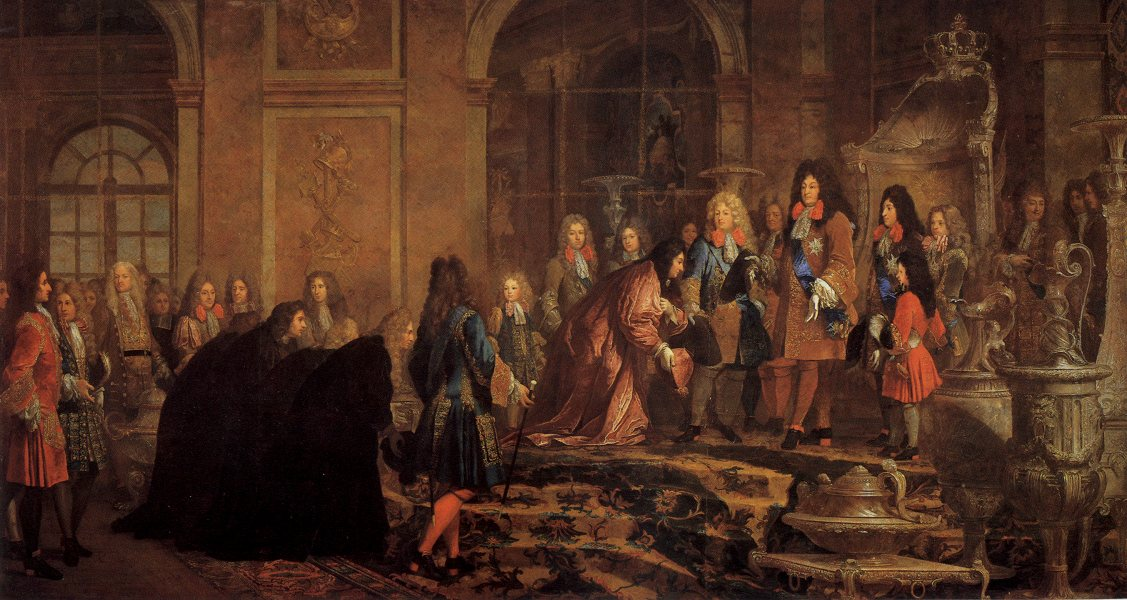
Ludwig XIV. empfängt den Dogen von Genua im Spiegelsaal, Gemälde von 1685

Seine häufigen Aufenthalte in Versailles und die Festivitäten in den von André Le Nôtre gestalteten Gärten haben den Kardinal sicherlich bei der Ausstattung von Valmagne inspiriert: Von einer riesigen Terrasse, nach Süden ausgerichtet, führten zwei symmetrische Treppen zu einem Garten hinunter, mit einem langen Wasserbassin in der Mitte und am Ende eine Neptunstatue. Sie stand in einem Wasserbecken das von einer Muschel hinterfangen wurde. Zu Füßen der Statue ein Delfin, der durch sein Maul Wasser in das Becken spritzt. Prachtvolle Vasen, mit Früchten und Köpfen verziert, schmückten die Gartenanlage. Man findet sie heute im Kapitelsaal.
Glaubt man den Überlieferungen führte der Kardinal in Valmagne ein Leben, wie bei Hof. Von klösterlicher Strenge war man zu dieser Zeit weit entfernt. Einer Schar von Hausangestellten sorgte für das leibliche Wohl. Man lebte exzessiv, mit allem nur erdenklichen Luxus. Der Kardinal richtete in Valmagne viele Empfänge aus und behandelte seine Gäste königlich. So schrieb der damalige Kriegsminister Ludwigs des XIV., Louvois, der 1680 auf dem Weg nach Barèges auf Valmagne Halt machte, beeindruckt an seinen Cousin, den Marquis de Tailladet, dass er in Valmagne Station gemacht habe und hier „das großartigste Abendessen vorgefunden habe, das man überhaupt ausrichten kann“.
Dass man zu dieser Zeit weiter denn je von den Regeln des heiligen Bernhard entfernt war, steht außer Frage. Die Sitten waren in jeder Beziehung freizügig. E. Leroy Ladune äußerte sich in seiner Geschichte des Languedoc ganz und gar nicht zartfühlend über den Kardinal und tituliert ihn als „raffinierten und sinnesfrohen Ecclesiasten, Liebhaber schöner Männer und hübscher Frauen, der gnadenlos seine Macht missbraucht“. Seine unverhohlene Liebesaffäre mit Madame de Ganges war zumindest nicht davon angetan, ihn einen Heiligenschein zu verleihen.
Nicht zu verstehen ist allerdings, dass man in dieser wohlhabenden Phase der Abtei nicht die Vermauerung der Kirchenfenster rückgängig gemacht hat und stattdessen Verglasungen eingebaut hätte.

### Letzte Äbte, Revolution und ihre Folgen
(S. 32–34)
1697 übergab Kardinal de Bonzi die Abtei an seinen Neffen Armand-Pierre de la Croix de Castries, Erzdiakon von Narbonne. Er war der Sohn einer seiner Schwestern, die mit dem Marquis de Castries verheiratet war. Wenige Jahre später, am 11. Juli 1703, starb der Kardinal in Montpellier.
Der neue Abt führte Valmagne im Stil seines Onkels weiter, großzügig und luxuriös. Anlässlich des Besuchs des Herzogs von Burgund und des Herzogs von Berry, wurde ein strahlender Empfang gegeben. Beide hatten ihren Bruder, den jungen Herzog von Anjou und zukünftigen König Philipp V. von Spanien, zur spanischen Grenze begleitet und auf der Rückreise nach Versailles in Valmagne Station gemacht.
Die letzten drei Äbte von Valmagne waren Monseigneur de Buisson de Beauteville, sehr beliebt durch seine Güte, Pierre François de Jouffroy d'Abbans und Armand Pierre de Puységur.
Unmittelbar vor der Revolution war die Abtei hoch verschuldet. Ein wesentlicher Grund dafür war, dass die beiden letzten Äbte nie vor Ort gelebt, aber von Valmagne ein hohes Einkommen für sich in Anspruch genommen haben.
Zwischen den Mönchen von Valmagne und den Konsuln von Montagnac entbrannte eine Auseinandersetzung über die Hoheit des Klosterlandes. 1786 hatten die Konsuln den Eintrag ins Vermögenssteuerregister von Valmagne auf Montagnac überschrieben. 1789 kam es zu einer Transaktion im Kapitelsaal des Klosters, bei der die Mönche endgültig auf ihre Gebietshoheit verzichten mussten. Im Gegenzug verzichteten die Konsuln auf die Zahlung der bis dahin eingeforderten Abgaben in Höhe von 29 Annuites.

Revolution, Sturm auf die Bastille am 14. Juli 1789

Die finanzielle Situation der Abtei war beklagenswert. Am 13. November 1789 hatte die Nationalversammlung mit Zustimmung des Königs ein Dekret verabschiedet, in dem vom Klerus eine schriftliche Erklärung aller Einkünfte, Vermögen, Immobilien und Lehensabgaben verlangt wurde. Prior Dom Desbies übernahm die Auflistung des Klostervermögens. Sie ergab ein Defizit von 2 206 Pfund und 6 Dinar, sowie Schulden in Höhe von 15 000 Pfund, zahlbar in zwei Jahresraten an den Abt von Puységur. Die Aufstellung des Konventsgrundbesitzes und der erwirtschafteten Erträge nennt unter anderem Vairac, den Hühnerhof, die Ländereien in Silvéréal, die Gutshöfe Mas del Novi, le Sacristain und andere, aber Kosten und Schulden waren um ein Vielfaches höher. Die prekäre Situation von Valmagne lag offen zutage.
Da die Mönchsgemeinschaft seit einigen Jahren deutlich abgenommen hatte, lastete die Bewirtschaftung des Landes allein auf den Laienbrüdern. Das Land lag brach und verkam. Valmagne hatte einst 200 bis 300 Mönche gezählt. Im Jahr 1786 hatte der Prior nur noch drei Mönche um sich, dazu einen Portier, einen Gärtner, einen Koch, einen Küchenjungen, einen Jäger und ein Kind, das als Messdiener fungierte. Bis 1790, etwa ein Jahr nach Ausbruch der Revolution, hielten sie durch, dann floh der Prior zusammen mit den letzten drei Mönchen, mit dem Gold und dem Silber und den wertvollsten Möbeln. Valmagne war dem Pöbel freigegeben.
Und dieser zögerte nicht lange. Nur wenige Tage später fiel die johlende Meute der Bauern aus den Nachbardörfern über die verwaiste Abtei her und verwüstete alles, verbrannte Dokumente, Urkunden, Aufzeichnungen, Bücher, Möbel und Bilder.
Wie die meisten Klöster Frankreichs wurden Konvent und Kirche mit den noch vorhandenen Ländereien und Dependancen Staatseigentum. Der Staat war allerdings am kostspieligen Unterhalt derartiger Anwesen nicht interessiert und versuchte so schnell wie möglich, Kapital daraus zu schlagen. Am 23. Mai 1791 gab der Bezirk Béziers dem Winzer Monsieur Granier für 130 000 Pfund den Zuschlag. Er erwarb die Konventsgebäude, die Kirche, den Hühnerhof, die Ländereien und das Gut le Sacristain. Der neue Besitzer baute die Kirche in einen Weinkeller um. In die Joche der Seitenschiffe und in die Chorkapellen stellte er riesige Holzfuder aus russischer Eiche, in denen der Wein reifte. Sie sind nunmehr über 200 Jahre an diesem Ort. Dabei wurden in den hohen Arkaden des Mittelschiffs Wände eingezogen, die die Seitenschiffe scheinbar in zwei Geschosse unterteilt haben. Ihre „Brüstungen“ schließen knapp über ihren Bogenansätzen waagerecht ab. Im unteren „Geschoss“ sind große rundbogige Öffnungen ausgespart, die die Weinfässer enger umschließen. Die hohen Seitenschiffe dahinter behielten ihre Höhe.
Manchen Besucher mag es schockieren, dass die gesamte sakrale Ausstattung verschwunden ist und die Kirche so profan genutzt wird. Die Kritiker mögen aber bedenken, dass diese herrliche Kirche und das zauberhafte Kloster nur dadurch erhalten geblieben sind, dass Valmagne nur ein knappes Jahr verlassen war und danach ständig bewirtschaftet und instand gehalten wurde. Dadurch blieb der Abtei das Schicksal so vieler Schwesterklöster erspart, die als Steinbruch endeten und heute nur als Ruinen oder gar nicht mehr vorhanden sind. Dagegen steht Valmagne nach achteinhalb Jahrhunderten wechselvoller Geschichte heute als relativ intaktes architektonisches Ensemble vor uns.

### Valmagne – seit über 150 Jahren in Familienbesitz
(S. 34–38)
Nach dem Tod von Monsieur Granier wurden Kloster und Landbesitz von seiner Witwe und den Erben zur Versteigerung freigegeben. Die Kirche musste per Konkordat von 1801 auf alle Ansprüche auf alle ihre verstaatlichten Güter verzichten. Trotzdem hatte man die Zustimmung des Bischofs eingeholt und im Juli 1838 wechselte Valmagne im Gericht von Montpellier den Besitzer. „Neuer Eigentümer war  Henri-Amédée-Mercure de Turenne.“
Seitdem befindet sich das Kloster im Besitz derselben Familie. In der zweiten Hälfte des 19. Jahrhunderts wurde es umfassend restauriert. Doch in unserer Zeit gestaltete sich der Unterhalt eines solchen Bauwerks immer schwieriger. Die Verantwortung für ein derartig einmaliges historisches und architektonisches Erbe ist faszinierend und beängstigend zugleich. Während des ganzen Jahres finden täglich Besichtigungen statt, Führungen durch die herrliche gotische Kirche und durch den lichtdurchfluteten Kreuzgang, Inbegriff mediterraner Schönheit und Heiterkeit und zugleich voll feierlicher meditativer Ruhe. Sicher hat dieser Kreuzgang nichts mehr mit der geforderten Strenge des heiligen Bernhard gemein, sondern erinnert eher an exquisite toskanische Gärten. Die liebliche und südländische Atmosphäre verdankt Valmagne dem Einfluss seiner florentinischen Äbte, allen voran Pierre de Bonzi, die es verstanden, hier im Languedoc das Licht und die Linien und Formen entstehen zu lassen, die an die Landschaft Giottos erinnern.
Ohrenbetäubendes Wasserrauschen zieht den Besucher zum Griffouls-Brunnen, gegenüber dem Refektorium der Mönche. Er wird von einer achteckigen Galerie umgeben und von einer weiterarbeiten offenen Kuppel überdeckt. Hier vereinen sich Romanik und Poesie und verzaubern den Betrachter.
Besonderes Augenmerk verdient auch der Kapitelsaal, der mit einem weiten Kreuzgratgewölbe freitragend überdeckt wird, ohne von einem Mittelpfeiler unterstützt zu sein (siehe dazu detaillierte Beschreibung im Abschnitt Bauwerke / Inneres).
Auf der Sitzbank des Kapitelsaals sind steinerne Fragmente ausgestellt, die Szenen einer Verkündigung, den Einzug in Jerusalem, einer Kreuzigung und einer Kreuzabnahme und andere erahnen lassen. Aller Wahrscheinlichkeit nach stammen diese Steine von einem Lettner, einer steinernen Schranke, die einst den Kirchenraum in einen Ostteil, der alleine den Mönchen vorbehalten war, und in einen Westteil für Laien und Laienbrüder. Dieser muss aber in der romanischen Kirche existiert haben, da der Chorumgang auch von Laien besucht werden durfte zur Verehrung der Reliquien in den Kapellen. Man vermutet, dass diese Bruchstücke für die Treppe gedient haben, die von der Porte des Matines zum Dormitorium im Obergeschoss unmittelbar in den südlichen Querhausarm führte.
Das Mönchsrefektorium aus dem 17. Jahrhundert wurde im 19. Jahrhundert sehr aufwändig renoviert. Es beeindruckt durch seine Größe wie auch durch seine Ausstattung, wie die hohen Kreuzrippengewölbe und den prachtvollen Renaissancekamin. der aus dem Château de Cavillargues stammt.
Das Kloster Valmagne steht seit dem 11. April 1947 unter Denkmalschutz des Kulturministeriums und wurde seit 1975 auch für Touristen geöffnet.
Seit 1980 sind fast alle Dächer der Bauwerke neu eingedeckt worden. Die Räumlichkeiten des Kardinals de Bonzi, die im 19. Jahrhundert Lagerräume waren, wurden zeitgemäß möbliert und dienen nunmehr als Wohnräume.
Valmagne ist seit über 200 Jahren ein bedeutendes Weingut. Seine Kirche wird auch deshalb „Kathedrale des Weins“ genannt.

## Bauwerke

### Grundriss und Aufriss

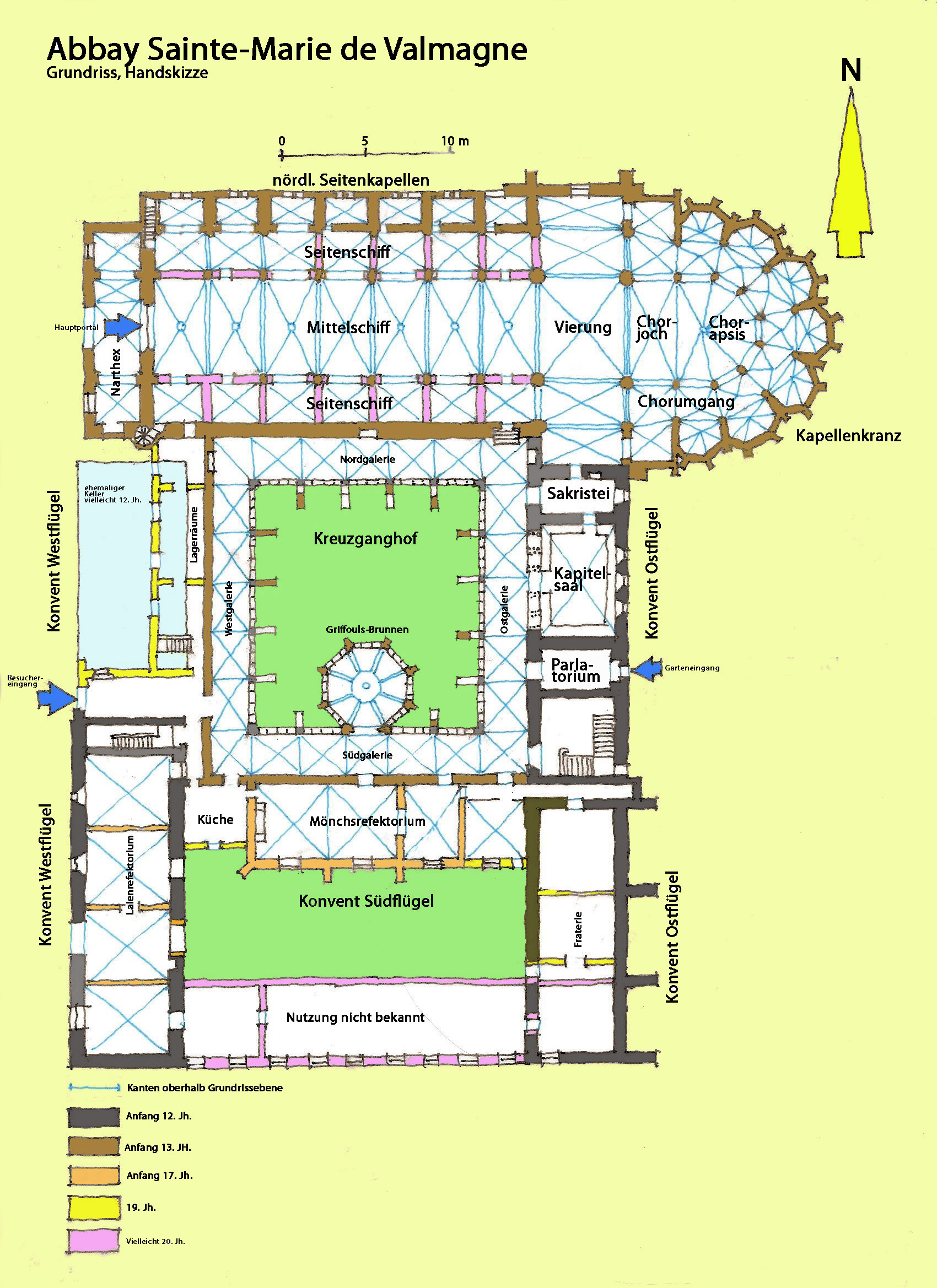

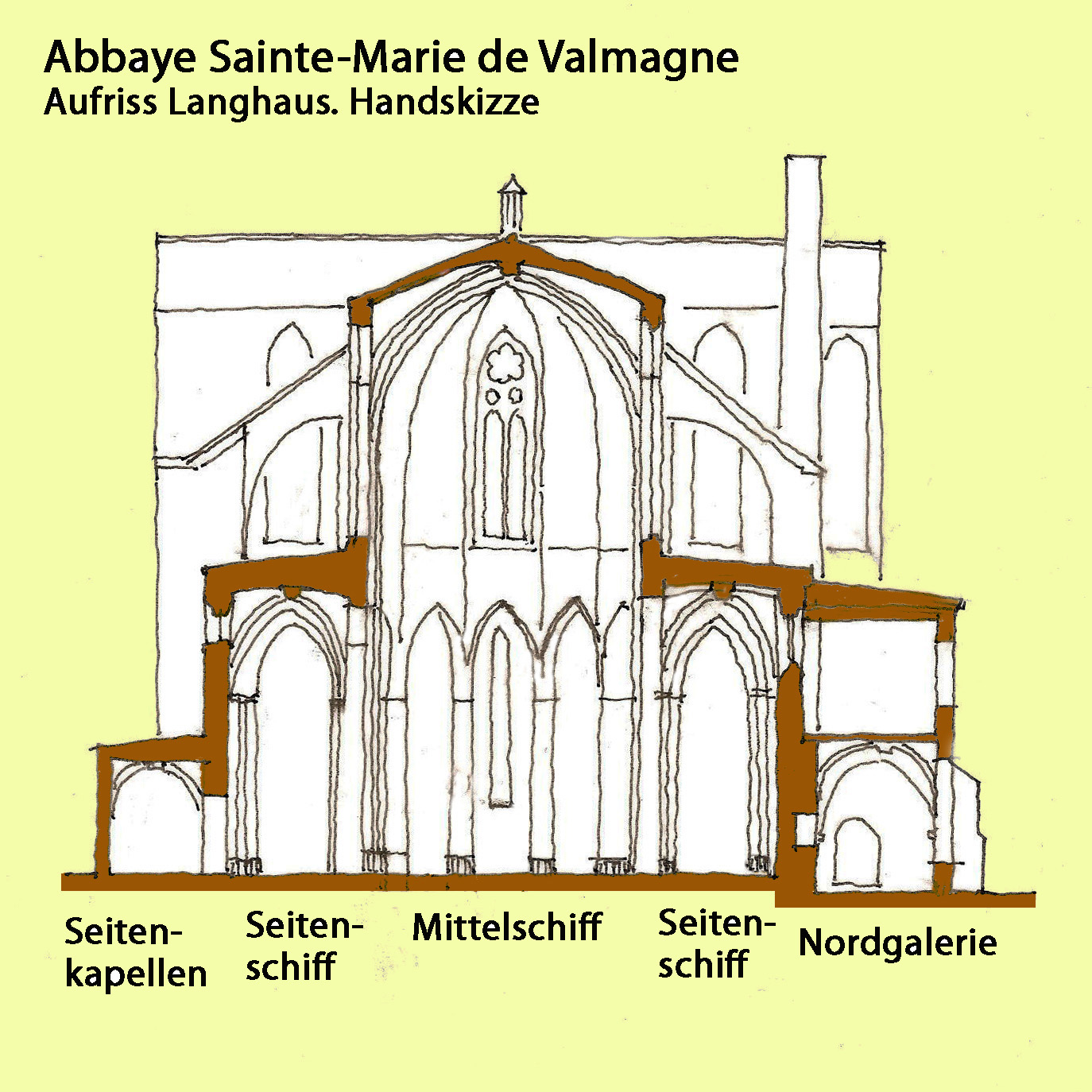

Abmessungen zirka, ohne Wandvorsprünge,
aus Zeichnung gemessen und hochgerechnet:
Kirche
- Länge über alles (außen): 44,80 m
- Länge Langhaus, von Fassade bis Querhaus (außen): 23,20 m
- Breite Langhaus, in Bodenhöhe (außen): 12,70 m
- Breite Mittelschiff, zwischen Diensten (innen): 5,70 m
- Höhe Mittelschiff, im Scheitel (innen): 23,50 m
- Höhe Seitenschiffe, im Scheitel (innen): 11,00 m
- Länge Querhaus (außen): 17,50 m
- Breite Querschiff (innen): 4,70 m
- Tiefe Chorapsis (innen): 4,40 m
- Breite Chorumgang (innen): 1,90 m
- Narthex, Länge × Breite (außen): 12,80 × 3,20 m

Konventsgebäude
- Länge Ostflügel, ab Querhausarm (außen): 52,60 m
- Breite Ostflügel, ohne Kreuzgang (außen): 6,10 m
- Länge Kreuzganghof, S-N-Richtung: 14,40 m
- Breite Kreuzganghof, W-O-Richtung: 13,30 m
- Breite Ostgalerie (innen): 2,6 m
- Breite Westgalerie (innen): 2,20 m
- Breite Nord- und Südgalerie (innen): 2,40 m
- Höhe Galerien, im Scheitel: 5,34 m
- Länge Südflügel (zwischen West- und Ostgalerie): 20,30 m
- Breite Südflügel, ohne Kreuzgang (außen): 5,60 m
- Länge Westflügel, nördl. Abschnitt: 16,60 m
- Breite Westflügel nördl. Abschnitt, ohne Kreuzgang (außen): 3,6 m
- Länge Westflügel, südl. Abschnitt (außen): 20,70 m
- Breite Westflügel, südl. Abschnitt (außen): 5,80 m

### Abteikirche
(S. 10)
Die stattliche gotische Kirche, die in der zweiten Hälfte des 13. Jahrhunderts ohne Übernahme von Bauteilen des romanischen Vorgängerbauwerks errichtet wurde, ist nahezu vollständig erhalten und nach Osten ausgerichtet.
Sie hat allerdings die ursprünglich lichtdurchflutete Erscheinung der fast vollständigen Durchfensterung der Außenwände in den Religionskriegen verloren.
Daraufhin hat man im Jahr 1635, als man die großen Fensteröffnungen in Ermangelung ausreichender finanzieller Mittel nicht mehr erneuert hat, stattdessen fast alle zumauern lassen. Die heutige Dunkelheit des Innenraums entspricht in keiner Weise mehr den Vorstellungen der gotischen Architektur und verändert ihn gravierend zu seinem Nachteil.
Eine zweite Änderung der gotischen Architektur fand gegen Ende des 18. Jahrhunderts statt, als im Zusammenhang mit der Aufstellung der großen Weinfuder in den Seitenschiffen die hohen Arkaden durch den Einzug von Wandteilen eingeengt und scheinbar in zwei Geschosse aufgeteilt wurden.
Die beiden vorstehenden Maßnahmen sollen zur Stabilisierung der grazilen und „zerbrechlichen“ Konstruktion durchgeführt worden sein.
Die Kirche steht auf dem Grundriss einer Basilika aus einem dreischiffigen und siebenjochigen Langhaus, mit auskragendem Querhaus, Chorjoch, und einem Umgangschor, der von einem Kapellenkranz im Osten abgeschlossen wird.

#### Äußere Erscheinung

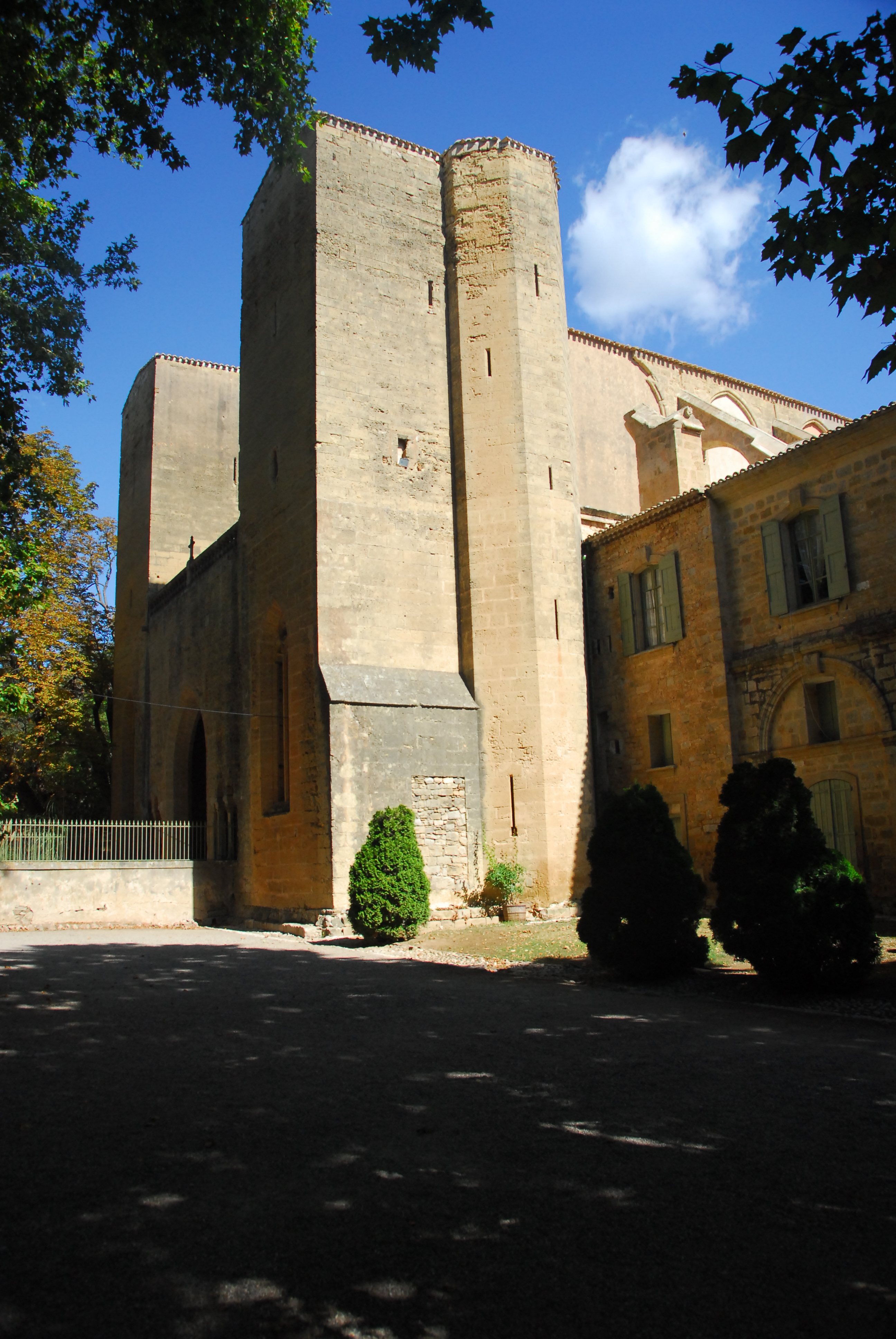
Westbau der Kirche, von S

##### Narthex
(S. 9)
Vor der Fassade des Langhauses steht ein dreiteiliger Westbau, in Art eines Westwerks. Er ist so lang wie die Breite des Langhauses und etwa so tief wie die Breite der Langhausjoche. Das Erdgeschoss ist der eigentliche Narthex, ein Vestibül, eine Vorhalle, in der die Mönche die Katechumenen empfingen, die sich auf die Taufe vorbereiteten. Sie galten als unrein und durften die Kirche nicht betreten. In Valmagne wurden hier auch die Messen für die Gläubigen der Umgebung zelebriert: Auch ihnen war der Innenraum der Kirche versperrt, da sie nicht zur Ordensgemeinschaft gehörten.

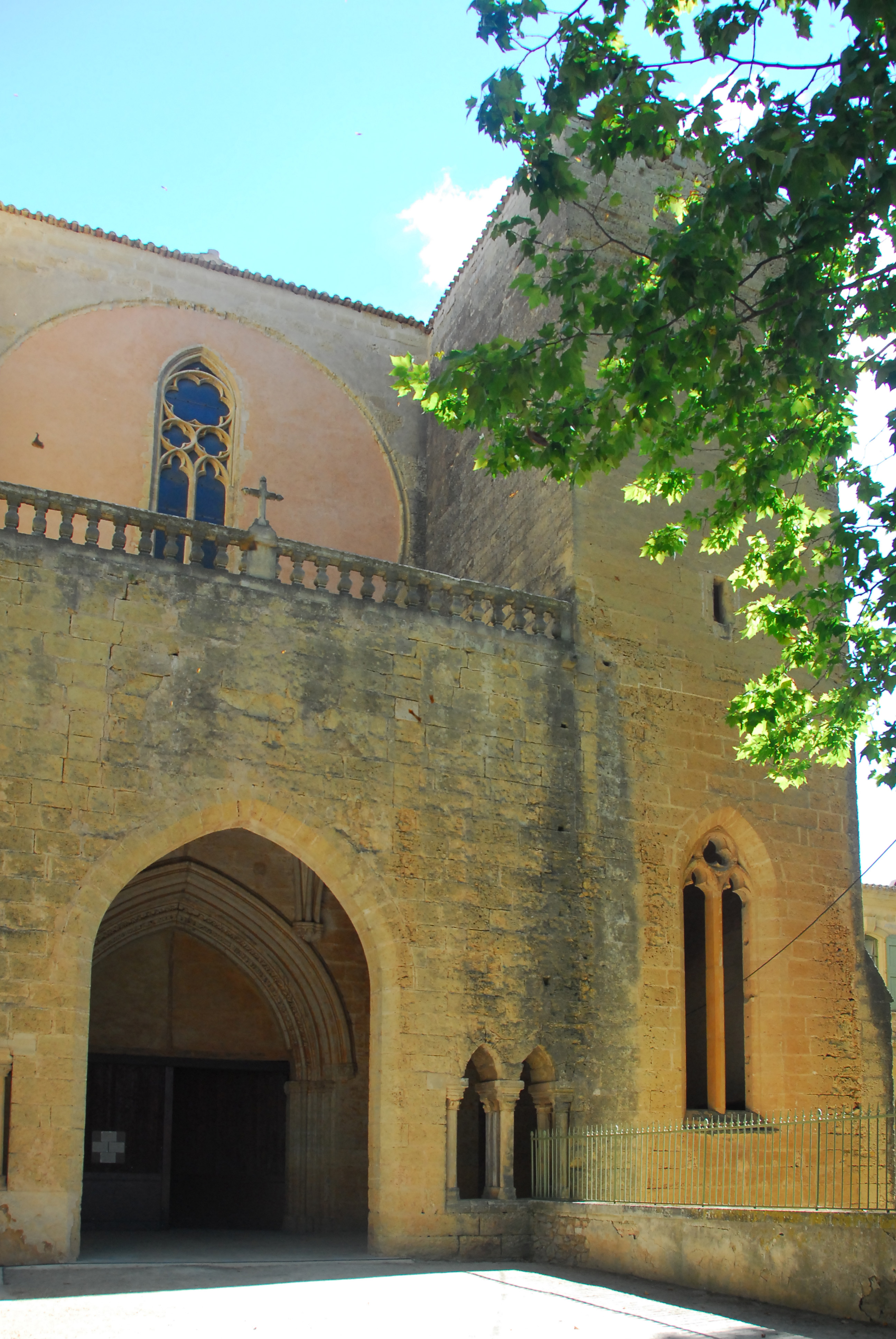
Narthex von W

Der mittlere Abschnitt ist so breit und etwa halb so hoch wie das Mittelschiff. Er wird flankiert von zwei im Grundriss quadratischen Türmen. Die knapp unter der Firsthöhe des Mittelschiffs enden und dort von flach geneigten Satteldächern überdeckt sind, die mit Hohlziegeln im römischen Format, auch Mönch-Nonnen-Ziegel genannt, eingedeckt sind. Der Mittelabschnitt ist mit einem begehbaren Flachdach abgedeckt, dessen Vorderkante von einer steinernen Balustrade im Stil Ludwigs XIII. abgeschlossen wird, die in der Mitte von einem steinernen Kreuz überragt wird. In der Fassadenwand oberhalb dieser Terrasse war ursprünglich ein riesiger kreisrunder Okulus (lat. Auge) ausgespart, den man auch „Ochsenauge“ nennt. Sein Durchmesser entspricht fast der inneren Mittelschiffbreite. Von der runden Fensteröffnung, die einmal mit kunstvollem Maßwerk in Form einer Rosette, mit Glasmalereien ausgestattet war, ist nach der Vermauerung nur die Kontur seines äußeren Randes übrig geblieben. Als Ersatz der großen Öffnung hat man in der Vermauerung ein schlankes spitzbogiges Fenster ausgespart mit einem gotischen Maßwerk, das oben und unten zum ehemaligen Rand der Rosette gut einen Meter Abstand hält.
Axial im mittleren Abschnitt der Frontwand ist eine große, leicht angespitzte Öffnung ausgespart, deren Laibungskanten mit breiten Fasen gebrochen sind. Ihr Scheitel liegt gut über der mittleren Höhe der Wand. Weiter nach außen sind in den Achsen der Türme jeweils ein großes, schlankes und spitzbogiges Fenster mit Maßwerk, aber ohne Verglasung, ausgespart. Über diesen Fenstern gibt es in den Turmwänden noch je zwei übereinander angeordneten kleinen rechteckigen Öffnungen, in Art von Schießscharten. In gleicher Höhe finden sich solche Öffnungen auch auf den seitlichen Außenwänden der Türme. In den Ostwänden der Türme sind oberhalb der Seitenschiffdächer Türöffnungen ausgespart, von denen man auf diese Dächer gelangen kann. In der südöstlichen Ecke des Südturms wurde eine kreisrunde Spindeltreppe eingefügt, von der außen nur die Hälfte eines im Grundriss sechseckigen Treppenturms sichtbar ist. In diesen Wänden sind noch einige schlanke Schießscharten eingelassen. Der Turm schließt in Höhe der Turmdachtraufe mit einem sechseckigen flach geneigten Pyramidendach ab.
Die Türme und die begehbare Terrasse über dem Narthex gehören offensichtlich zu der wehrtechnischen Ausstattung des Klosters, die im Zuge des Hundertjährigen Krieges um die Mitte des 14. Jahrhunderts angelegt worden sind.

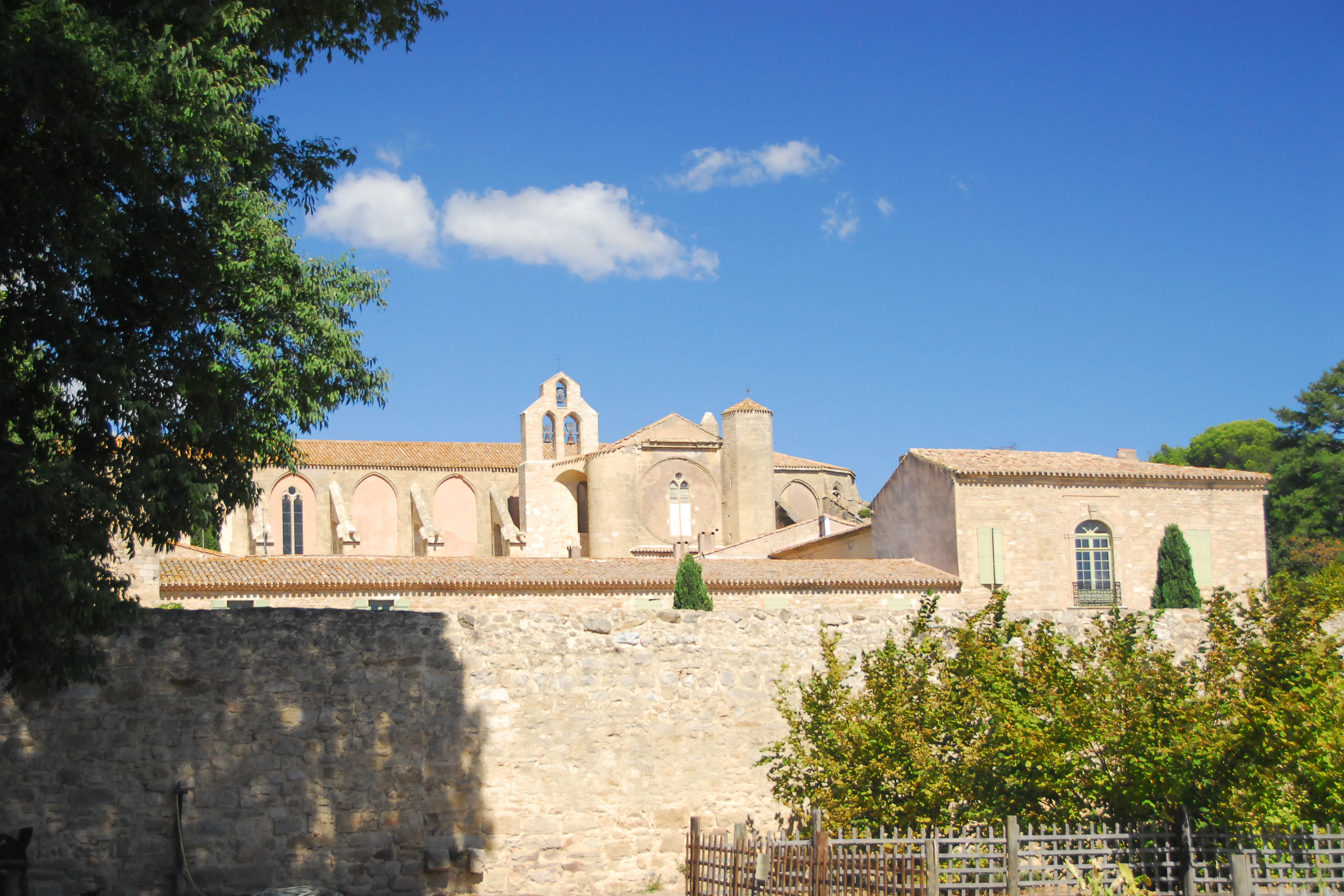
Kirche und Kloster von S

##### Langhaus
Von außen fällt sofort der basilikale dreischiffige Aufriss (Querschnitt) des Langhauses auf, bei dem das Mittelschiff etwa doppelt so breit und doppelt so hoch ist wie bei den Seitenschiffen. Über den flach geneigten, begehbaren Seitenschiffdächern ragen Strebewerke auf, die das Langhaus genau wie im Innern die Gurtbögen und Pfeiler in Querrichtung in sieben Joche unterteilen.
Die Strebewerke bestehen aus je einem Strebebogen, dessen oberes Ende in Verlängerung des jeweiligen Gurtbogens knapp unter den Traufen gegen die Mittelschiffwand lehnt und dessen unteres Ende in den deutlich breiteren senkrechten Strebepfeiler übergeht. Die Unterseite ist viertelkreisförmig ausgerundet und die Oberseite ist in ganzer Länge um 45 Grad auswärts abgeschrägt und wird mit satteldachartig geformten Steinplatten abgedeckt.
Auf der Nordseite der Kirche sind die Strebepfeiler im unteren Bereich gleichzeitig die Trennwände der dort angeordneten sieben Seitenkapellen. Die flach geneigten begehbaren Dächer der Kapellen sind nicht ganz so hoch angeordnet wie das der ursprünglichen Nordgalerie des Kreuzgangs. Über diesen Dächern bleiben die Tiefen der Pfeiler bis zum Übergang in die Strebebögen ganz erhalten. Die dachartige Abdeckung der Strebebögen knickt dort waagerecht ab und wird deutlich breiter bis zum Ende des Pfeilers geführt.
Der „First“ dieser Abdeckungen ist über die ganze Länge als offene Abflussrinne ausgebildet, die am unteren Ende in einem weit ausladenden Wasserspeier endet. Das obere Ende der Rinnen wird durch ein teilweise steil abgeschrägtes Teilstück bis unter das Traufgesims verlängert. Die Funktion dieser Rinnen lässt sich heute kaum erklären, da man unter den Traufen keinerlei wassersammelnde Vorrichtungen erkennen kann, die das Regenwasser von den Ziegeln zu den oberen Enden der Rinnen auf den Strebewerken führen würde.
Auf der gegenüberliegenden Südseite der Kirche funktioniert das mit den tiefen Strebepfeilern nicht, weil die angrenzende Nordgalerie des Kreuzgangs solche nicht zulässt. Ersatzweise hat man hier den unteren Teil der Außenwand des Seitenschiffs bis in Höhe des Galeriegewölbes erheblich verbreitert und die darüber stehenden Pfeiler schließen bündig mit der galerieseitigen Wandoberfläche ab. Zusätzlich werden diese Pfeiler durch das Gewölbe des Kreuzgangs und dessen Gurtbögen abgestützt.

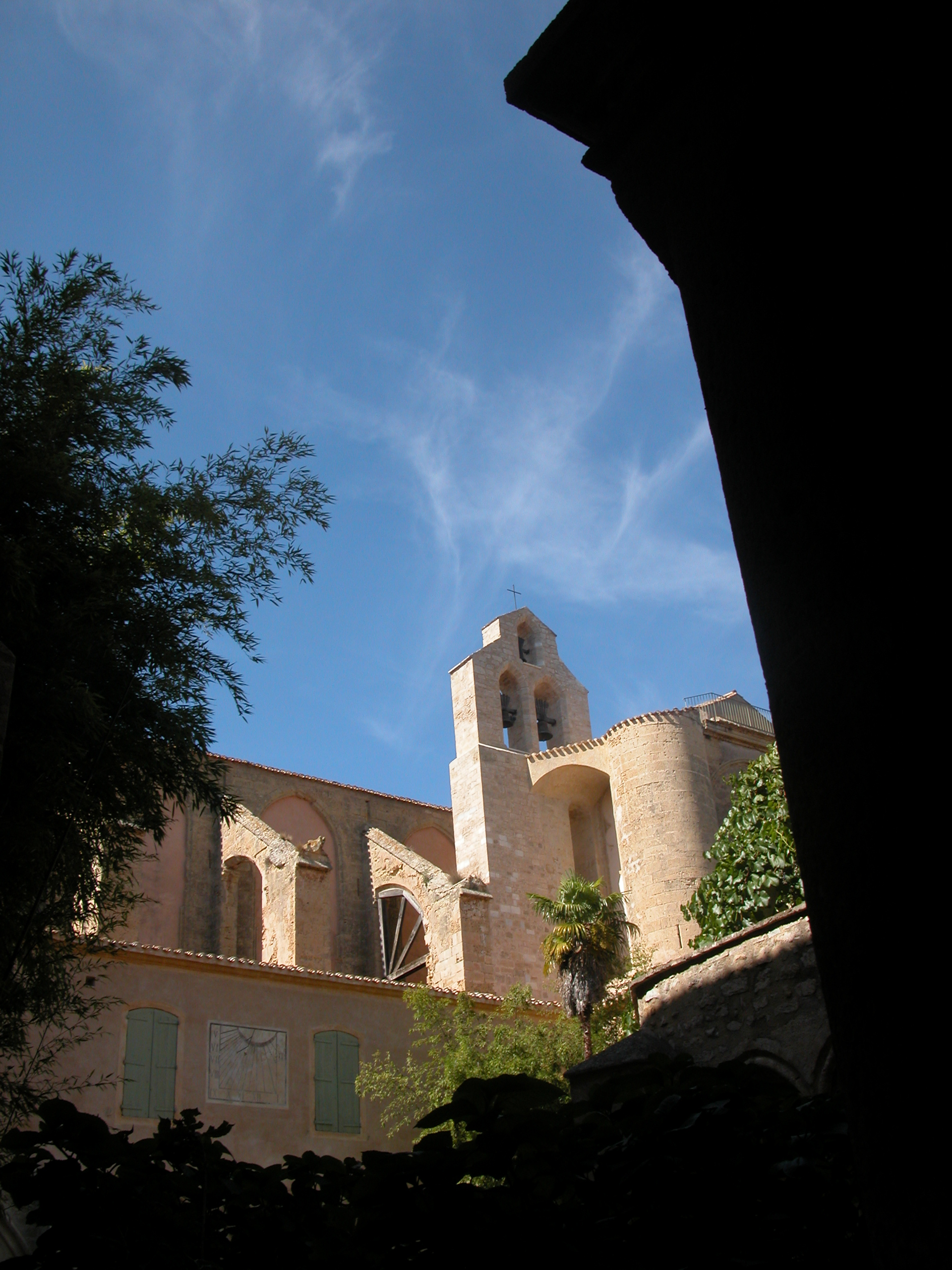
Lang- und Querhaus von S

Auf beiden Seiten des Langhauses waren ursprünglich in jedem Joch knapp oberhalb der Dachanschlüsse der Seitenschiffe je ein großes spitzbogiges Fenster ausgespart, deren Scheitel bist fast unter die Traufen des Mittelschiffs reichen. Sie enthielten einst kunstvolle Maßwerke mit Glasmalereien. In der Mitte des 17. Jahrhunderts hat man die zerstörten Fenster zugemauert, von denen heute noch leicht zurücktretende Arkadennischen übrig geblieben sind. Ähnlich wie bei der Fensterrosette in der Fassade hat man auf beiden Seiten im Joch vier je ein deutlich kleineres spitzbogiges Fenster mit schlichtem Maßwerk ausgespart. Axial in den Wänden der Kapellen ist je ein spitzbogiges kleines Fenster ausgespart, über deren Zustand die Quellen keine Auskunft geben.
Das Mittelschiff wird von einem etwa zwanzig Grad flach geneigten Satteldach überdeckt, dass mit rötlichen Mönch-Nonnen-Ziegeln eingedeckt ist, die an den Traufen über einem kaum ausladenden Gesims leicht auskragen. Das trifft für nahezu alle Dächer des Klosters zu, ausgenommen den begehbaren Dachflächen der Seitenschiffe, des Chorumgangs und der Terrasse über dem Narthex.

##### Querhaus
Das Querhaus ist etwas schmaler als das Mittelschiff, seine Traufen und Firste liegen zusammen mit denen des Chors auf der gleichen Höhe und gehen untereinander über. Die Dachflächen stoßen mit diagonal geführten Kehlen aneinander. Die Gebäudeecken des nördlichen Querhausarms sind mit kräftigen mehrfach abgestuften Strebepfeilern ausgesteift, die bis unter die Traufen reichen. Im südlichen Arm übernehmen das die Wände des anschließenden Konventstraktes und auch die Treppentürme, die die Traufen leicht überragen.
In den Giebelwänden gab es ursprünglich weit oben je einen kreisrunden Okulus, dessen Durchmesser knapp der inneren Schiffbreite entsprach. Ähnlich der Rosette in der Fassade sind die Öffnungen wieder ausgemauert worden, wobei man größere Teile des Maßwerks integrieren konnte. Deutlich kleinere spitzbogige Fenster mit Maßwerk ersetzen die Okuli.
In den West- und Ostwänden der Querhausarme waren oberhalb der Seitenschiffdächer ursprünglich je zwei große spitzbogige Fenster ausgespart, die denen des Mittelschiffs entsprachen. Wie diese sind auch sie gänzlich vermauert. Vor den Pfeilern zwischen diesen Fenstern ragt je ein schlanker Strebepfeiler bis unter die Traufe.

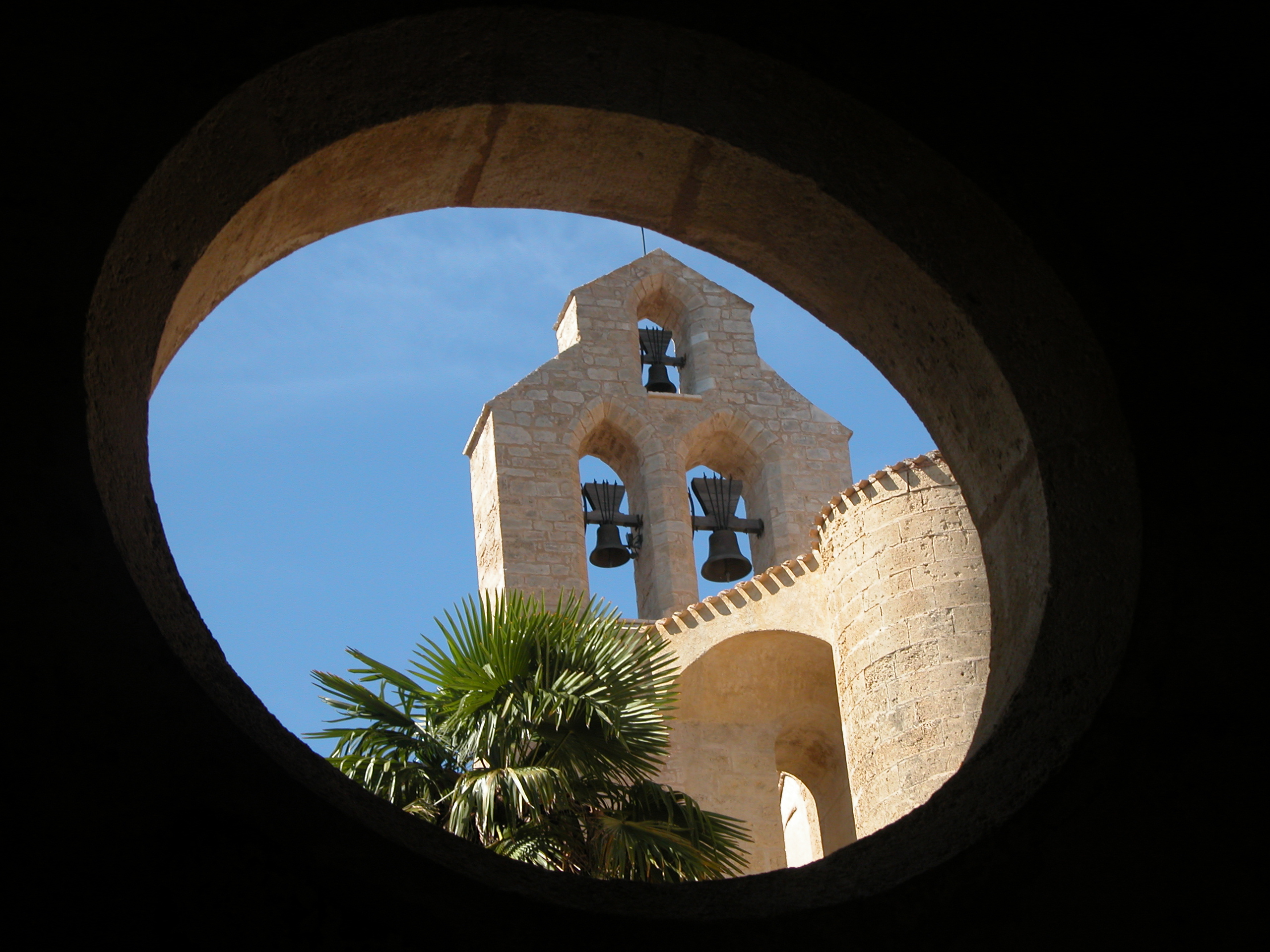
Glockenwand

Die Giebelwand des südlichen Querhausarms wird oberhalb der anschließenden Dächer der Konventsgebäude von zwei schlanken Treppentürmchen flankiert, die Spindeltreppen enthalten. Der auf der Südostecke ist sechseckig und hat Ähnlichkeit mit dem am südlichen Turm des Westbaus. Der auf den Südwestecke ist kreisrund, über den man zur Glockenwand gelangt, die über das Dach des Querschiffs hoch hinausragt. Die Glockenwand steht auf der gleich dicken Außenwand des südlichen Seitenschiffs im Joch sieben und ist so breit wie dieses. In Höhe der Dachtraufe gibt es eine Zäsur in Form eines allseitigen leichten Rücksprungs. Darüber ist eine Zwillingsarkade ausgespart, mit schlanken spitzbogigen Öffnungen. Darüber verjüngt sich die Breite der Glockenwand und weist dort eine weitere aber kleinere spitzbogige Öffnung auf. Die Oberseiten der abgestuften Wand sind nach außen um etwa 45 Grad abgeschrägt. In den drei Öffnungen sind die Glocken frei aufgehängt.

##### Chorhaupt
Das Chorhaupt ist zunächst wie eine östliche Verlängerung des Langhauses um ein Joch über das Querhaus hinaus, das sogenannte Chorjoch, mit dem gleichen Aufriss und einem gleichen Strebewerk. Auf dem First des Dachs über dem Chorjoch sitzt ein knapp zwei Meter hoher sechseckiger Dachreiter aus Mauerwerk mit einem sechseckigen Pyramidendach. An das Chorjoch schließt sich das eigentliche Chorhaupt an, aus der zentralen Chorapsis, die sich mit sieben Wandabschnitten nahezu halbkreisförmig um den Chor herum gruppiert, die von einem Stück Satteldach und weiter von einem fünfseitigen, teilweisen Pyramidendach überdeckt wird. Die Dächer weisen die gleichen Höhenlagen, Neigungen und Traufausbildungen auf wie beim Langhaus.
Das Gleiche gilt auch für den die Apsis umschließenden Chorumgang, dessen sieben polygonale Abschnitte den Seitenschiffen entsprechen. Diese Abschnitte werden über dem Umgangsdach von den fast gleichen Strebewerken radial unterteilt. Zwischen den tiefen Strebepfeilern sind sieben Radialkapellen eingefügt, deren polygonale Dächer an die Dächer des Umgangs anschließen. Ihre freien Außenwände bestehen aus je drei Abschnitten, die untereinander zweimal abgeknickt sind und dort von schlanken Strebepfeilern abgestützt werden.
In den Wandabschnitten des Chorjochs und der Chorapsis waren über den Dächern des Umgangs spitzbogige Lanzettfenster ausgespart, deren Breiten den wechselnden Breiten der Wandabschnitte angepasst waren. Bis auf drei dieser Fenster sind alle vermauert. In den Wandabschnitten der Radialkapellen waren jeweils drei, außen nur zwei, sehr schlanke Lanzettfenster ausgespart, die heute allesamt zugemauert sind.

#### Inneres der Kirche

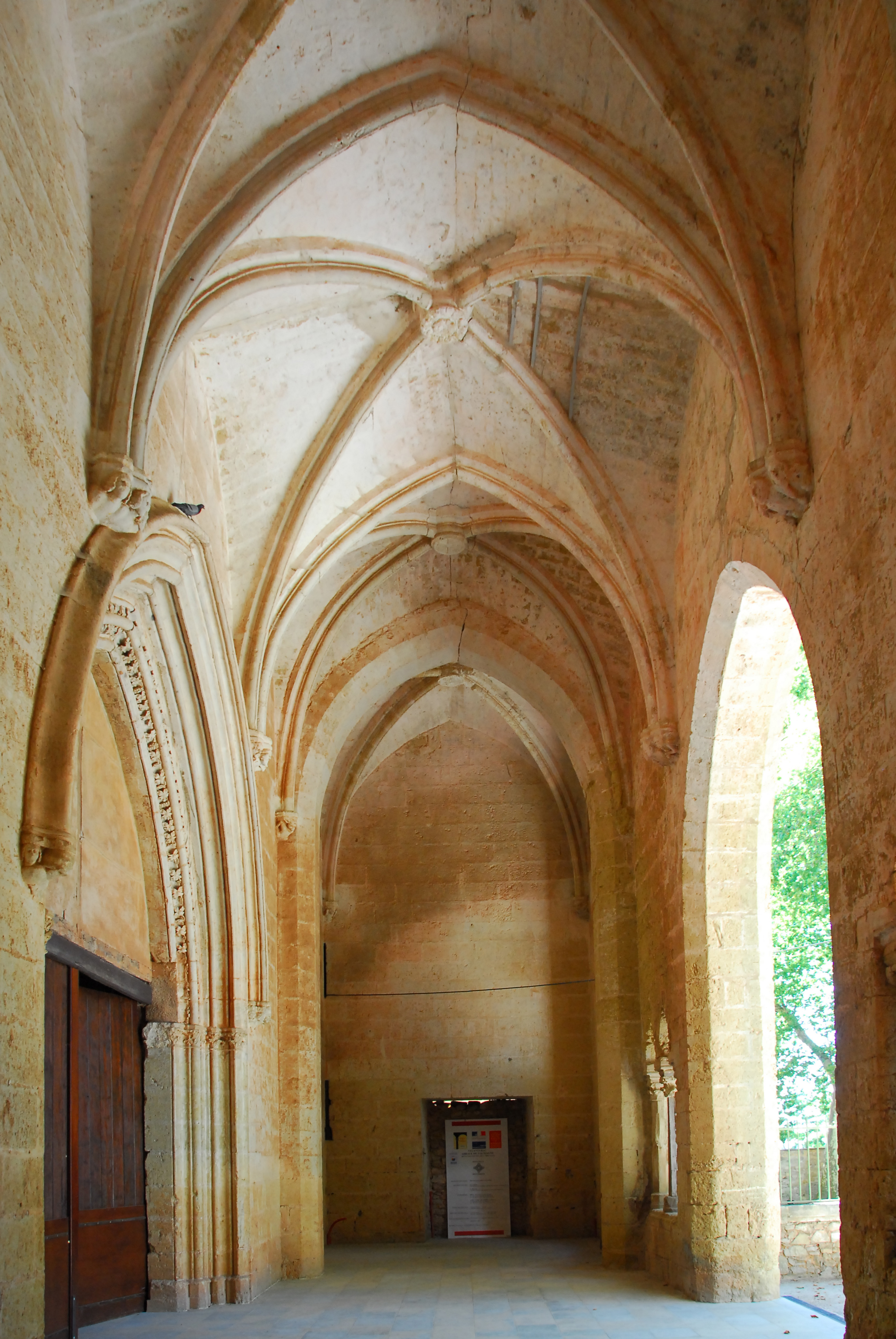
Narthex, Inneres nach S

Wie auch bei der äußeren Erscheinung muss man sich bei der Beurteilung der gotischen Substanz der Architektur auch im Innern der Kirche die umfangreichen nachgotischen Änderungen wegdenken, vor allem die Vermauerungen der meisten Fenster und das teilweise Schließen der Arkaturen der Scheidewände.

##### Narthex

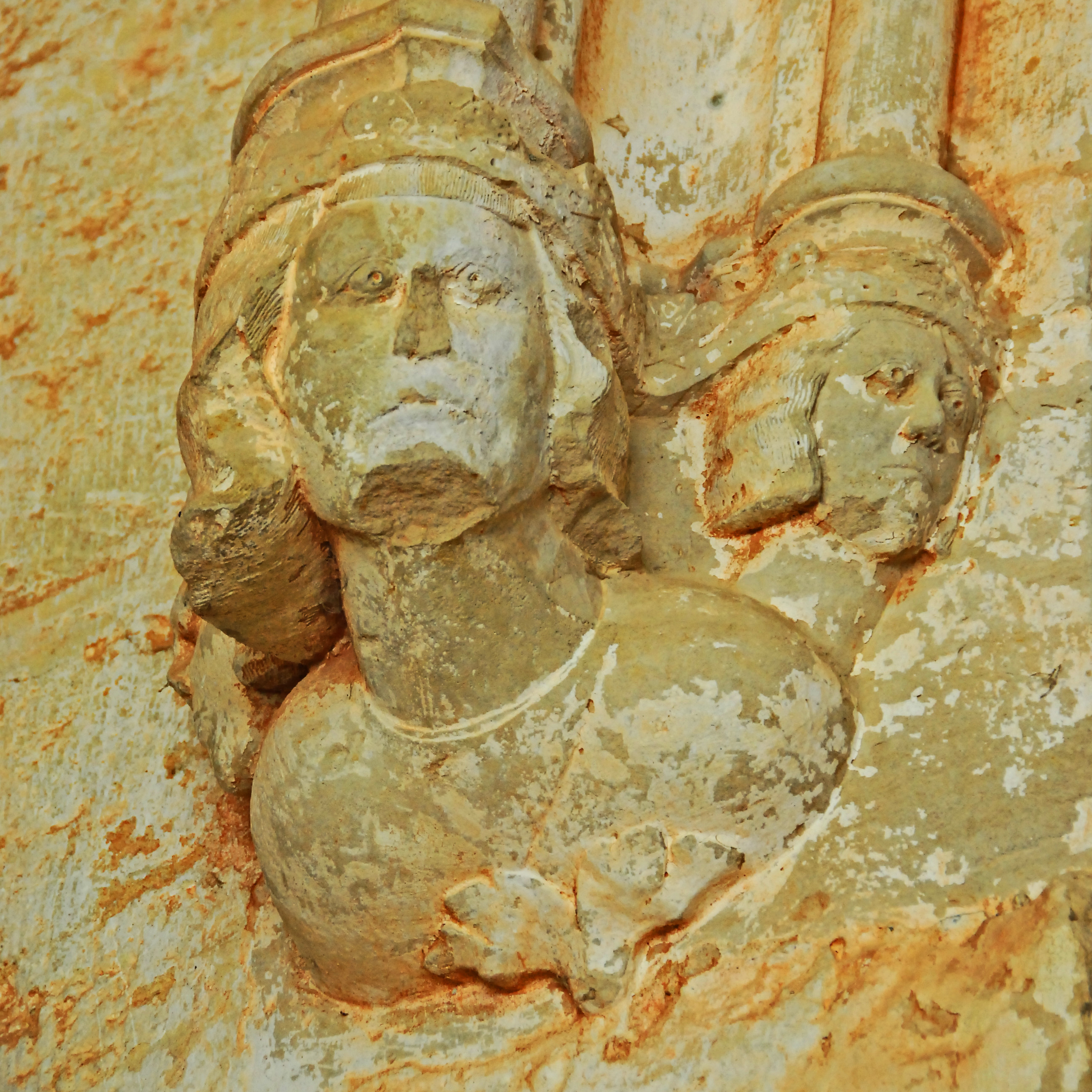
Narthex, Konsole, Ludwig der Heilige

Im erdgeschossigen Narthex, der über die ganze Breite des Langhauses reicht, erkennt man deutlich die Gliederung in drei Abschnitte, die genau der dreischiffigen Aufteilung des Langhauses entspricht. Die Unterteilungen erfolgen in Verlängerung der Scheidewände durch massive Arkaden mit polygonalem Querschnitt und fünf gleich breiten freien Seiten, ohne Markierung ihrer Bogenansätze. Die Gewölbe sind so hoch, wie die der Seitenschiffe. Der mittlere Abschnitt entspricht dem Mittelschiff und wird von einem dreiteiligen Kreuzrippengewölbe überdeckt, das mittlere ist fast doppelt so breit wie die beiden äußeren.

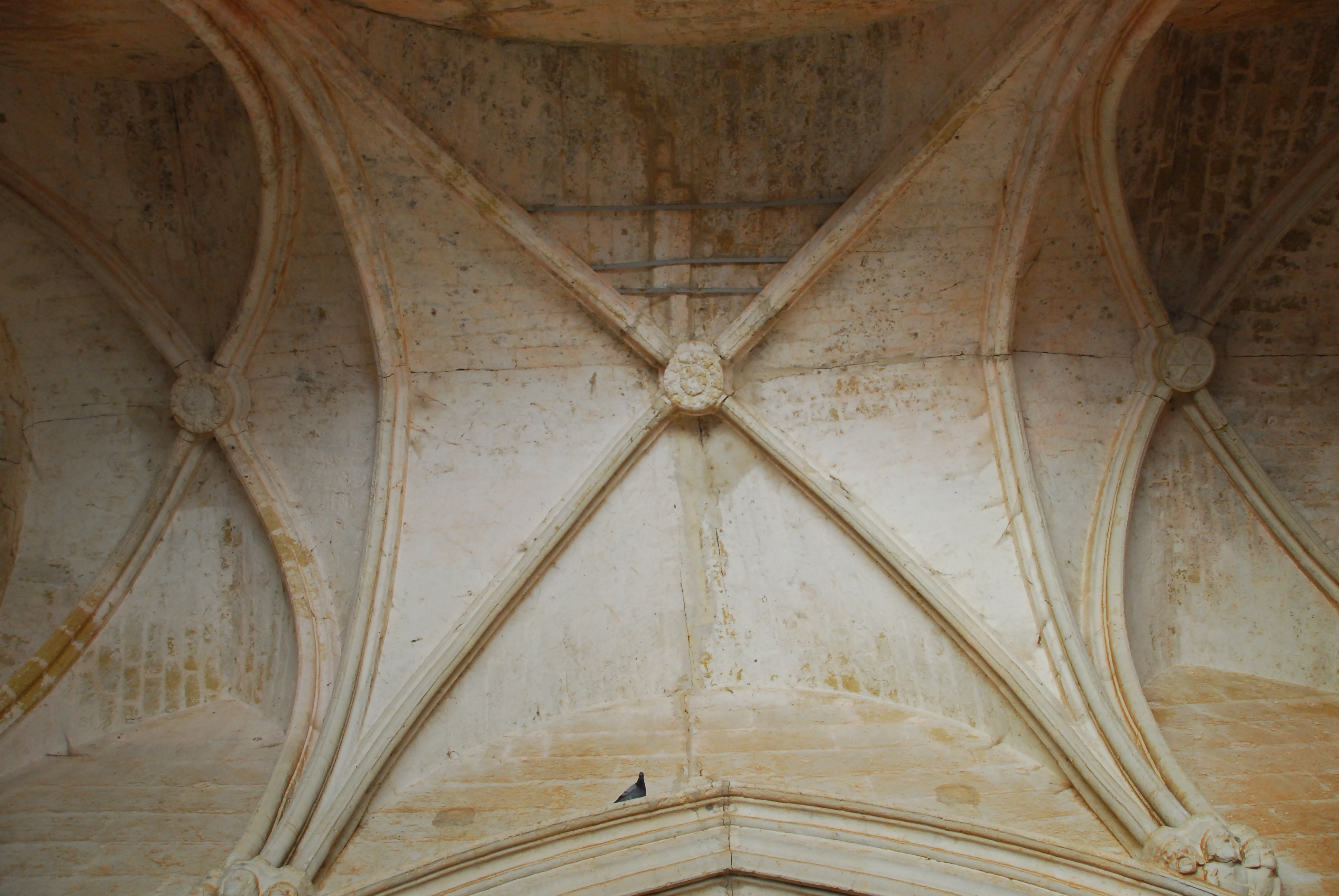
Narthex, Gewölbe, Mittelabschnitt

Ihren Rippen weisen Querschnitte aus drei Rundprofilen auf, die von zwei schmalen Hohlkehlen getrennt sind. Der sie trennenden Gurtbögen haben die gleichen Querschnitte. Die beiden äußeren Raumabschnitte entsprechen denen der Seitenschiff und ihre Gewölbe weisen die gleichen Rippen auf wie im mittleren Abschnitt. Die Rippen und Gurtbögen stehen auf unterschiedlich figürlich skulptierten Konsolen, die etwas tiefer angeordnet sind, als der Scheitel der äußeren Portalöffnung. Auf einer werden drei Kopfporträts dargestellt, in der Mitte das gekrönte Haupt des zeitgenössischen Ludwigs des Heiligen (1214–1270), eine andere zeigt drei Oberkörper, den eines Mönchen, der von Schiffern flankiert wird. Diese Darstellungen stehen im Widerspruch zu den Bauregeln der Zisterzienser.

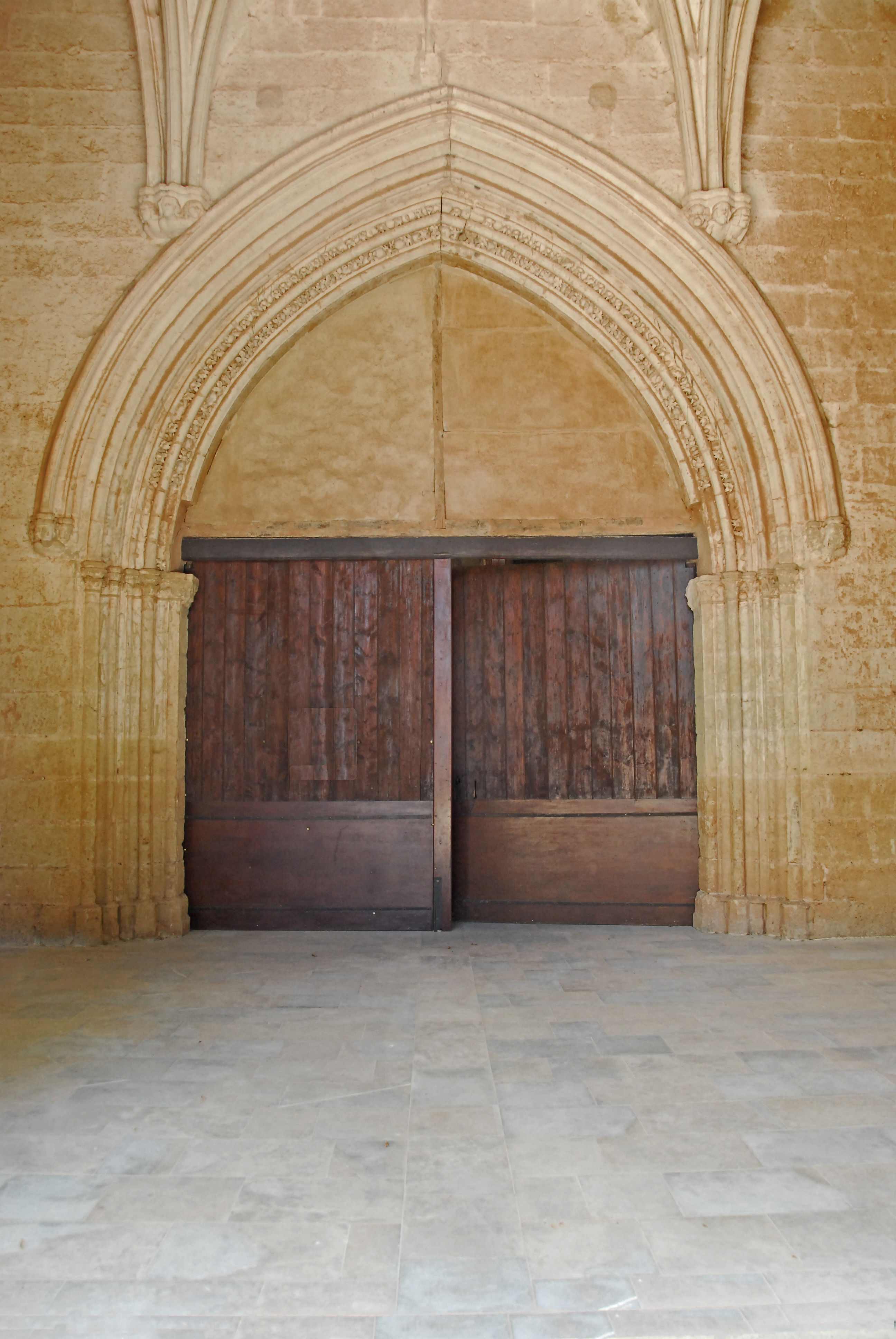
Narthex, Hauptportal in Kirche

Der Narthex wird durch etliche Öffnungen in der Westwand reichlich erhellt, die nicht durch verglaste Fenster oder Türflügel verschlossen werden können. In der Gebäudeachse ist die große und hohe leicht angespitzte Portalöffnung eingelassen, deren Laibungskanten durch breite Fasen gebrochen sind. Die seitlichen Leibungen gehen ohne Zäsur in die Bogelaibungen über. Die Öffnung wird flankiert von spitzbogigen Zwillingsarkaturen deren Bögen jeweils auf hintereinander stehenden Drillingssäulchen ruhen, die mit skulptierten Kapitellen, Kämpfern und Basen ausgestattet sind und auf Brüstungen stehen. In den äußeren Raumabschnitten ist je ein großes, schlankes und spitzbogiges Fenster mit Maßwerk ausgespart.
Im mittleren Abschnitt ist das eigentliche Hauptportal der Kirche als fünfstufiges angespitztes Archivoltenportal eingelassen. Die rechteckige Portalöffnung wird von fünf zurückgestuften Archivolten überdeckt, die von ebensolchen Säulen getragen werden. Die Abstufungen sind in zahlreiche Rundprofile unterteilt, die von Hohlkehlen getrennt sind. Bei den beiden inneren Archivolten sind diese Zwischenräume mit pflanzlicher Skulptur geschmückt. Die Bogenansätze der Archivolten sind mit profilierten Kämpfern markiert und die Säulen stehen auf kantigen Konsolen. Die äußere Archivolte wird von einer weiteren überdeckt, die etwas höher als die anderen endet und dort auf auskragenden skulptierten Konsolen stehen.
Zur ursprünglichen Aufgabe des Narthex siehe Abschnitt: Äußere Erscheinung.

##### Langhaus

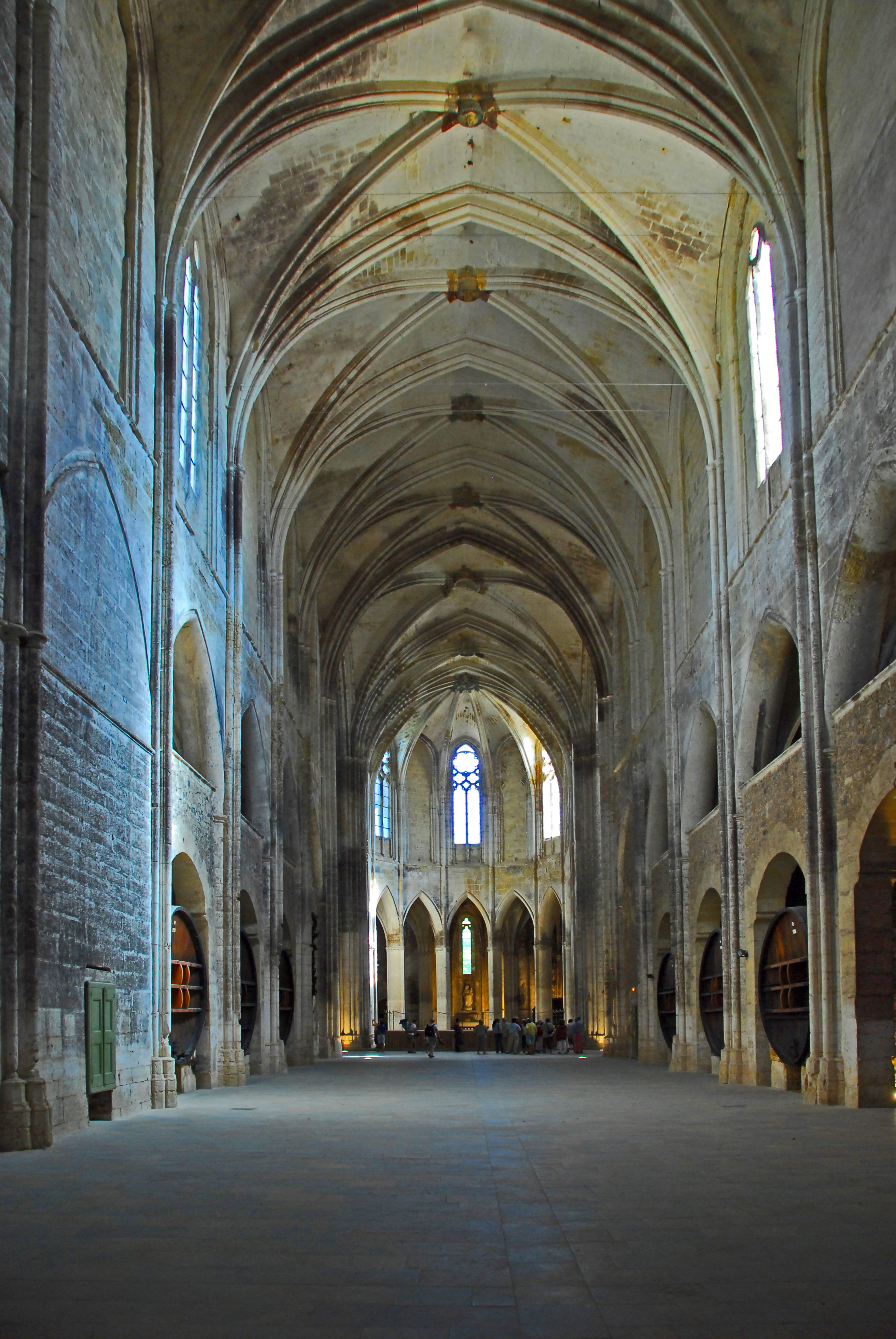
Mittelschiff aus Joch 1

Das Langhaus weist einen basilikalen Aufriss auf, bei dem das Mittelschiff etwa doppelt so breit und doppelt so hoch ist wie bei den Seitenschiffen. Es wird in Querrichtung durch Gurtbögen auf Diensten und Pfeilern in sieben Joche unterteilt. Die Schiffe sind ausgesprochen schlank. In die sehr hohen Seitenschiffe hätte man problemlos Emporen einziehen können. Vielleicht hat man aber auch darauf verzichtet, weil während der Erbauung der gotischen Kirche die Jakobspilgerfahrten schon erheblich zurückgegangen, dann sogar gänzlich eingebrochen sind.
Die spitzbogigen Arkaden in den Scheidewänden weisen Scheitelhöhen auf, die knapp unter den Scheitelhöhen der Seitenschiffgewölbe bleiben. Ihre noch sichtbaren Leibungen im Bogenbereich weisen segmentbogenförmige Querschnitte auf, deren Kanten schlicht profiliert sind. Das leichte Zurücktreten der nachträglich eingezogenen Wandteile bis knapp über die Bogenansätze lässt erkennen, dass einst die ausgerundeten Laibungen, gleichzeitig als seitliche Pfeilerseiten bis ganz auf den Boden hinunterreichten. Diese Querschnitte erinnern an die mandelförmigen Querschnitte der Pfeiler der Chorapsis. Die Laibungen werden an den Bogenansätzen von Kämpferprofilen markiert, von denen nur kurze Reststücke sichtbar sind. Auf den zu den Schiffen weisenden beiden Pfeilerseiten treten drei halbrunde schlanke Dienste hervor, der mittlere etwas weiter als die ihn flankierenden. Die Dienste werden von zurücktretenden schmalen Kehlprofilen getrennt. Sie stehen auf gut einen Meter hohen Sockeln mit polygonalen Querschnitten, die in der Höhe mehrfach abgestuft sind.
Die Bogenansätze der Gurtbögen, Kreuzrippen und Schildbögen werden durch Kämpferprofile markiert. Darüber gehen die Kreuzrippengewölbe der Schiffe auf, die die Gewölbezwickel tragen. Die Rippen und Gurtbögen haben die gleichen Querschnitte, aus je einem Rechteck, dass von einem Dreiviertel-Rundstab unterseitig in der Mitte begleitet wird. Rippen und Gurtbögen treffen sich in den Gewölbescheiteln: Im Mittelschiff und Chor sind diese besonders aufwändig dekoriert und wie ursprünglich farbig gefasst.

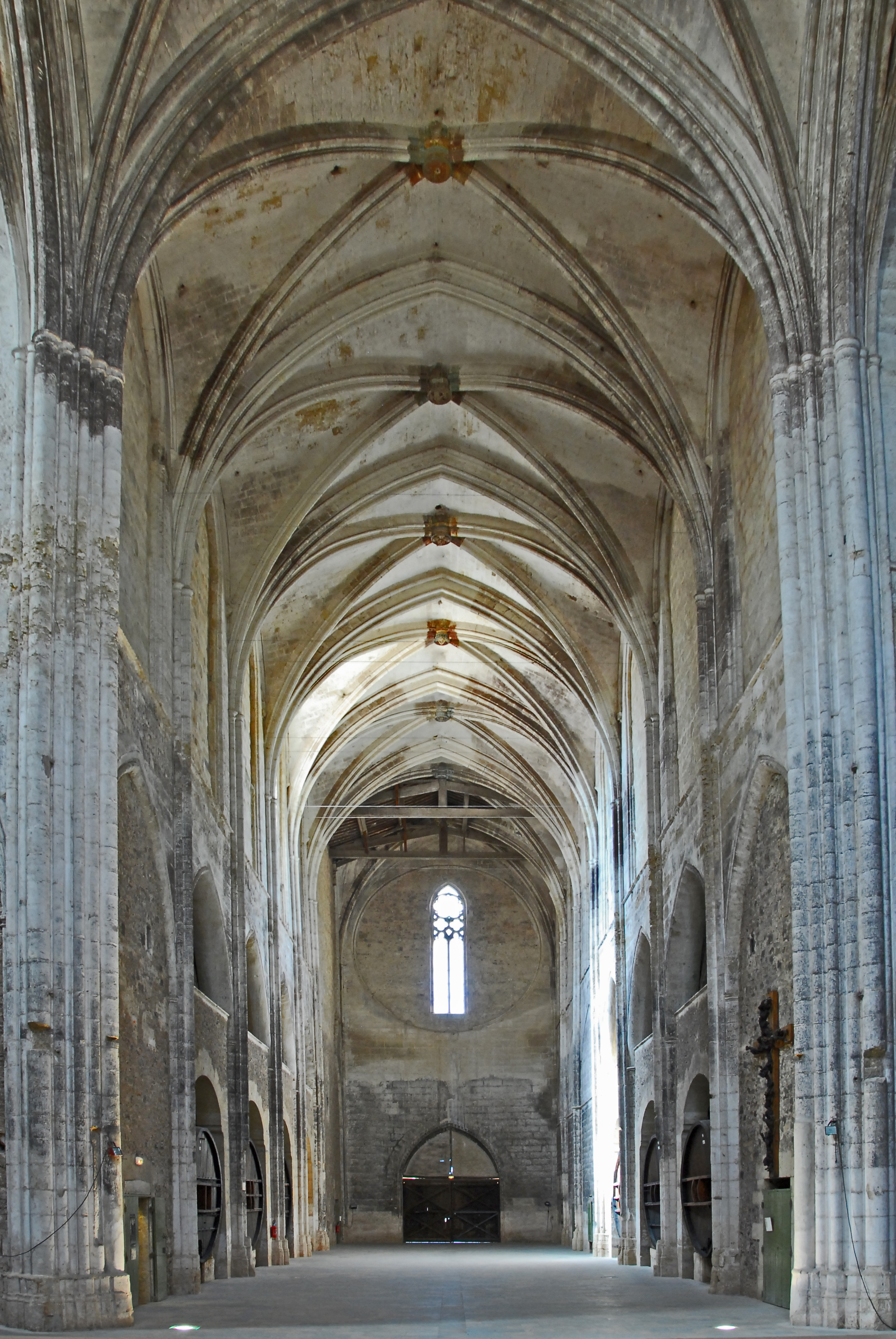
Mittelschiff aus Chor

Dekor und Erhaltungszustand der Schlusssteine aus der zweiten Hälfte des 13. Jahrhunderts bis Anfang des 14. Jahrhunderts sind für eine Zisterzienserkirche außergewöhnlich. Die dargestellten Themen sind völlig unterschiedlich. Einige zeigen schmückende Elemente, wie etwa Blattrosetten, oder vier radial angeordnete Häupter, andere haben dagegen biblischen Inhalt, wie die Marienkrönung im Gewölbe der Chorapsis. Abgesehen davon, dass dieses Motiv Ende des 12. Jahrhunderts sehr beliebt war, gebührt ihm dieser herausragende Platz auch deshalb, weil Maria die Patronin der Kirche und des ganzen Klosters ist. Andere Schlusssteine zeigen Szenen aus der Klostergeschichte, so die beiden Heiligen Benedikt und Bernhard, Seite an Seite, mit Bischofsstab in der Hand, oder den heiligen Benedikt mit seinem Schüler Placidus. Manche Darstellungen sind schwer zu entschlüsseln, wie zum Beispiel der gekrönte Kopf auf grünem Grund, möglicherweise das Porträt eines Wohltäters, zumindest keines Mönch, da er keine Kutte trägt.

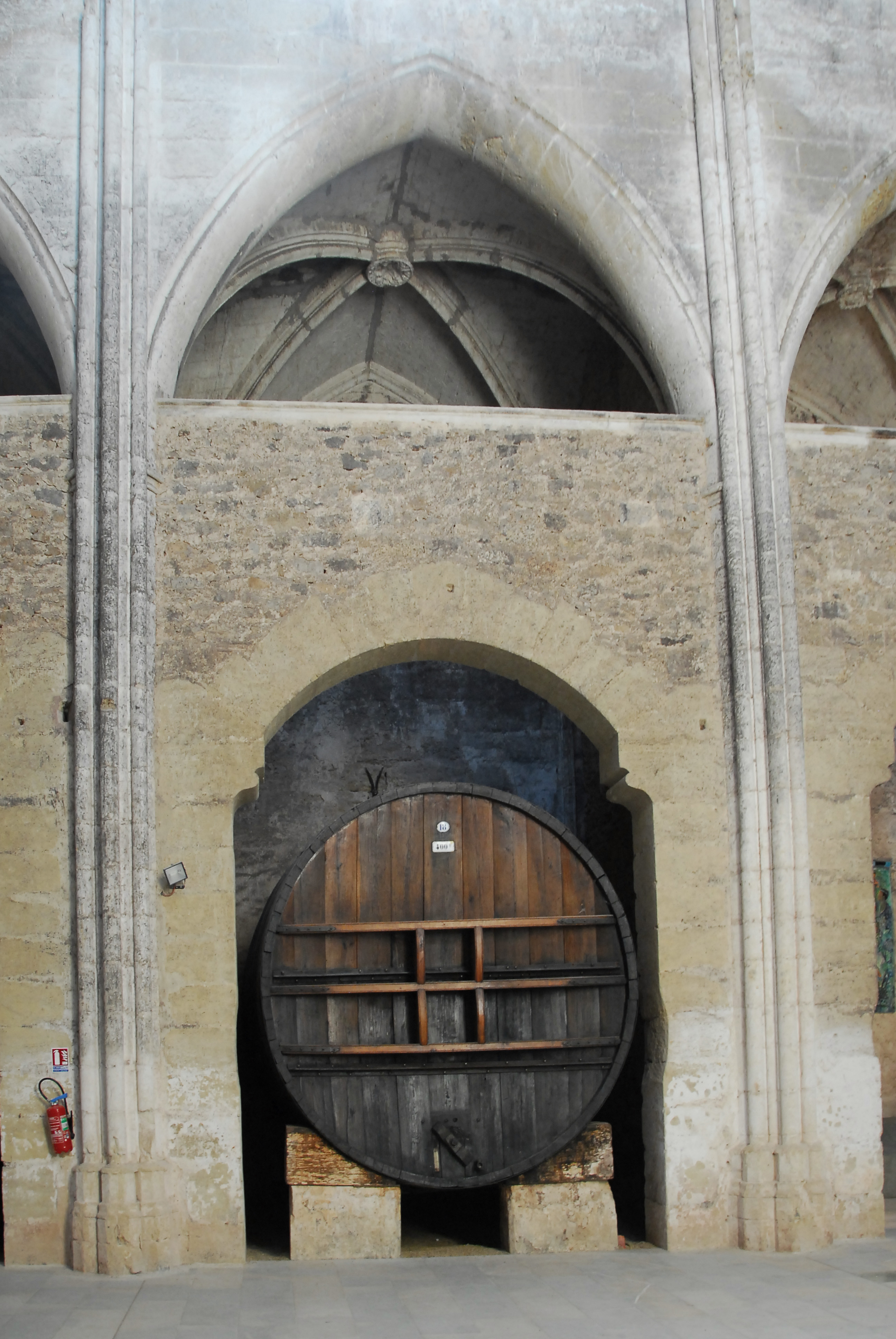
Mittelschiff, Arkade in Scheidewand

Gut einen Meter über den Scheiteln der Scheidewandarkaden verläuft über die ganze Länge des Mittelschiffs ein waagerechtes schmales Kraggesims, auf dem einst die großen spitzbogigen Fenster des Mittelschiffs standen. Zwischen dem Profil und den Bogenscheiteln schließen außenseitig die Gewölbe mit den sehr flach gehaltenen Dächern der Seitenschiffe an. In den Seitenschiffwänden gab es in jedem Joch weit oben einen kleinen Okulus mit Maßwerk in Form eines Vierpasses. Nahezu alle Fenster sind heute noch vermauert. Die Okuli im südlichen Seitenschiff sind ohnehin hinter dem nachträglich angefügten Obergeschoss der Nordgalerie des Kreuzgangs verschwunden.
An der Außenwand des nördlichen Seitenschiffs ist in jedem Joch eine im Grundriss rechteckige Seitenkapelle angebaut, die von den hoch aufragenden Strebepfeilern der äußeren Strebewerke getrennt werden. Sie werden von Kreuzgratgewölben überdeckt. In den Jochen 1 bis 3 öffnen sich die Kapellen ins Seitenschiff mit großen angespitzten Arkaden, in den Kapellen 4 bis 7 mit einfachen kleinen Türen. In den Außenwänden waren zentral in jedem Joch ein kleines spitzbogiges Fenster mit Maßwerk ausgespart. In der Außenwand des südlichen Seitenschiffs gibt es im 1. Joch einen rechteckigen Türdurchlass in den Westflügel der Konventsgebäude und im 7. Joch einen ebensolchen Türdurchlass in den Kreuzgang.
Die nachträglich in die Scheidewandarkaden eingezogenen Wandteile lassen die Seitenschiffe als zweigeschossig mit Empore erscheinen. Sie reichen bis knapp über die Bogenansätze. In unten entstandenen Arkaden sind kaum breiter, als die darin aufgestellten Holzfuder. Der sie abdeckende Keilsteinbogen hat die Form eines Kreisbogenabschnitts, dessen Enden auf schlicht profilierten Kraggesimsen ruhen.
Die Scheidewandarkaden in den Jochen 1, 2, und 7 sind bis auf Schlupftüren gänzlich zugemauert. Auch die Seitenschiffe wurden überwiegend mit Querwänden unter den Gurtbögen unterteilt.

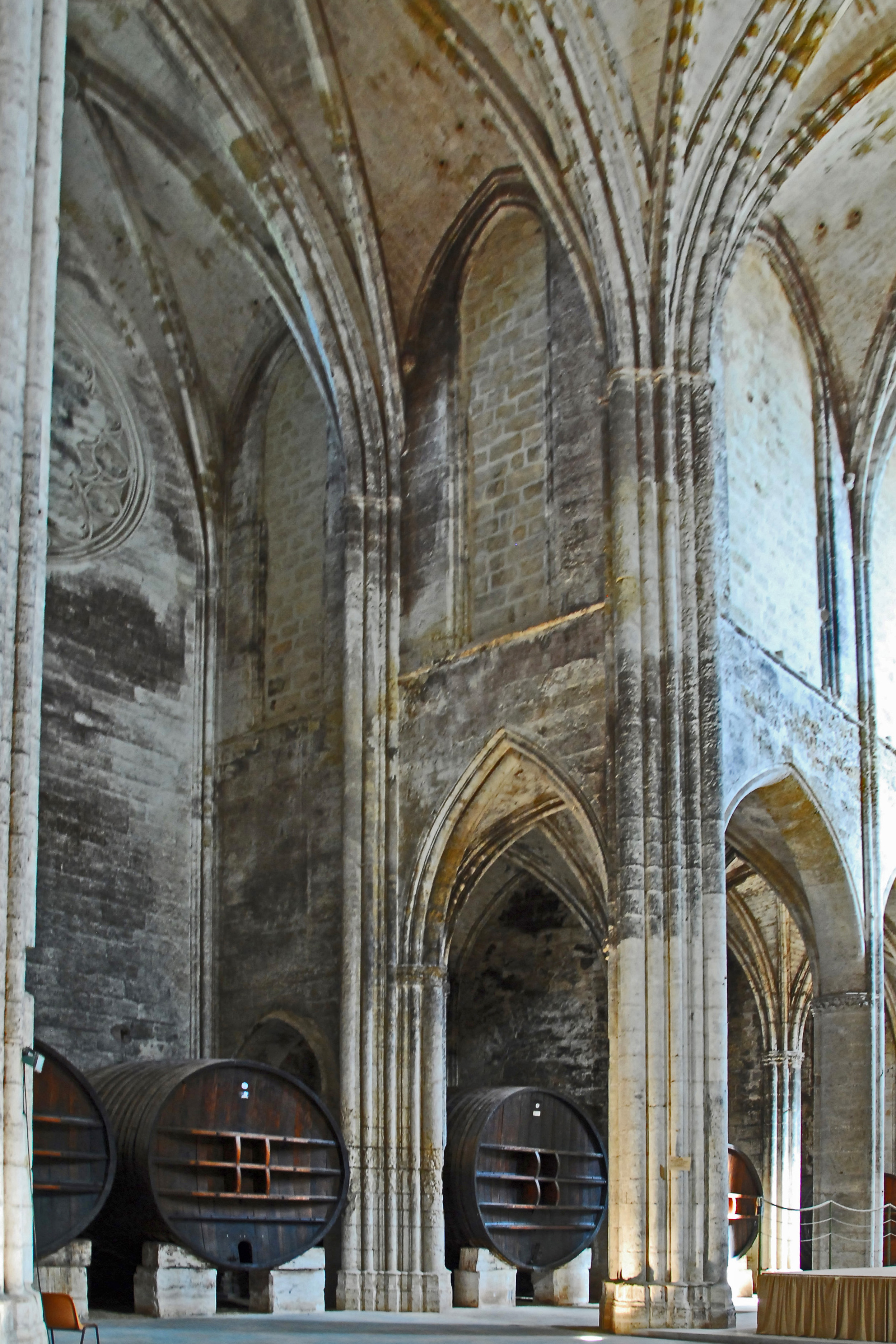
Nördl. Querschiffarm

Galerie Langhaus
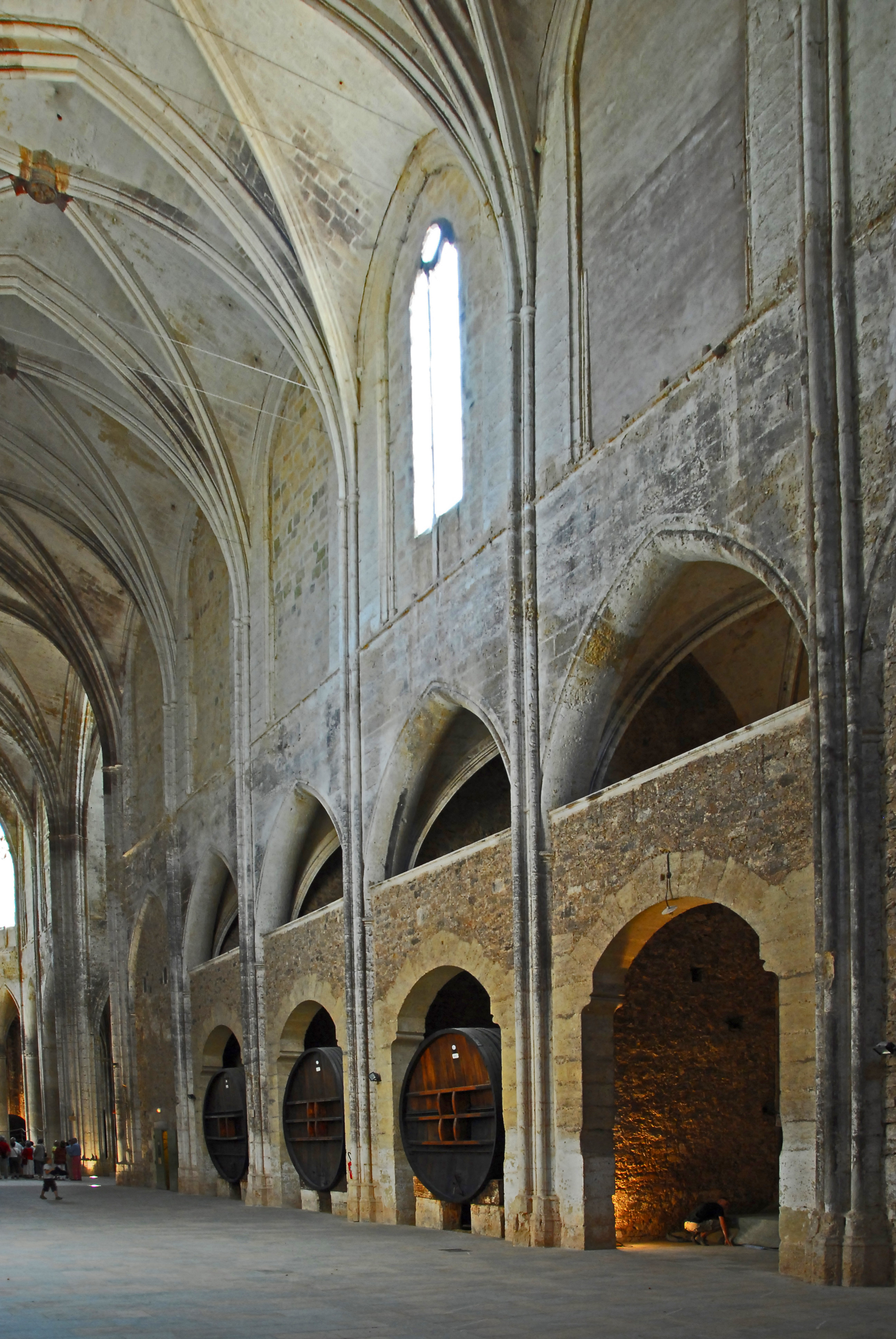
Mittelschiff, Südwand
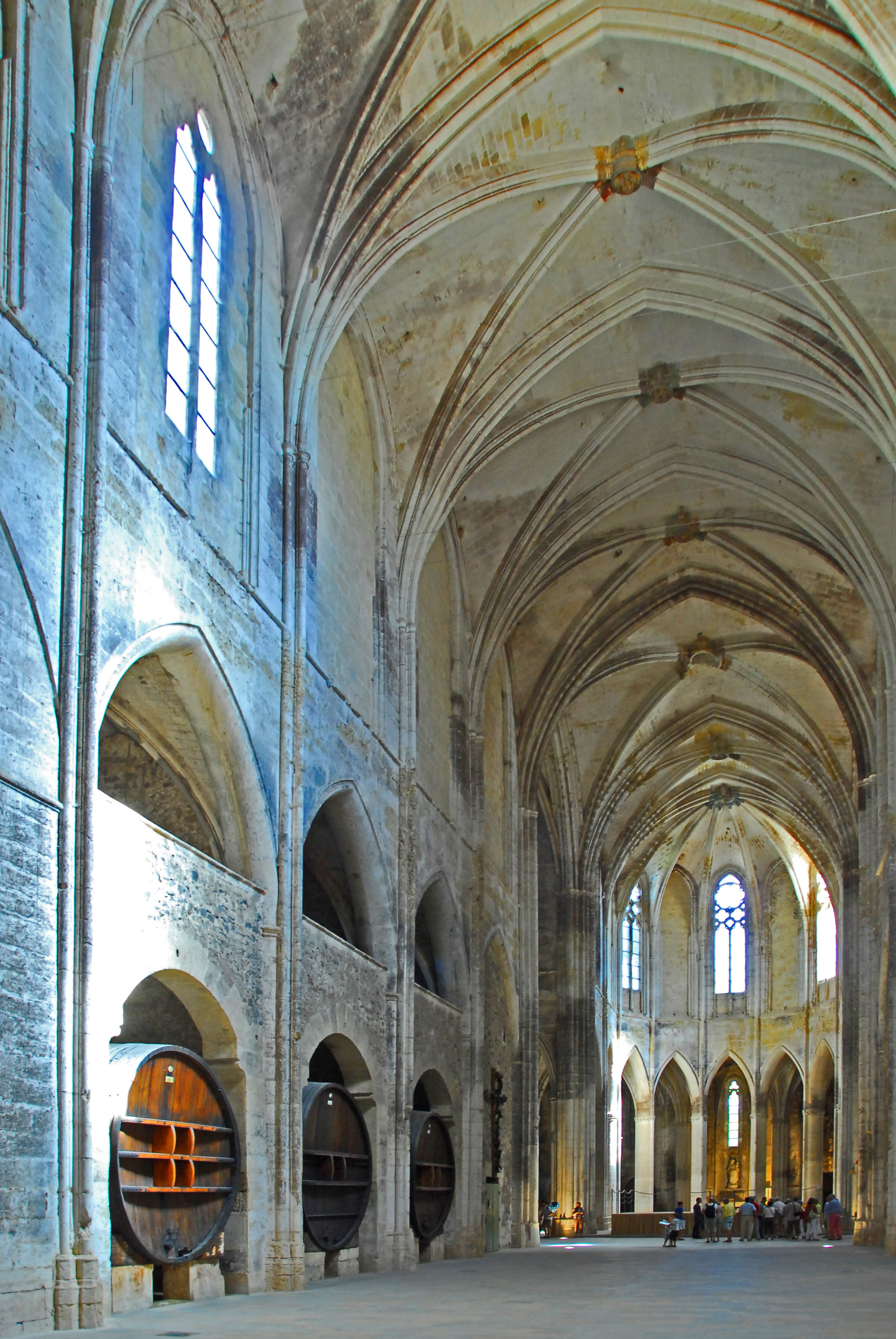
Mittelschiff, Nordwand
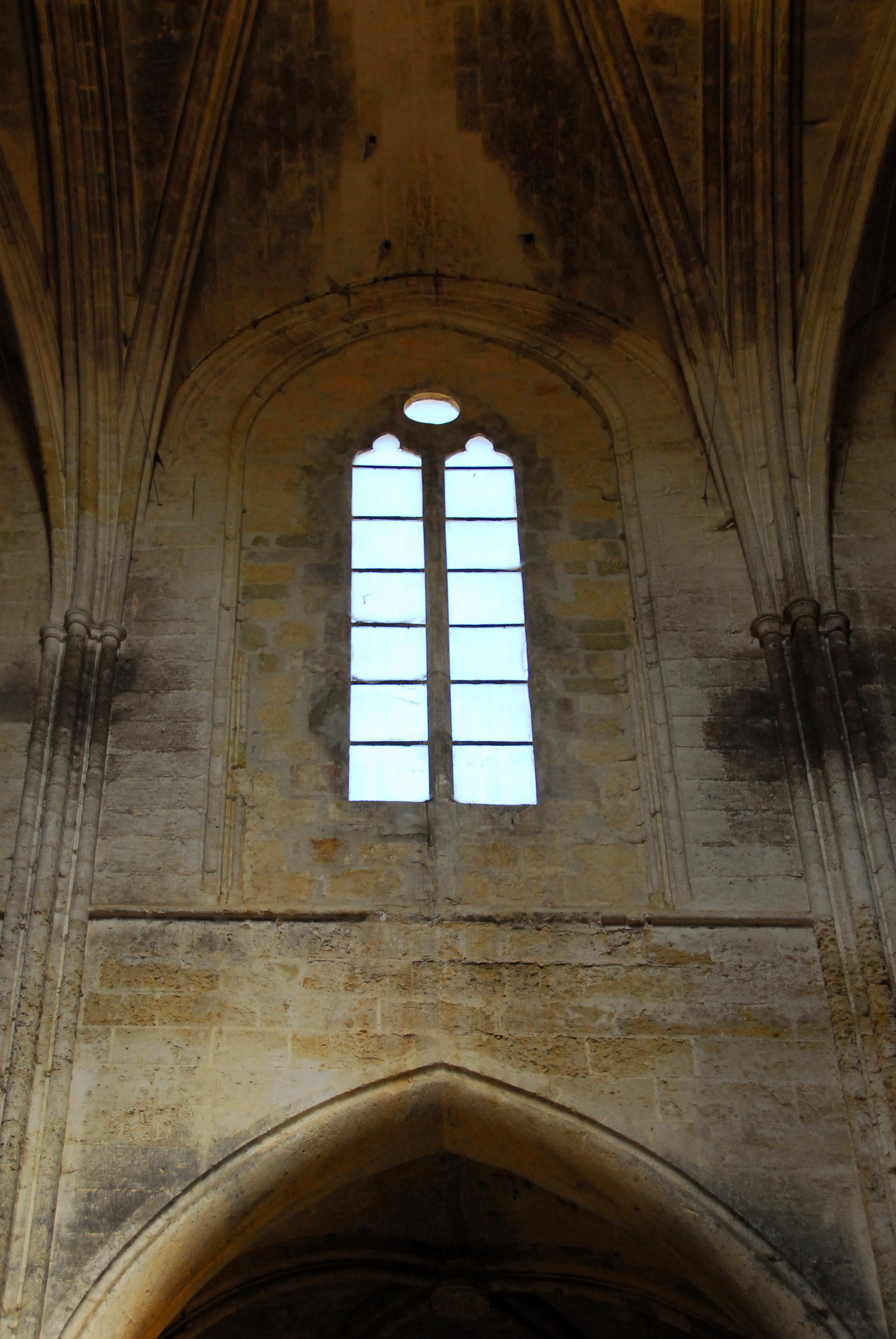
Obergadenfenster, im 17. Jh. verkleinert
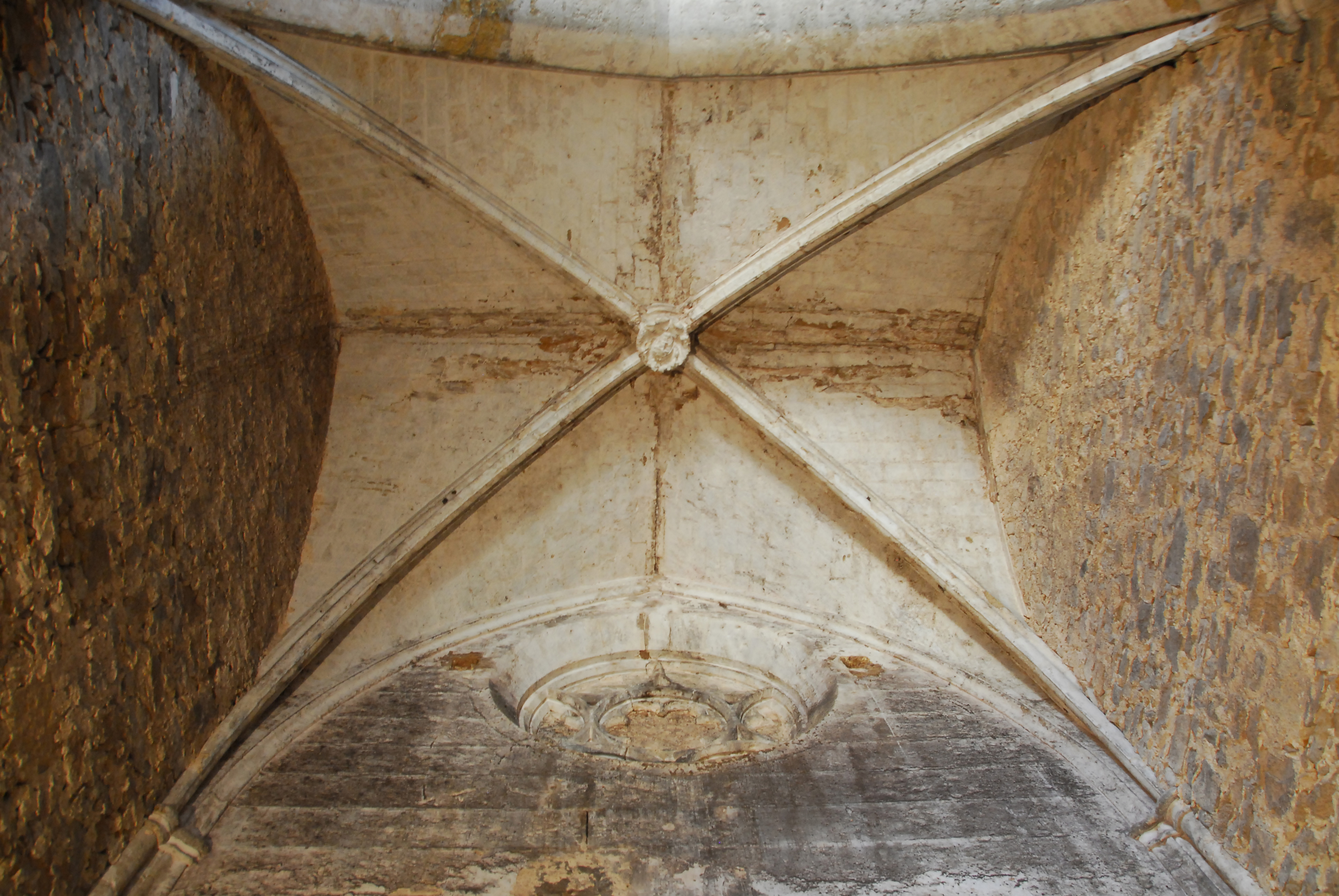
Gewölbe im Seitenschiff

##### Querschiff mit Vierung

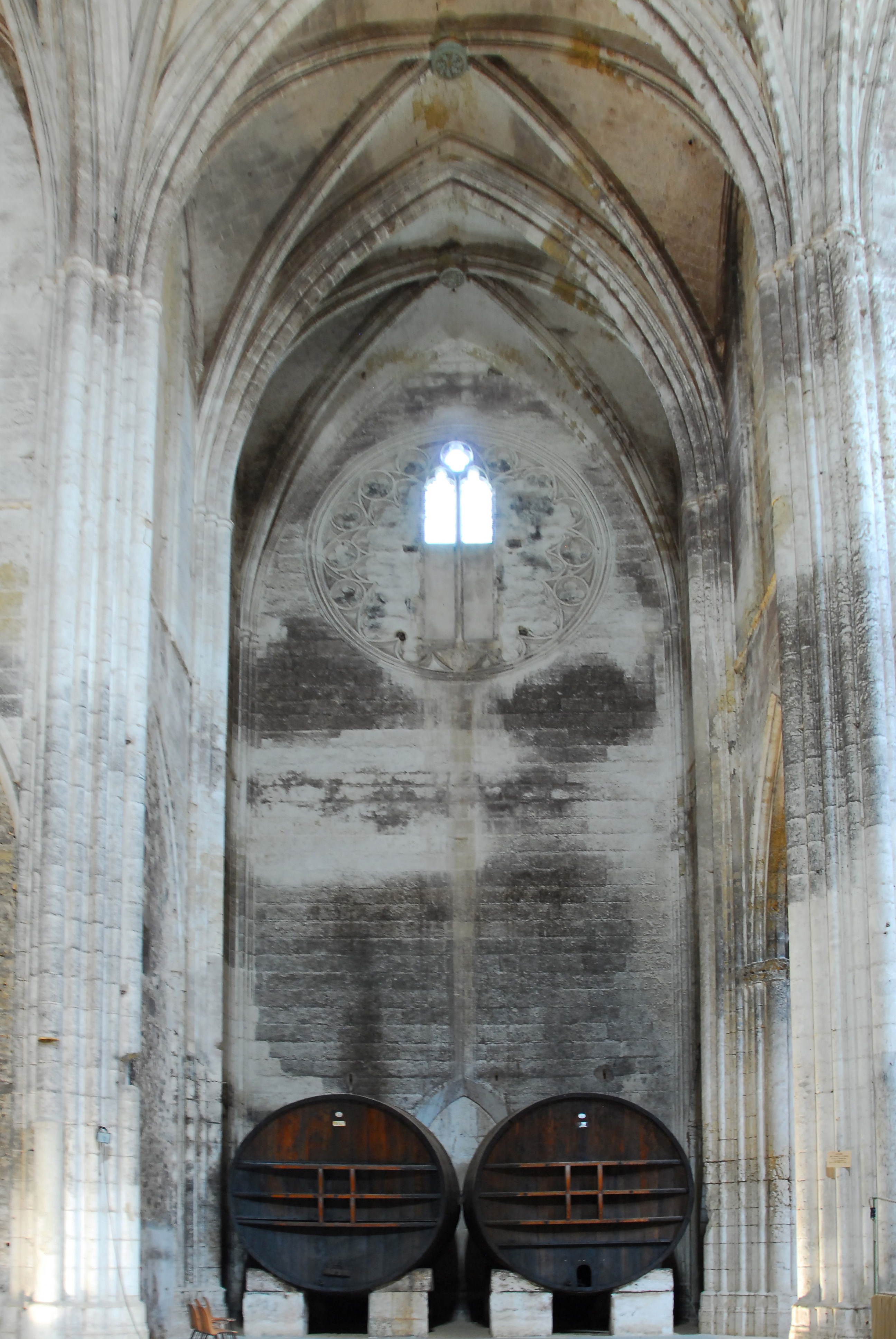
Nördl. Querschiffarm

Das Querschiff folgt unmittelbar dem Langhaus, in das sich die Schiffe mit ihren Arkaden öffnen. In der rechteckigen Vierung durchdringen sich das Mittelschiff mit dem Querschiff. Sie wird flankiert von den Verlängerungen der Seitenschiffe, die im Süden und Norden von den äußeren Abschnitten der Querschiffarme abgeschlossen werden.
Die Vierung wird betont durch vier kräftige allseits freistehende Pfeilerbündel, die größten der Kirche. Zahlreiche dreiviertelrunde Dienste umstehen einen mächtigen Kern. Auf drei Ecken sind sie dicker als die übrigen dazwischen. Zu den Scheidewandarkaden und Chorjocharkaden sind die Pfeilerseiten wie diejenigen der Arkadenlaibungen segmentbogenförmig gerundet. Die Dienste werden von Abständen unterteilt in die schmale Profile eingefügt sind. Die Pfeiler stehen auf entsprechend gegliederten mehrfach abgestuften Sockeln mit polygonalen Querschnitten.
Oberhalb der betroffenen Bogenansätzen, die wie beim Langhaus durch Kämpferprofile markiert sind, wachsen die Kreuzrippen, Gurtbögen und Schildbögen der Kreuzrippengewölbe, die die Gewölbezwickel tragen und sich in Schlusssteinen treffen, alles sinngemäß wie beim Langhaus.
Nicht viel anders aufgebaut sind die vier Pfeiler, die in Verlängerung der Außenwände der Seitenschiffe stehen und deren von ihnen getragenen Gewölbeabschnitte. Sie grenzen aber ein und zweiseitig an andere Bauteile.

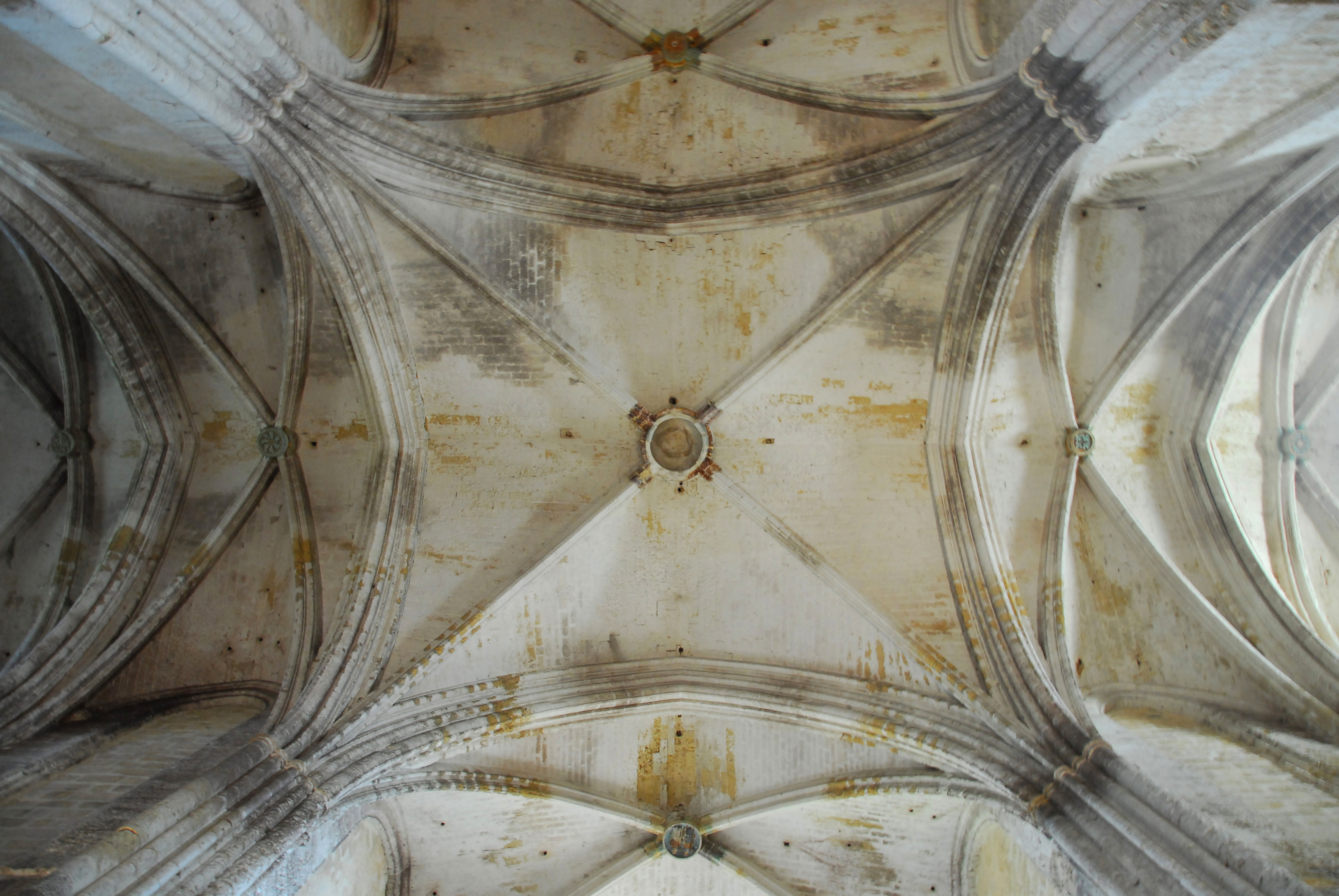
Vierungsgewölbe

Das Querhaus war ursprünglich ein besonders üppig belichteter Raumabschnitt. Jeder Querschiffarm wurde durch vier große spitzbogige Fenster, ähnlich denen des Mittelschiffs, und einem großen Okulus im Querhausgiebel, alle mit Maßwerk, hell erleuchtet.
In der Giebelwand des südlichen Querhausarms ist die Porte des Matines zu erkennen, die in Verbindung mit einer Treppe, den Mönchen einen direkten Zugang aus dem Dormitorium im Obergeschoss in die Kirche erlaubte.
In der gegenüber stehenden Nordwand des Querhausarms gibt es noch die Porte des Morts, die Totenpforte, zur Grablege, dem Friedhof des Klosters. Dort wurden nicht nur die Mönche beerdigt, sondern auch mancher Gönner und Stifter, der sich besonders um das Kloster verdient gemacht hatte, fand dort seine letzte Ruhestätte.

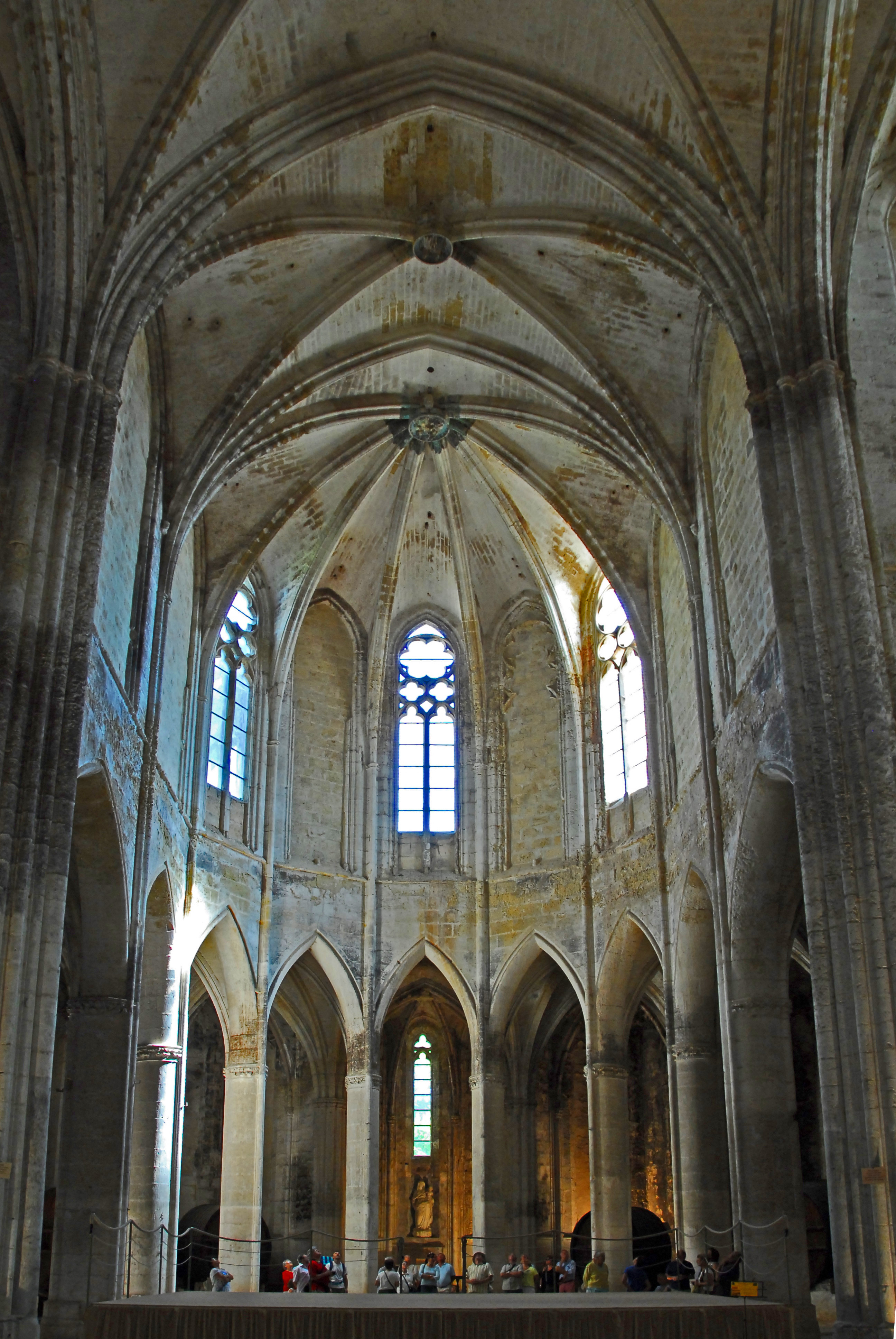
Chor aus Joch 7

##### Chorhaupt
Das an das Querschiff im Osten anschließende Chorjoch hat einen ähnlichen Aufriss, wie das Querhaus und ist etwa so breit wie die Joche des Langhauses. Der mittlere Abschnitt hat einen lang gestreckten rechteckigen Grundriss. Der Grundriss der Abschnitte in Verlängerung der Seitenschiffe verjüngt sich etwas nach Osten, als Übergang zu dem etwas schmäleren Chorumgangs. Dementsprechend polygonal sind auch die Grundrisse der äußeren Abschnitte. Die beiden Arkaden seitlich des mittleren Abschnitts entsprechen denen des Mittelschiffs, als diese noch nicht vermauert waren. Die Arkaden in die äußeren Abschnitte werden von Gurtbögen überdeckt, wie man sie aus den Schiffen kennt.

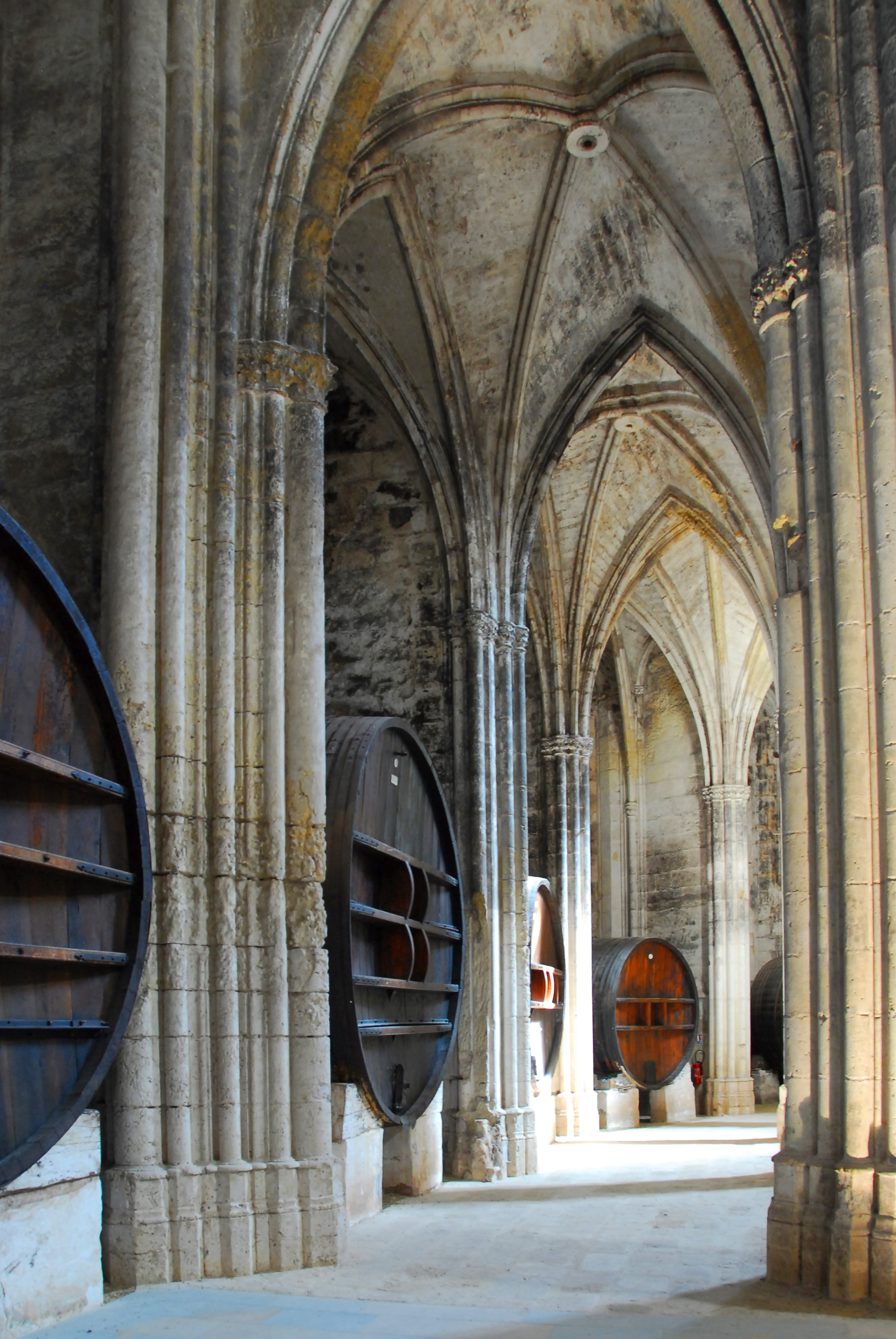
Chorumgang mit Radialkapellen

An den mittleren Teil des Chorjochs schließt die Chorapsis in gleicher Breite und Höhe an. Ihre Rundung wird umschlossen von sieben Wandabschnitten, die etwa so hoch sind, wie die Mittelschiffwände. Ihre Breiten nehmen von außen zur Mitte hin stetig ab. In den unteren Wandabschnitten sind spitzbogige Arkaden ausgespart, die von Pfeilern mit elegantem mandelförmigen Querschnitt getrennt werden. Die gerundeten Pfeilerseiten werden oberhalb der Bogenansätzer bis zum Scheitel weitergeführt. Einige der Pfeiler werden von waagerechten teils auch schräg verlaufenden Blattbandsimsen geschmückt. Die Bogenansätze werden von skulptierten Kämpferprofilen markiert. Diese Arkaden sind so hoch, wie die Scheidewandarkaden, ihre Breiten nehmen entsprechend den Wandabschnittbreiten von außen zu Mitte hin ab. Die beiden spitzen Pfeilerkanten werden von schlanken dreiviertelrunden Stäben begleitet, die oberhalb der Bogenansätze als Gurtbögen des Umgangs und Kreuzrippen der Apsis mit entsprechenden Unterfütterungen weitergeführt werden. Letztere treffen sich in dem bereits erwähnten kreisrunden Schlussstein. Ein Stück über den Scheiteln der Chorapsisarkaden verläuft das waagerechte Kraggesims, dass schon von den Scheidewänden bekannt ist. Darauf standen wieder die spitzbogigen Fenster, deren Breiten von außen zur Mitte hin stetig abnahmen. Sie reichen bis unter die Schildbögen des Gewölbes. Von ihnen sind nur noch drei mit dem zugehörigen Maßwerk erhalten. Die zur Mitte hin abnehmenden Breiten der Wandabschnitte und deren Öffnungen sollen eine größere Chortiefe suggerieren, eine optische Täuschung.

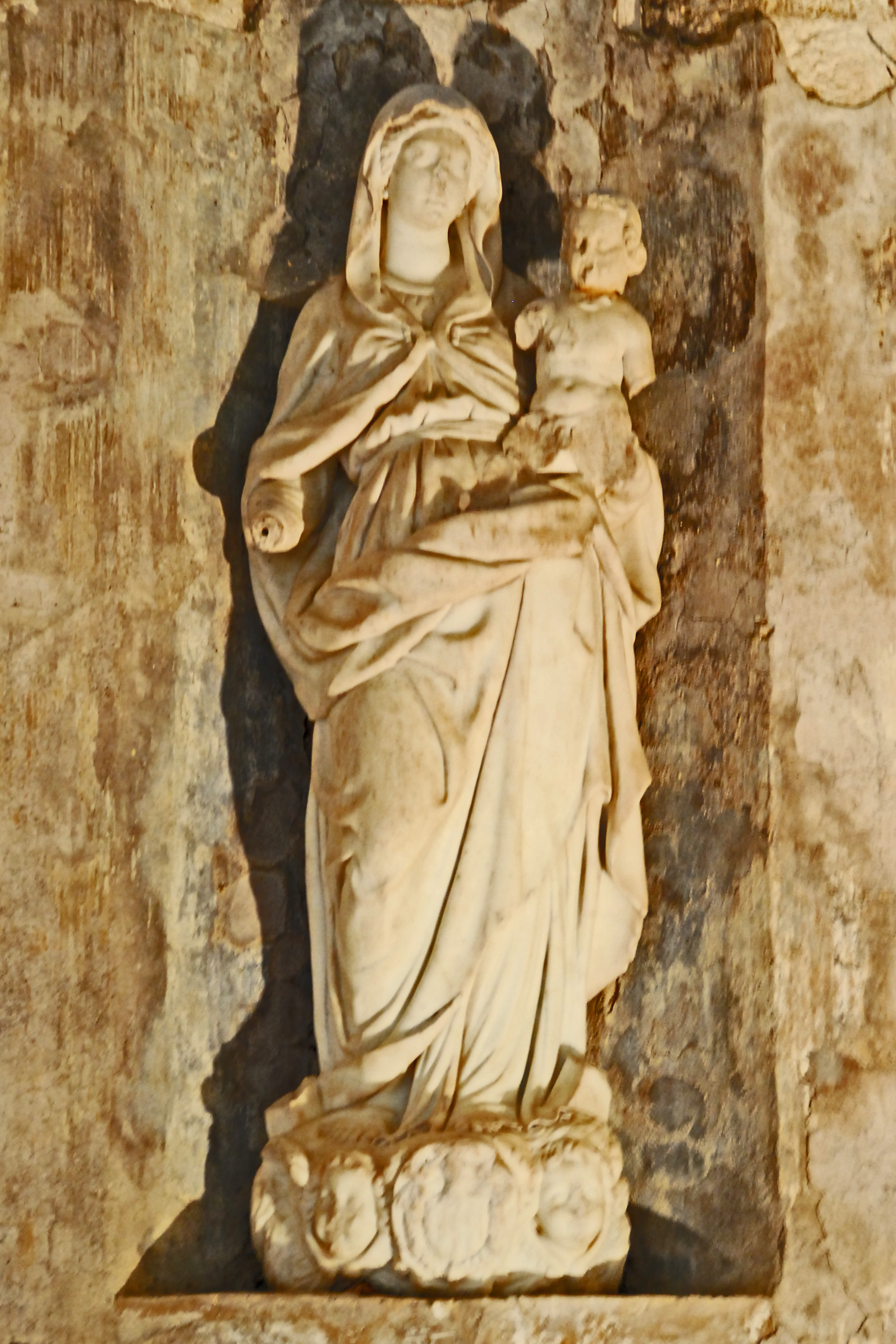
Marienstatue in der Scheitelkapelle

Die Chorapsis wird außenseitig vom Chorumgang umschlossen, der aus sieben gleichen Abschnitten besteht, mit symmetrischen trapezförmigen Grundrissen. Die sie trennenden Gurtbögen stehen in Verlängerung der radial angeordneten Kreuzrippen der Chorapsis. Die Kreuzrippen der Umganggewölbe treffen sich jeweils in einem nach außen verschobenen Punkt. Alle Dienste des Chorumgangs und der Kapellen stehen auf den bereits bekannten Sockeln.

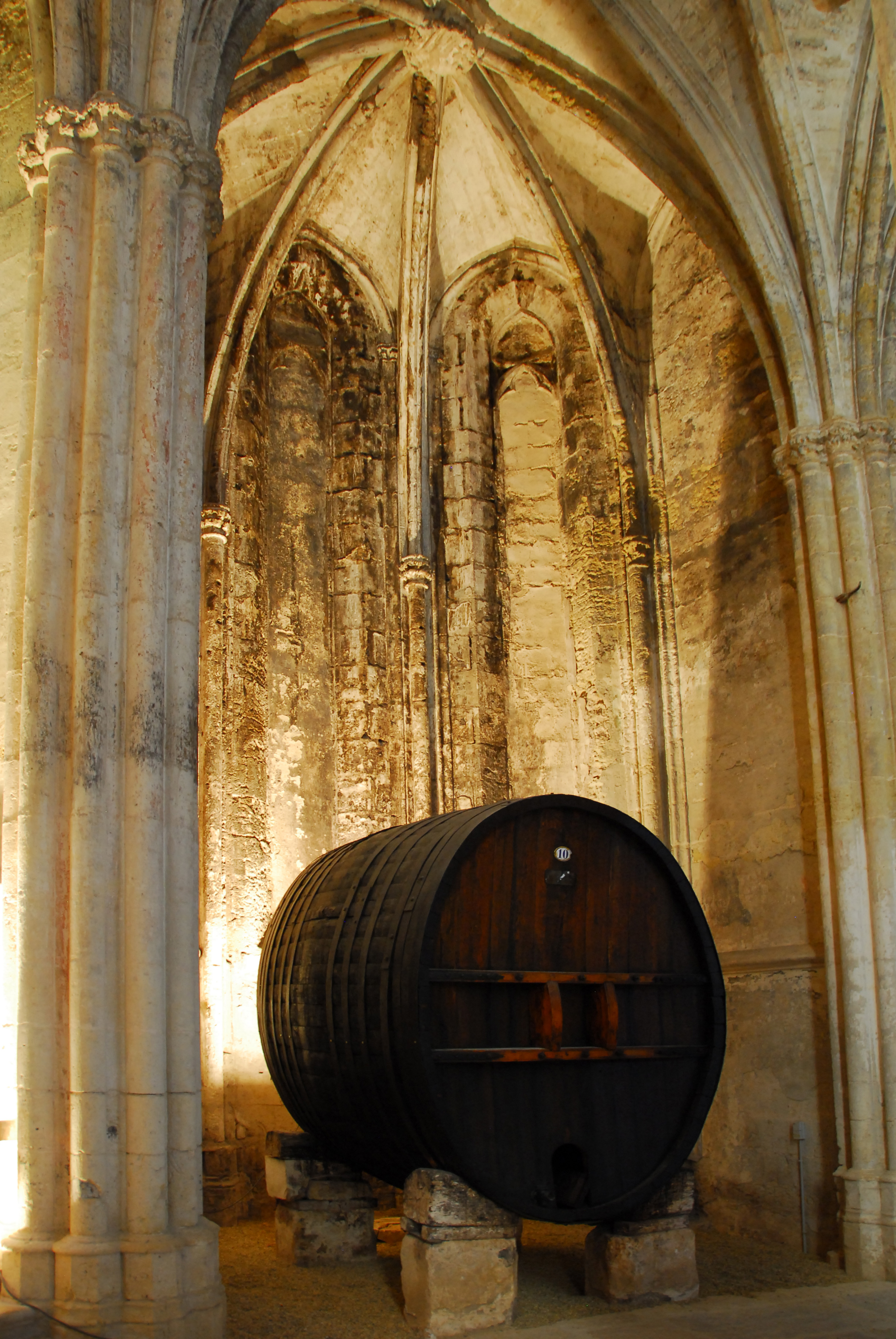
Radialkapelle aus Chor

Der Chorumgang wird umschlossen von einem Kapellenkranz aus sieben Radialkapellen, die durch die senkrechten Pfeiler der Strebewerke der Chorapsis getrennt sind. An den umgangseitigen Enden der Strebepfeiler sind Bündelpfeiler angeordnet, deren Dienste die anschließenden Gurtbögen und Kreuzrippen des Umgangs und der Kapellen tragen. Die U-förmigen Grundrisse der Kapellen werden jeweils von fünf Wandabschnitten umschlossen, die untereinander polygonal abknicken. Die Kapellen werden von Kreuzrippengewölben überdeckt, deren radial verlaufenden Rippen sich von den Knickpunkten ausgehend in einem Mittelpunkt treffen. In den Wandabschnitten der Kapellen waren jeweils drei, bei den äußeren jeweils zwei Lanzettfenster mit Maßwerken ausgespart, die heute alle bis auf eines vermauert sind.

Galerie Chorhaupt
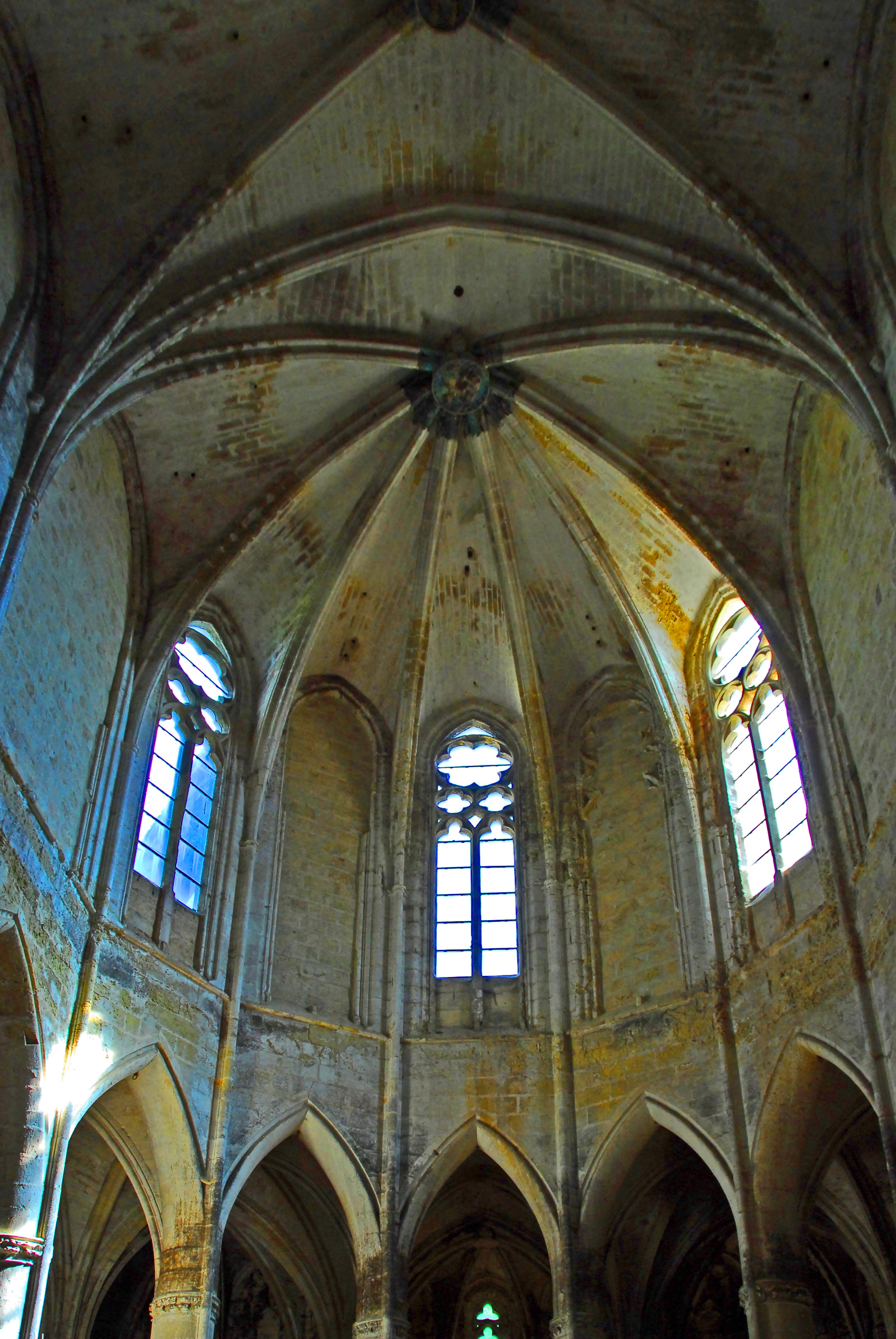
Gewölbe Chorapsis
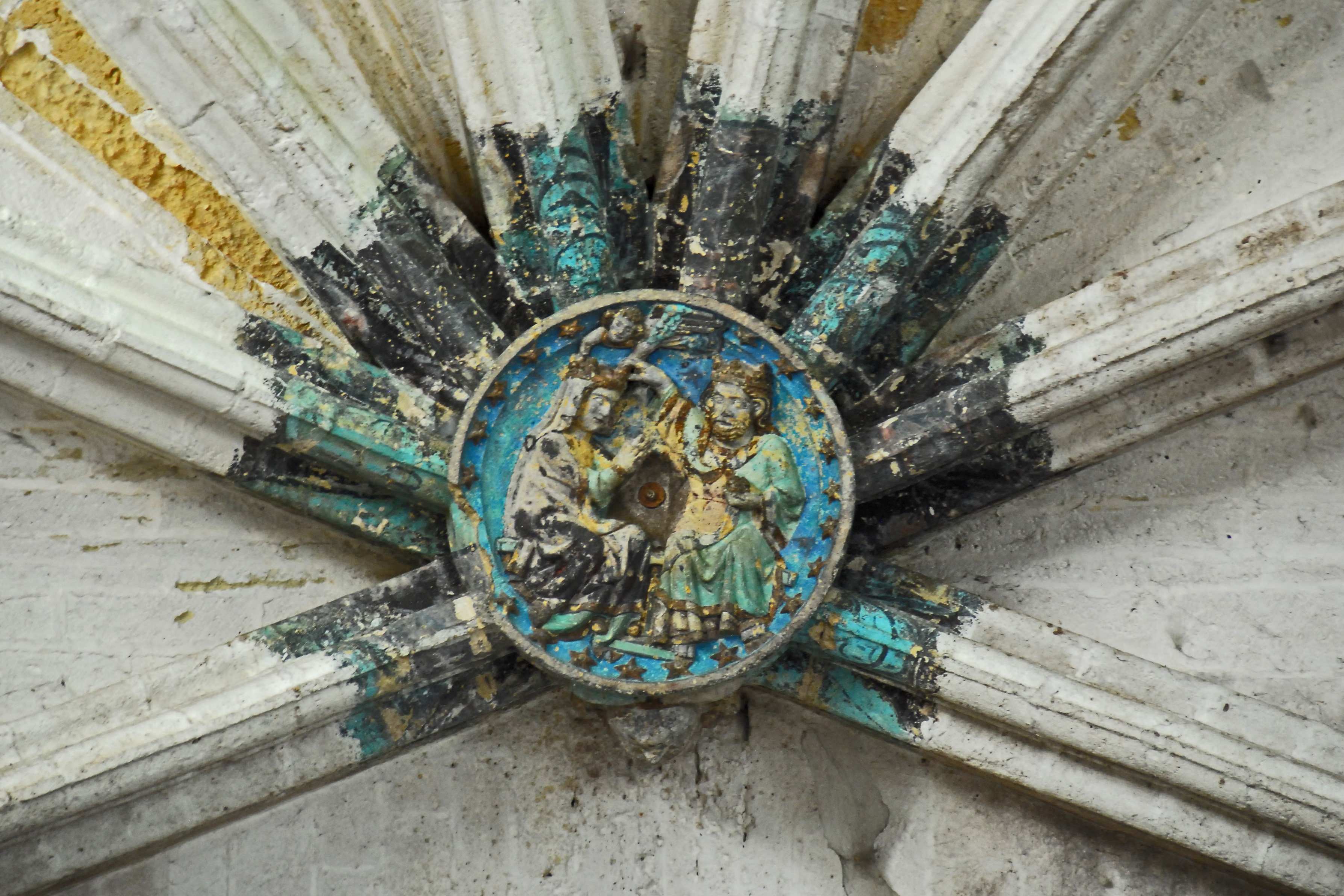
Schlussstein Chorapsis
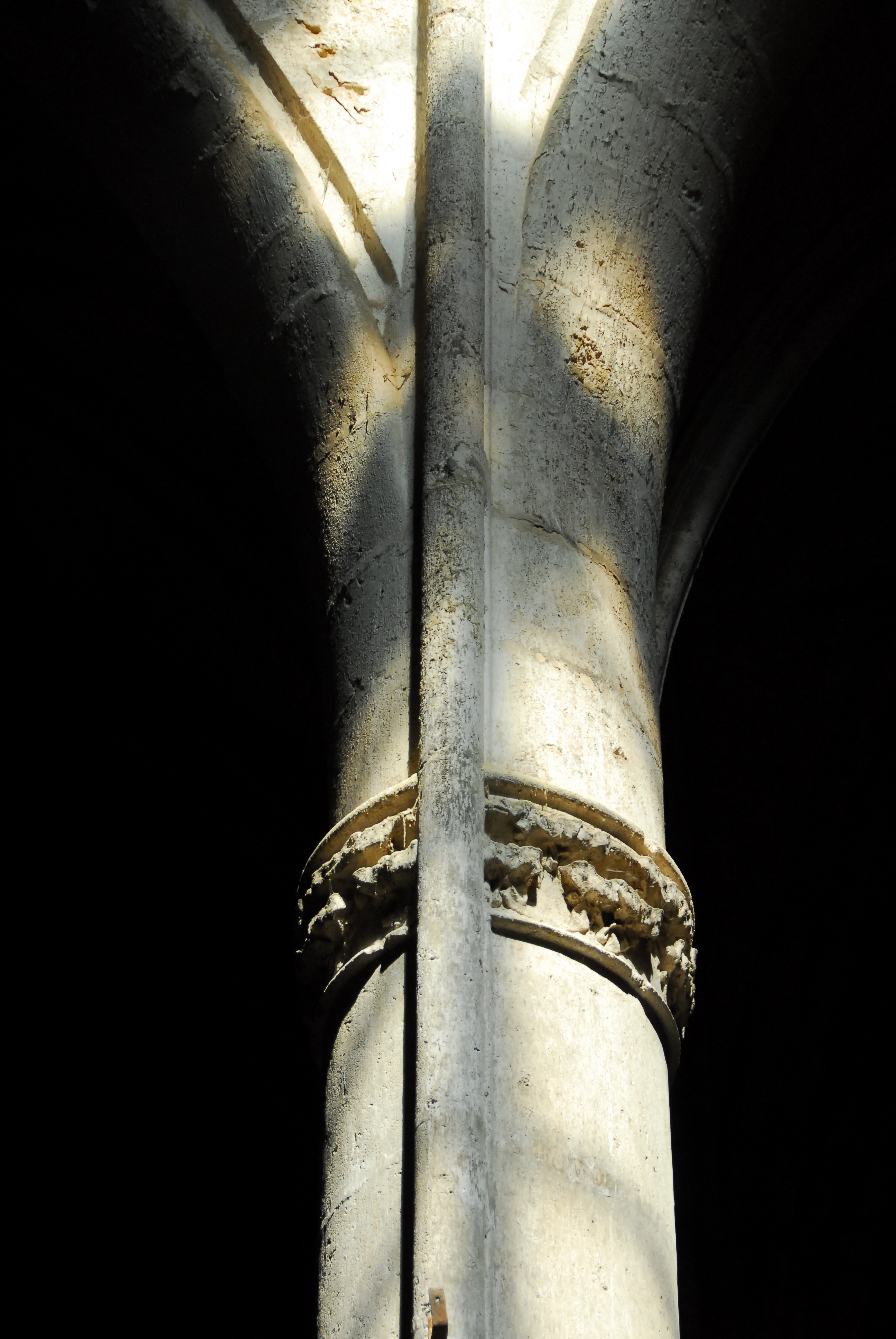
Chorapsispfeiler mandelförmig
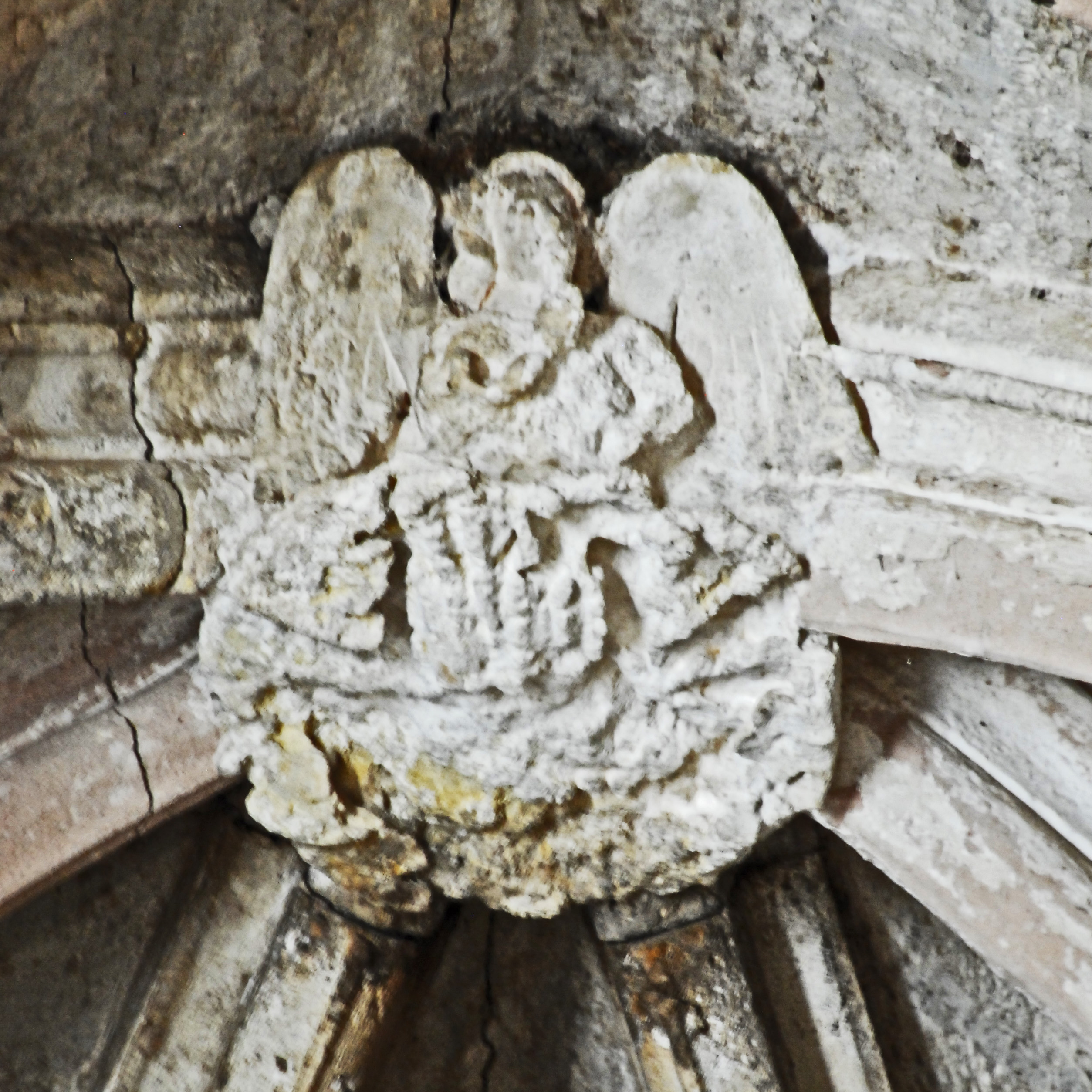
Schlussstein Chorumgang

### Konventsgebäude

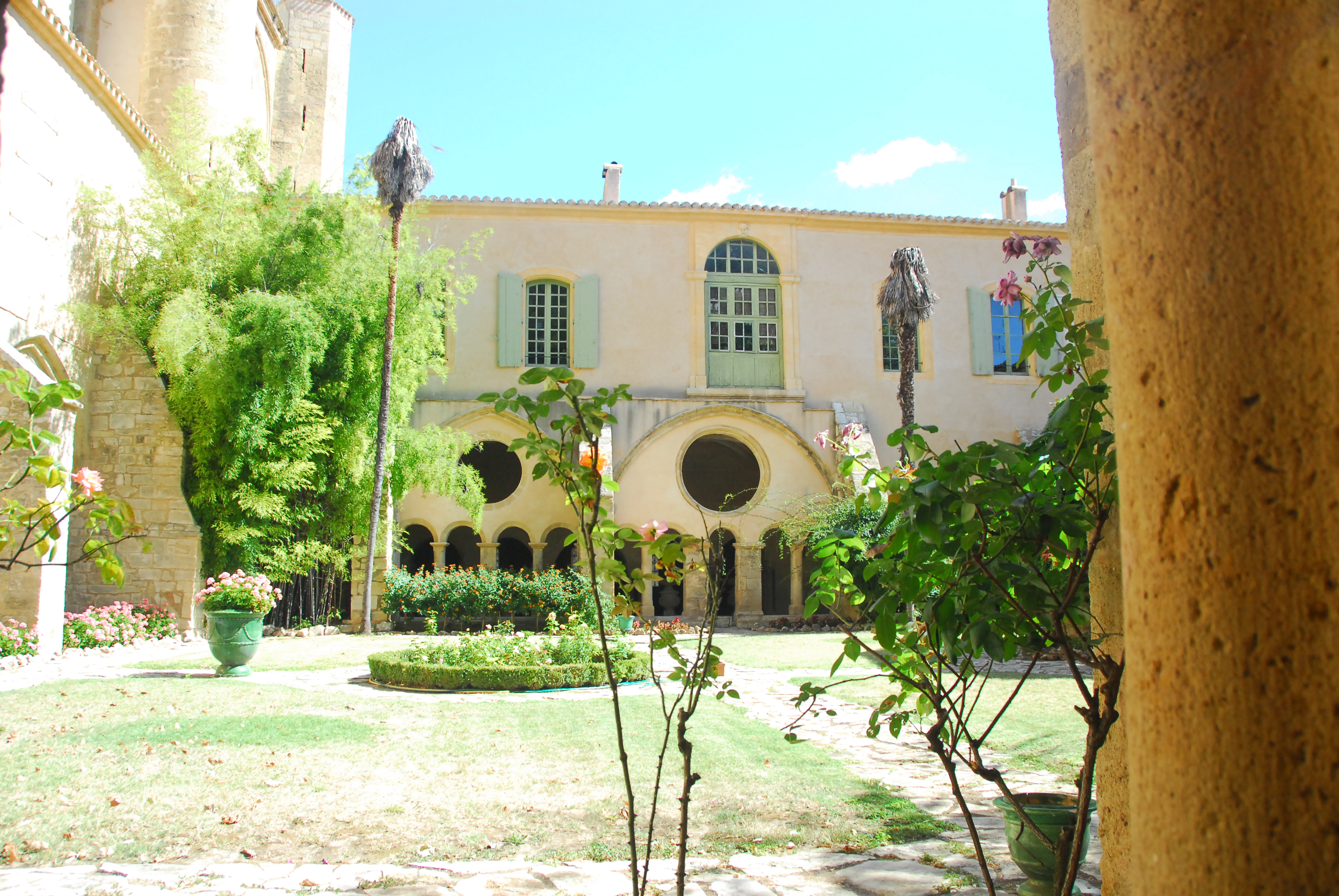
Kreuzganghof, Ostflügel Konvent

#### Äußere Erscheinung
Der heute zweigeschossige leicht rechteckige Kreuzgang war wahrscheinlich ursprünglich eingeschossig und wurde im Norden von der Südwand der Kirche, im Westen und Süden von eingeschossigen Konventsgebäuden umschlossen, Der Ostflügel der Konventsgebäude war zumindest teilweise von Beginn an zweigeschossig, mit dem Dormitorium im Obergeschoss. Der Kreuzgang war mit nach innen geneigten Pultdächern überdeckt, die sich teilweise mit den nach außen geneigten Pultdächern der Konventsgebäude zu Satteldächern vereinigten.

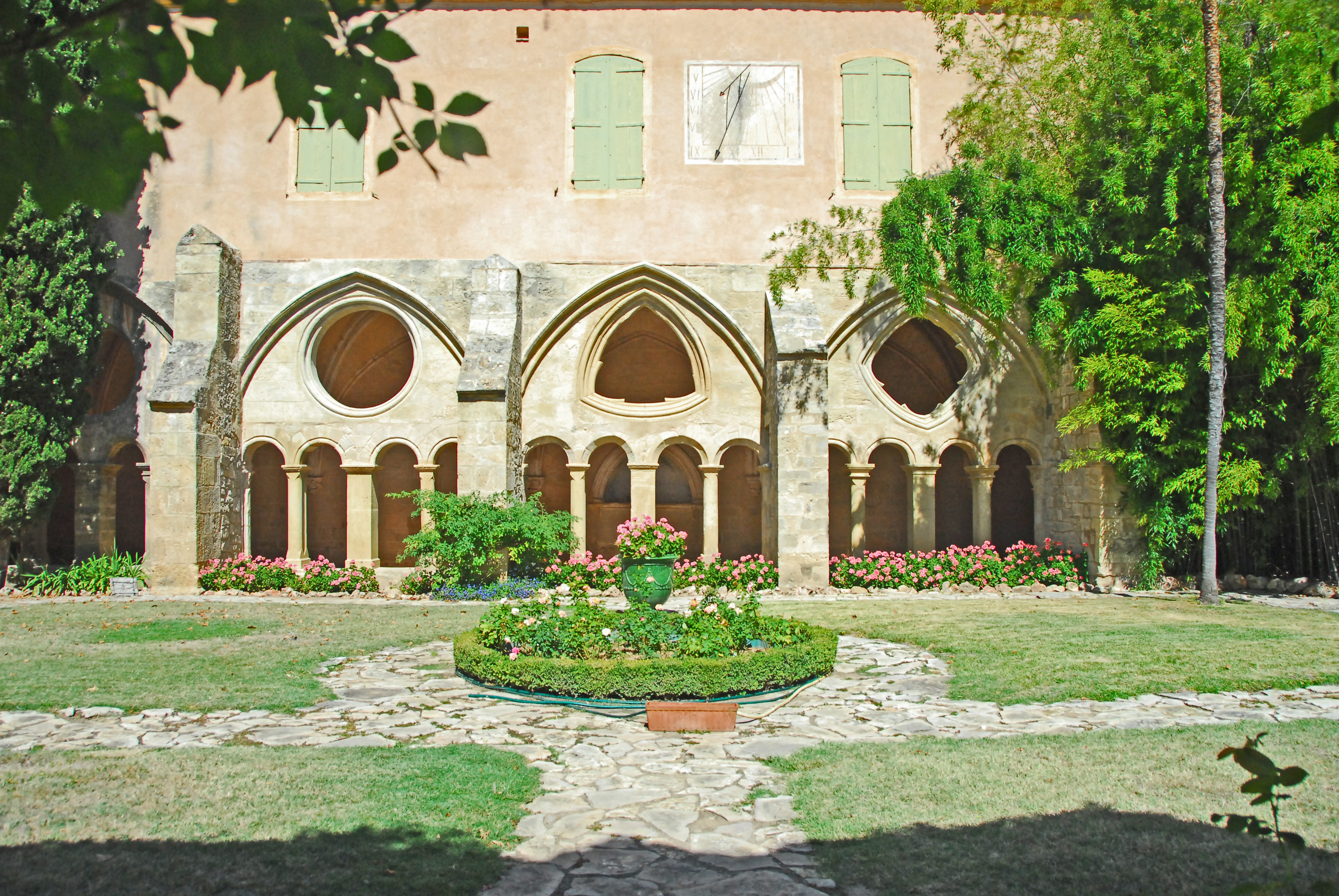
Kreuzganghof, Nordgalerie

Die Konventsgebäude mit ihrem Kreuzgang sind heute nahezu alle zweigeschossig, bis auf den eingeschossigen Südtrakt, das Refektorium der Mönche. Alle Dächer sind um etwa zwanzig Grad geneigt und mit Mönch-Nonnen-Ziegeln, wie bei der Kirche eingedeckt. Die Nord- und Südgalerie des Kreuzgangs sind mit nach innen geneigten Pultdächern überdeckt, deren Firste auf Höhe der Traufe des nördlichen Seitenschiffs liegen. Die West und Ostgalerie sind gemeinsam mit den sie begleitenden Konventsräumen mit Satteldächern überdeckt deren Trauf- und Firsthöhen mit denen der Nord- und Südgalerie übereinstimmen. An die Südgalerie schließt der Südtrakt des Refektoriums an, dessen Pultdachfirst ein gutes Stück unter dem der Südgalerie liegt. Die südlichen Abschnitte des Ost- und Westflügels, die mit Satteldächern überdeckt sind reichen noch weit über die Südfront der Refektoriums hinaus und sind am Ende mit einem eingeschossigen Trakt mit Satteldach untereinander verbunden, über dessen Aufgabe die Quellen keine Auskunft erteilen.
Die Außenwände sind entsprechend den Nutzungen der dahinter befindlichen Räumlichkeiten durchfenstert, meist mit rechteckigen Öffnungen und teilweise auch mit Gewändeeinfassungen und Segmentbögen im Stil der Renaissance.

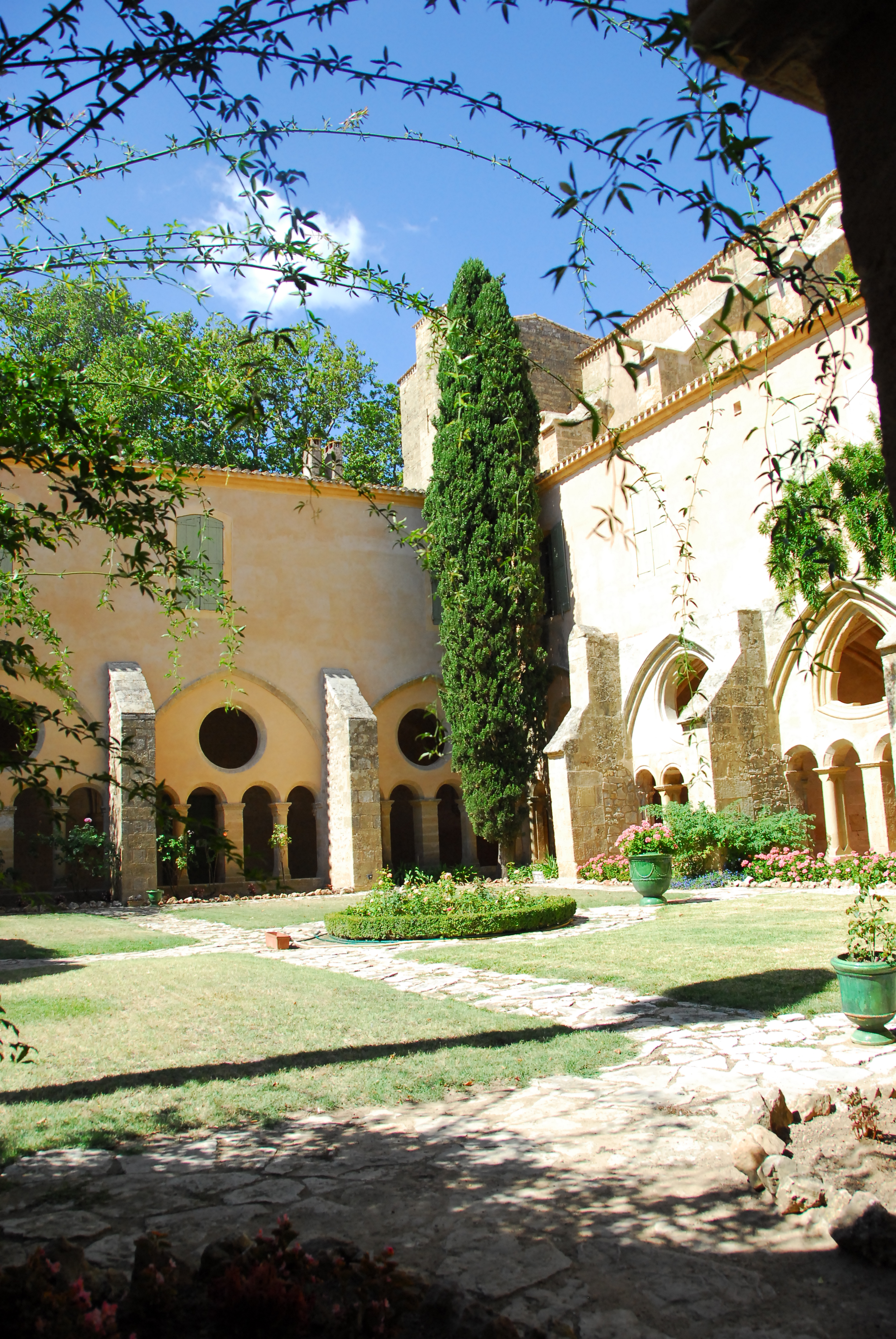
Kreuzganghof, NW-Ecke

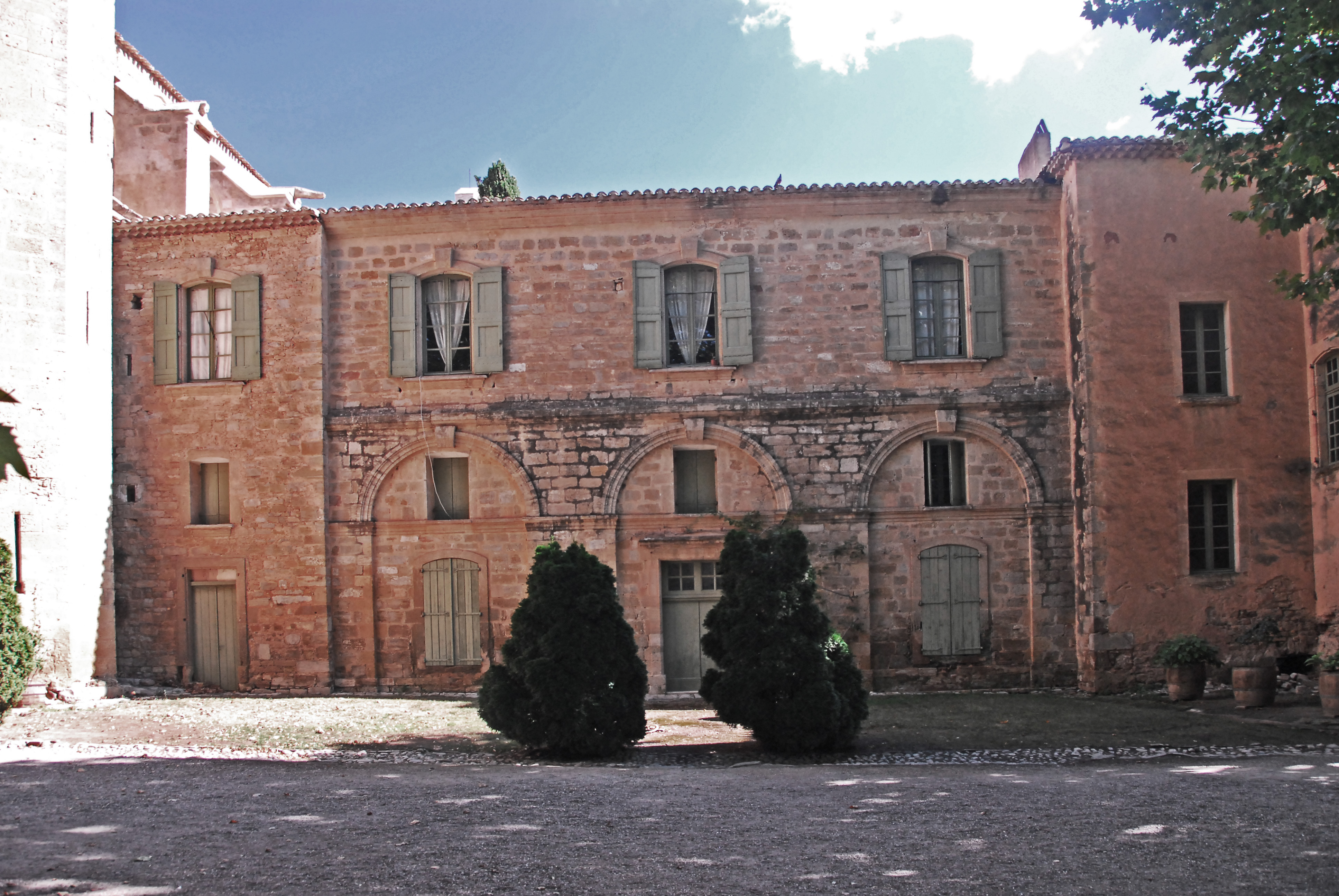
Konvent, Westflügel, nördl. Abschnitt, von W

Die zum Hof des Kreuzgangs weisenden Wände sind vor allem im Erdgeschoss als Begrenzung der Kreuzganggalerien architektonisch gestaltet. Jede der vier Wände der Galerien wird von fast gleichen Arkaturen durchbrochen. Diese werden unterteilt durch kräftige Strebepfeiler die mit verschiedenen Abstufungen und oberseitigen schrägen Abdeckungen ausgerüstet sind. Sie lassen erkennen, dass es innenseitig ein Gewölbe gibt, dessen Gurtbögen und Kreuzrippen Schubkräfte erzeugen, die sie auffangen und in die Fundamente ableiten. Sie reichen etwa bis auf die Höhe der inneren Gewölbescheitel.
Im unteren Bereich öffnen sich die Wandabschnitte mit je vier schlanken rundbogigen Arkaden. Die Kanten der Bögen werden mit breiten Fasen gebrochen. Die beiden inneren Bögen stehen gemeinsam auf rechteckigen Pfeilern, die mit den darüber aufragenden Wände oberflächenbündig abschließen und mit profilierten auskragenden Kämpfern und mit einem kräftigen Sockel ausgerüstet sind. Die äußeren Bögen stehen außenseitig auf in den Pfeilern eingelassenen, mehrfach profilierten Kämpfern und innenseitig gemeinsam mit den inneren Bögen auf hintereinander angeordneten Zwillingssäulen, die mit schlicht skulptierten Kämpfern, mehrfach profilierten Kämpfern, schlicht skulptierten Basen und kräftigen Plinthen ausgerüstet sind.
In den oberen Wandabschnitten des Erdgeschosses sind angespitzte Blendarkadenbögen aus doppelten Rundprofilen auf den Wandoberflächen angebracht, die oberhalb ihrer Bogenansätze hinter den Strebepfeilern hervortreten. Das deutet darauf hin, dass diese Strebepfeiler nachträglich vor die Wandoberflächen errichtet worden sind, und zwar als man die neuen Kreuzrippengewölbe eingebaut hat, die auch Schubkräfte erzeugten. Dies lässt vermuten, dass der Kreuzgang in der romanischen Epoche nicht eingewölbt war, sondern vielleicht mit einer Pultdachkonstruktion und einer Holzbalkendecke überdeckt war, die keine Strebepfeiler benötigten. In den Bogenfeldern ist jeweils ein großes, überwiegend kreisrundes Ochsenauge ausgespart, in einzelnen Fällen sind diese auch ausgerundete Drei- und Vierecke. Man erkennt in den letzten Okuli Reste von Maßwerken. Der Okulus im östlichen Joch der Südgalerie ist bis in halber Höhe zugemauert, bis auf einen offenen breiten Schlitz in der Mitte. In diesem hängt eine kleine frei schwingende Glocke.

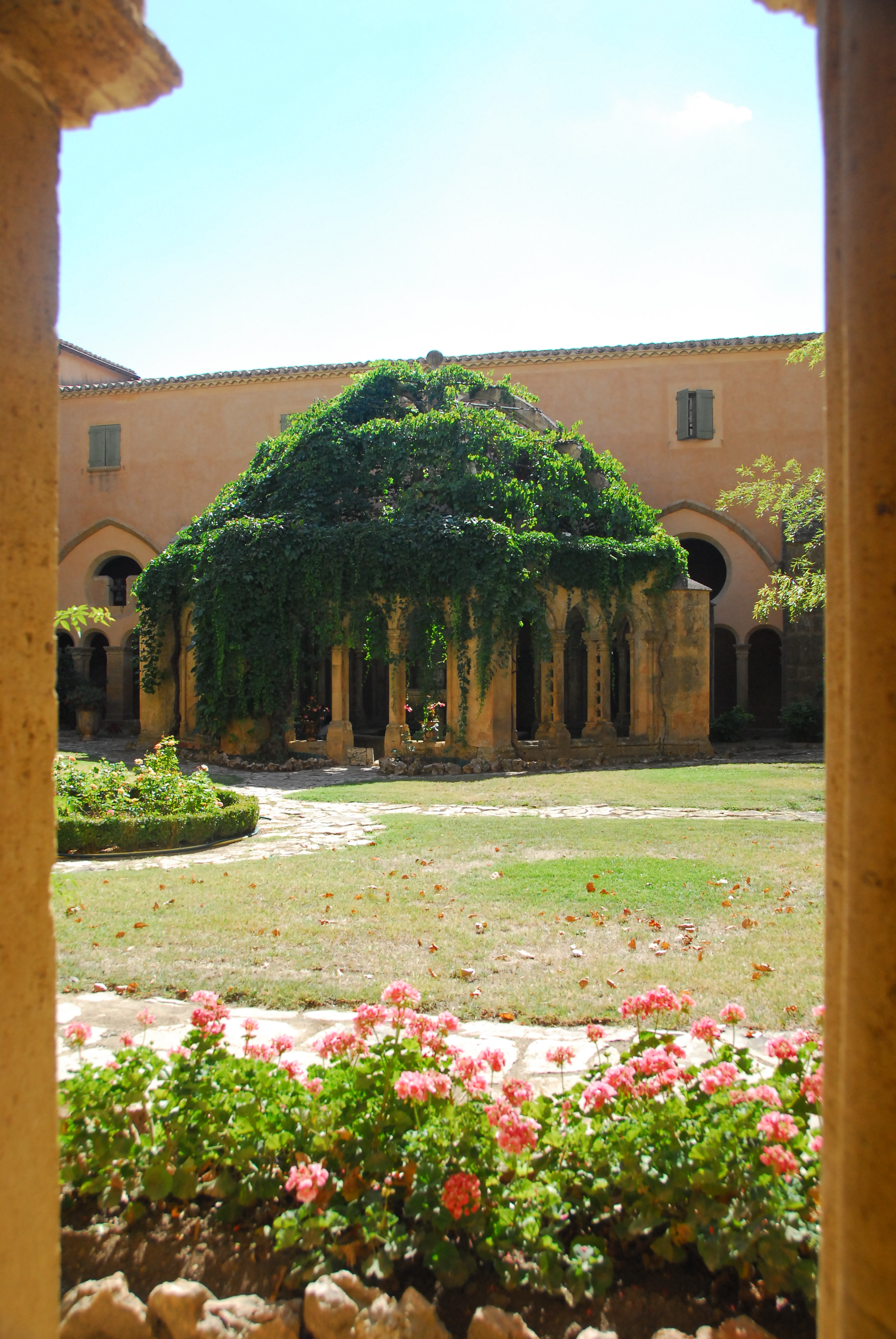
Kreuzganghof mit Griffouls-Brunnen, von NW

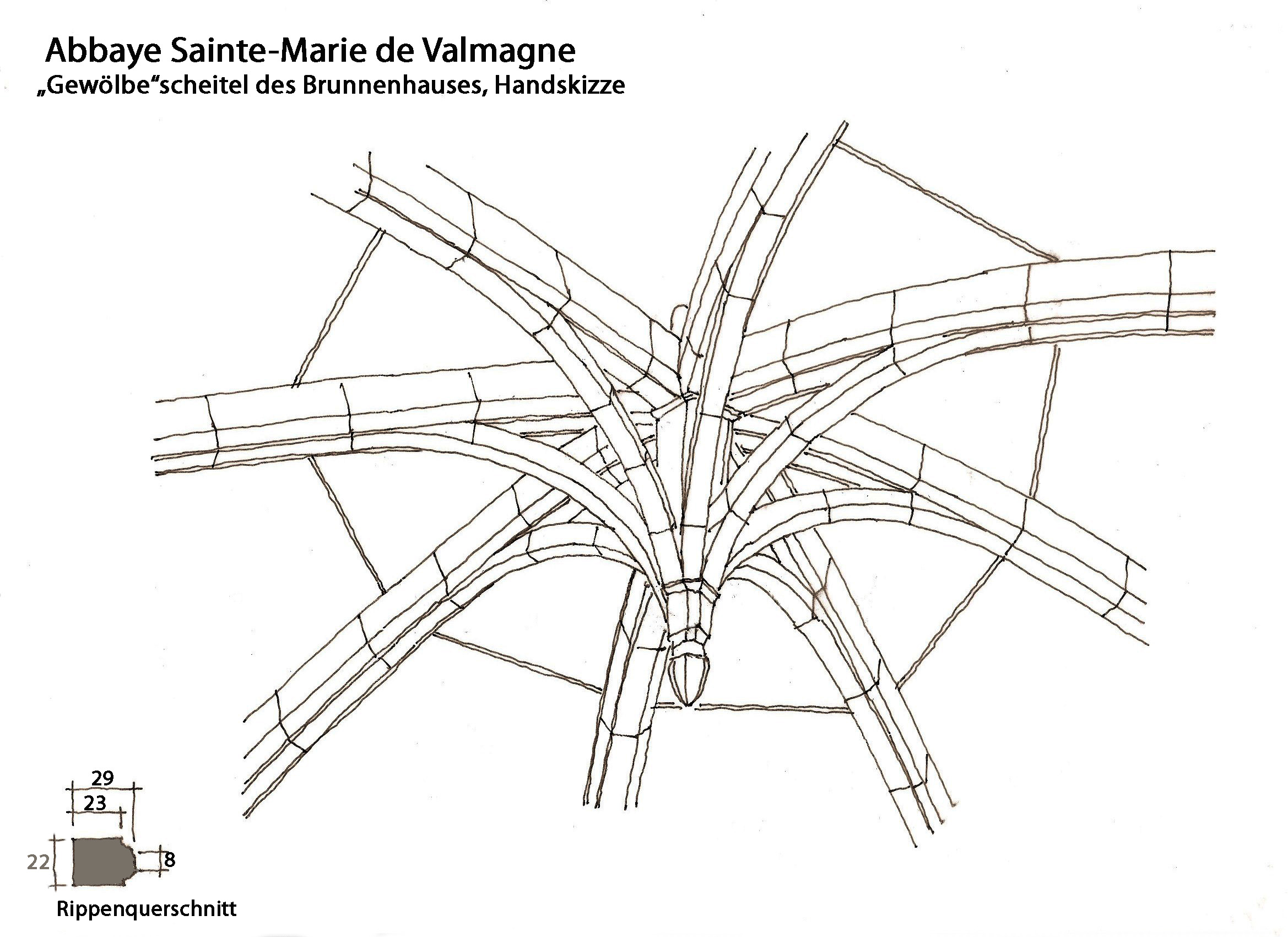
Brunnenhaus, „Gewölbescheitel“

Der berühmte Griffouls-Brunnen von Valmagne befindet sich im Kreuzganghof mittig vor der Südgalerie und exakt gegenüber dem Eingang zum Mönchsrefektorium, so wie es die Regel forderte. Vor dem Betreten des Speisesaals und der Berührung des Brotes, als Symbol des Leibes Christi, mussten die Mönche eine rituelle Handwaschung vornehmen. Die bereits von den Römern entdeckte Diana-Quelle, in den Bergen oberhalb des Klosters, versorgte die diversen Bassins des Klosters mit klarem Trinkwasser, bevor es über Entwässerungskanäle in des Etang de Thau fließen konnte.
Die achteckige Einfassung des Brunnenhauses setzt sich zusammen aus wiederverwendeten Elementen des romanischen Klosters. So etwa die Achteckabschnitte aus jeweils drei rundbogigen Arkaturen, deren Bogenkanten in Rundprofilen aufgelöst sind. Sie stehen auf graziler Zwillingssäulen, die durch unterschiedlichste Schmuckformen miteinander verbunden sind, wie etwa Dreipässe, Vierblattformen, Ringformen und andere. Die Doppelsäulen mit ihren Verbindungen sind jeweils aus einem einzigen Steinblock gemeißelt. Die äußeren Bögen der Arkaturen stehen außenseitig auf kräftigen Pfeilern, die die acht Ecken des Brunnenhauses markieren, deren Kanten in Säulen mit Kapitellen und Basen aufgelöst sind.
Im Zentrum des Brunnenhauses steht das große achteckige Brunnenbecken mit einer dreistufigen Brunnensäule in der Mitte, die in etwa einem Drittel ihrer Höhe eine steinerne Schale trägt und in zwei Drittel ihrer Höhe acht Masken präsentiert, die das Wasser bogenförmig in das Becken spucken, das von Moosen dicht überwuchert ist. Von dort fließt das Wasser weiter über nochmals acht Masken in das große untere Becken. Das obere Drittel der Säule ist eine achteckige Stele, die sich nach oben konisch verjüngt und von einer Steinkugel bekrönt wird.
Auf den Pfeilern der acht Ecken des Brunnenhauses ragen acht kräftige Gewölberippen auf, die allerdings keine Gewölbezwickel tragen, sondern dort offen bleiben. Sie treffen sich im Mittelpunkt des Brunnenhauses in einem „Schlussstein“ in Form eines achteckigen langen Stabes, der oberhalb des offenen „Gewölbes“ von einem kräftigen Knauf bekrönt wird und unterhalb dessen er ein gutes Stück abwärts reicht und dort in einem kleineren Knauf endet. Kurz vor dem Zusammentreffen der Rippen wächst aus ihren Unterseiten je ein schlanker Zweig, der bogenförmig abwärts strebt und sich unmittelbar über dem unteren Knauf auf dem hängenden „Schlussstein“ abstützt. Dieses Gerippe wird von Weinlaub üppig berankt und bildet im Sommer ein schattenspendendes Dach.

Galerie Brunnen
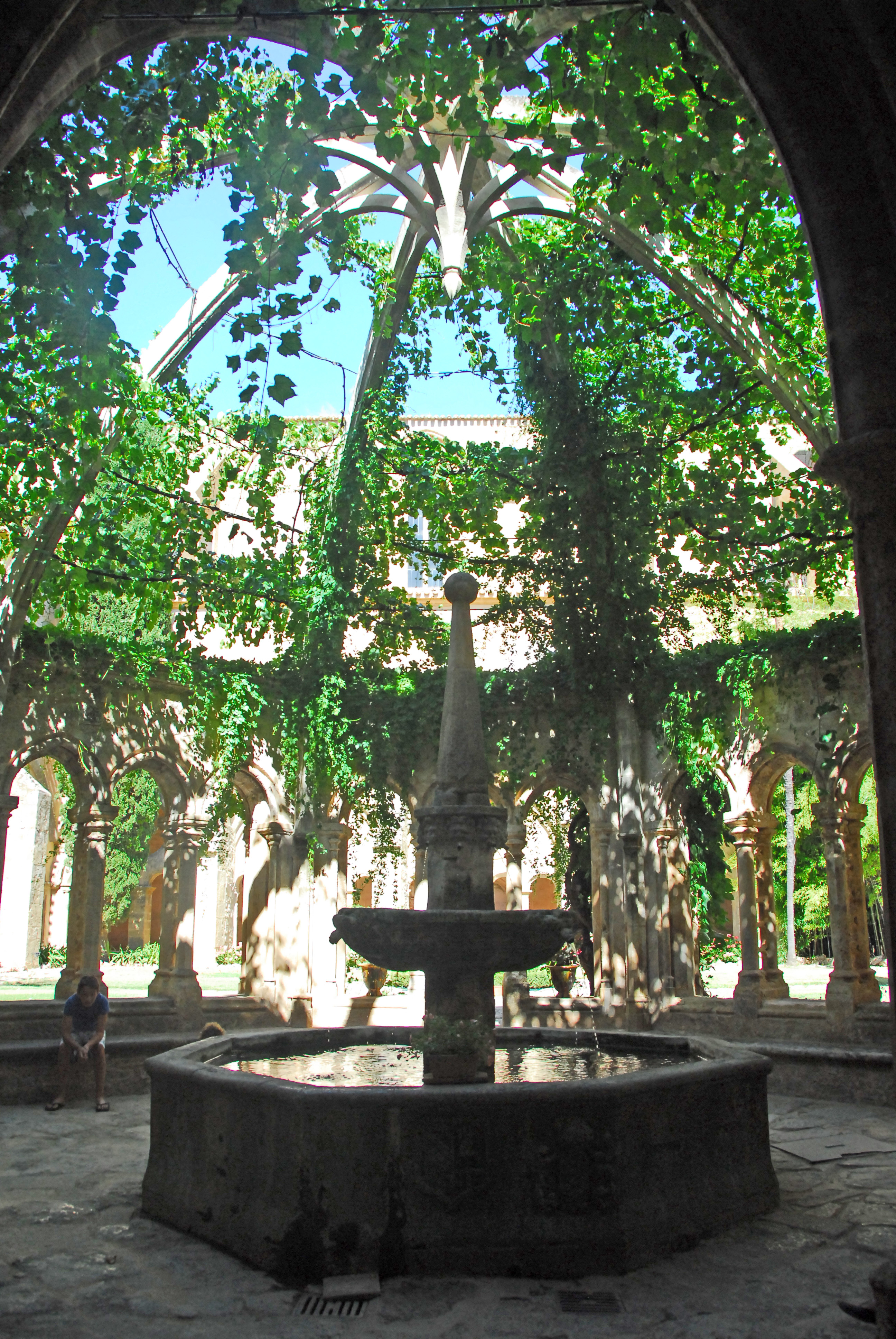
Brunnenhaus
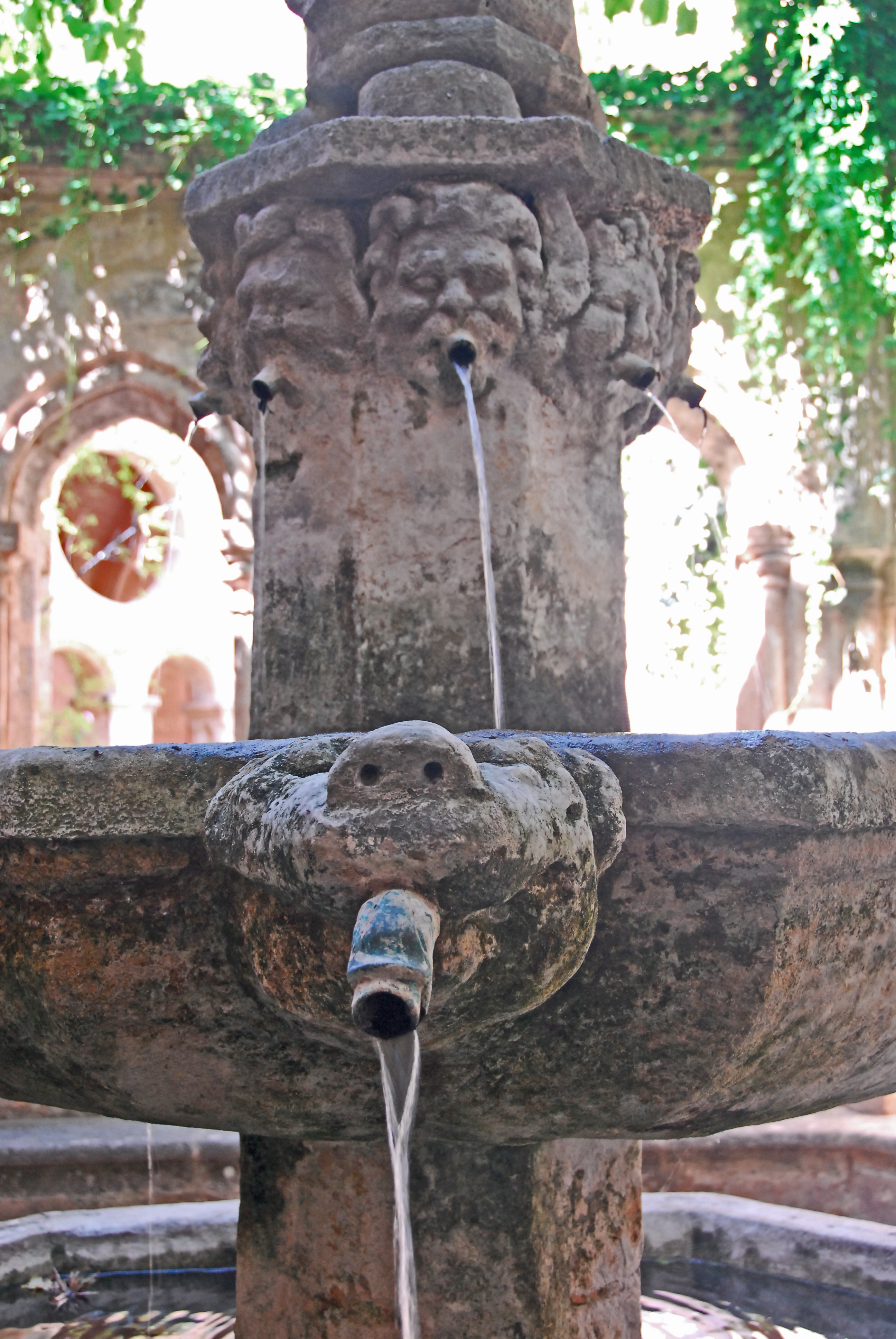
Brunnen
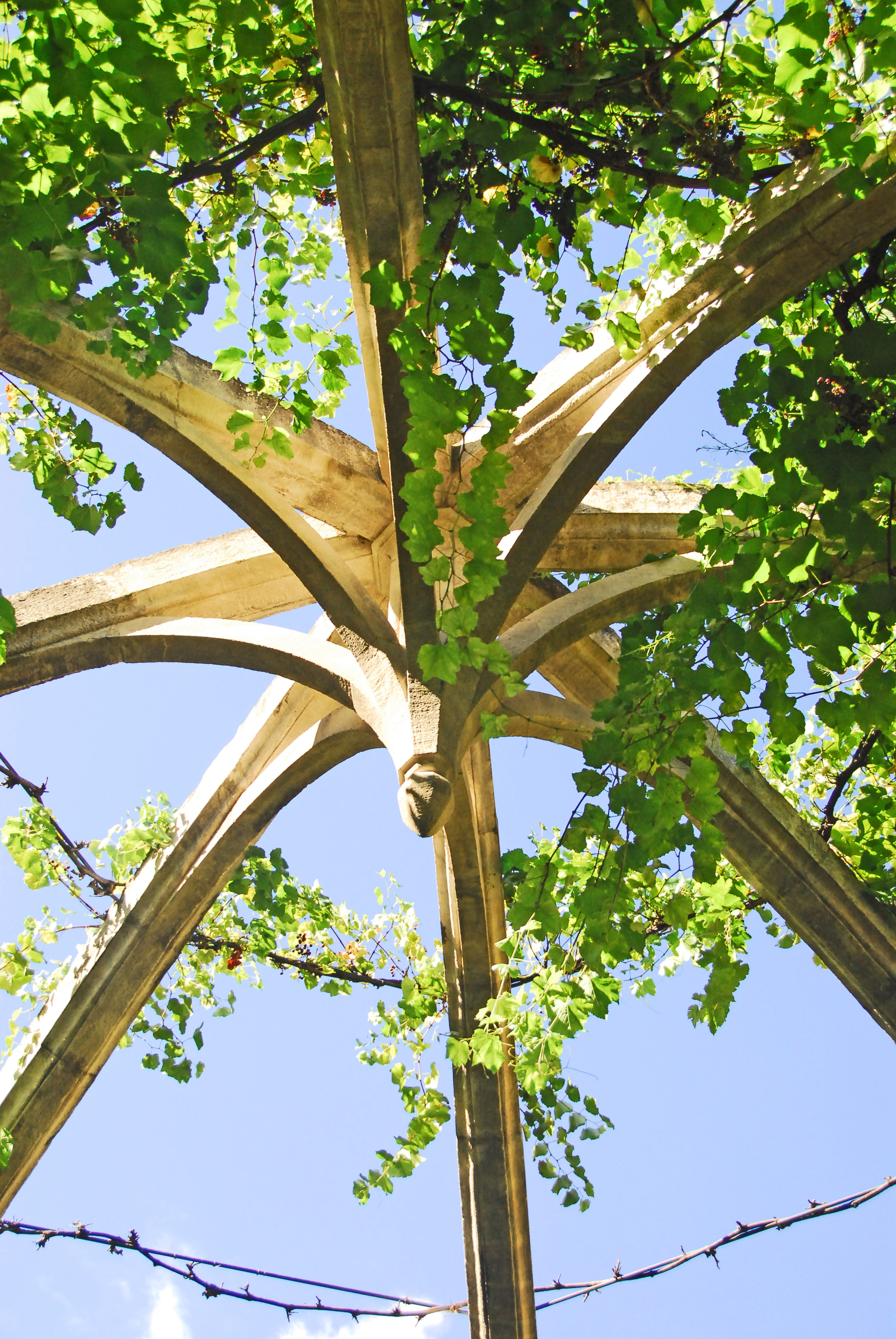
Brunnenhaus, „Gewölbe“scheitel
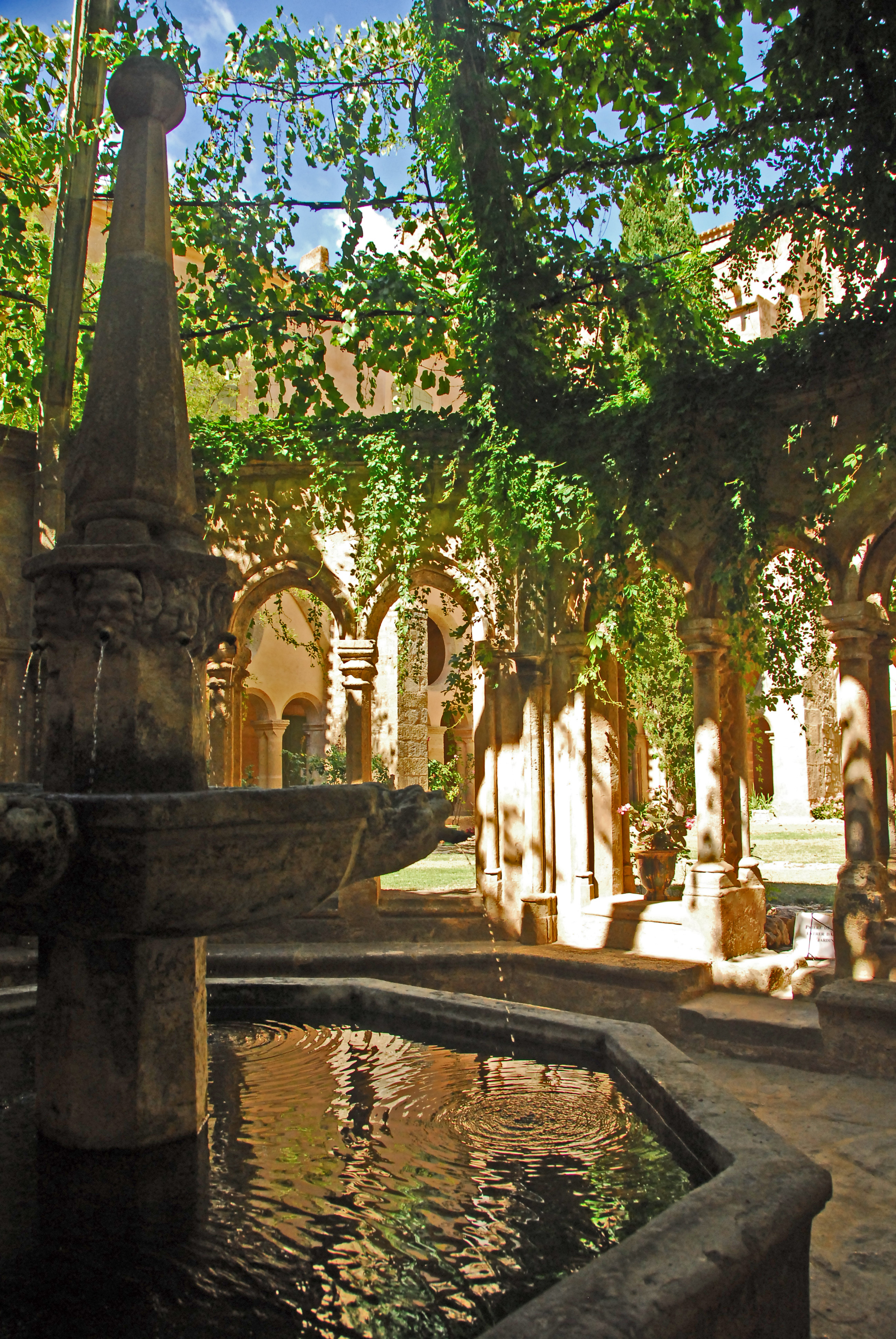
Brunnenhaus
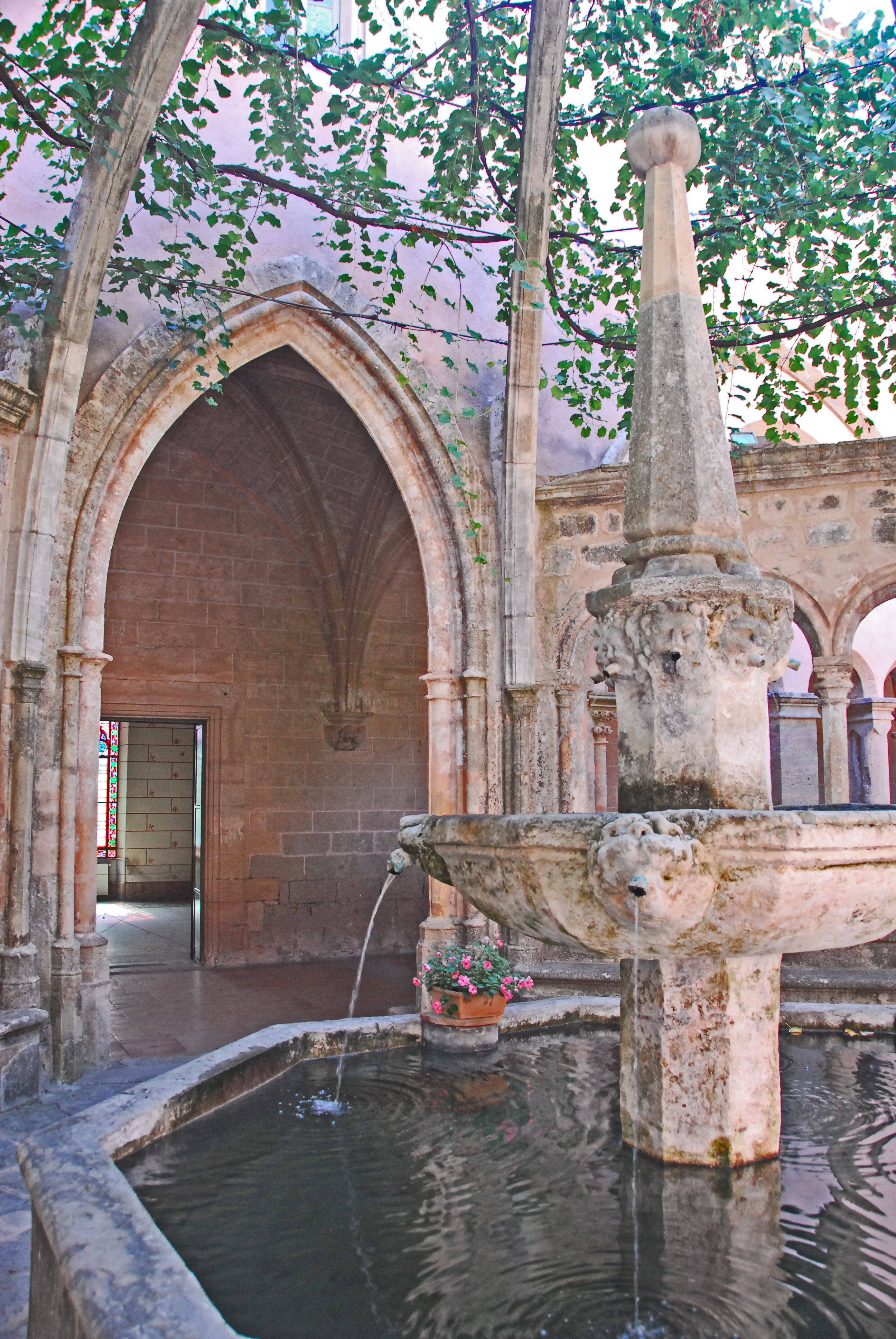
Brunnenhaus, Eingang aus Südgalerie

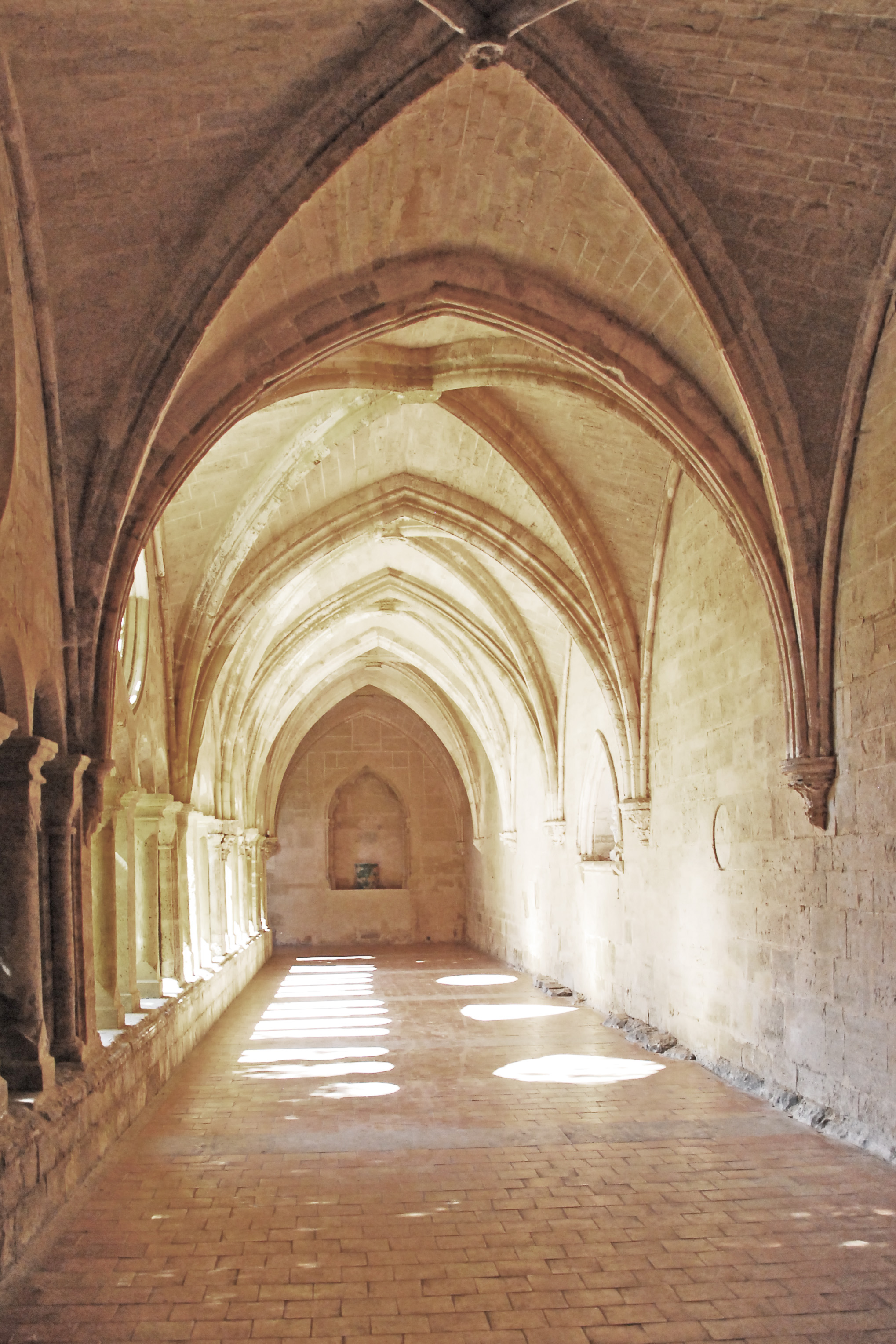
Nordgalerie

#### Inneres der Konventsgebäude

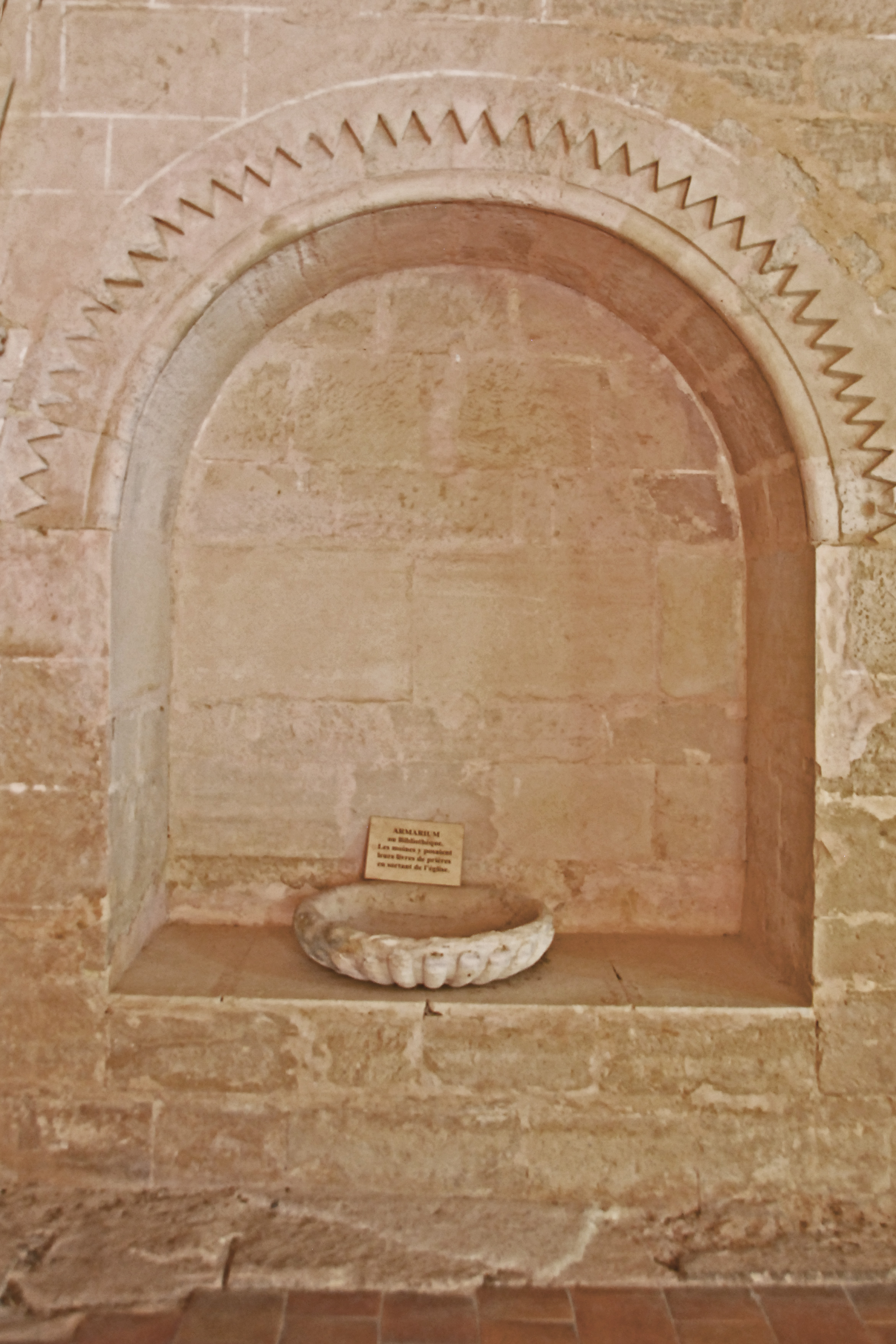
Armarium

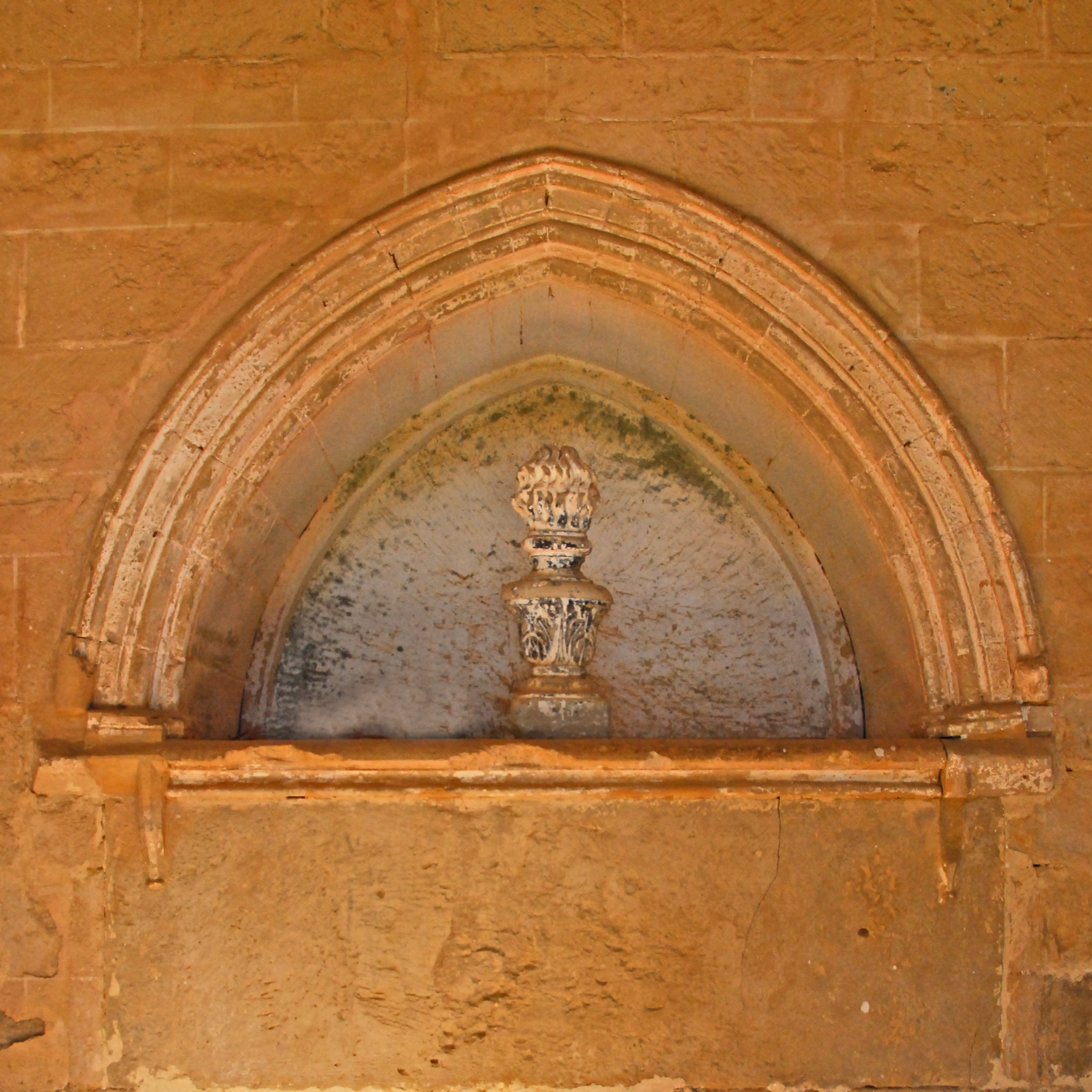
Nische in Nordgalerie

Zu den wichtigsten Räumlichkeiten des Konvents zählen im Erdgeschoss die vier Galerien des Kreuzgangs, der im Norden vom südlichen Seitenschiff der Kirche und auf den anderen Seiten von weiteren Konventsgebäuden umschlossen wird. Die rundbogigen Arkaturen der Galerien wie auch die Ostwand in der östlichen Galerie stammen aus dem ursprünglichen romanischen Klosterbauwerk.
Sehr wahrscheinlich stammt auch das Armarium, eine rundbogige Nische in der Ostwand in der NO-Ecke des Kreuzgangs, mit einer einen halben Meter hohen Brüstung. Das Armarium ist eine Büchernische, die die Bibliothek des Klosters enthielt. Sie erscheint heute sehr klein, aber die Mönche im 12. Jahrhundert besaßen nicht mehr als ihre handgeschriebenen Gebetbücher, die sie beim Verlassen der Kirche am dafür vorgesehenen Platz in der Nische ablegten. Bemerkenswert ist die Gestaltung der Rundbogenkante mit einem gebogenen Rundstab, der von einem Zahnfries umschlossen wird, das an die Zacken einer Säge erinnert. Es ist eine frühe Schmuckform, die auch im Repertoire der strengen zisterziensischen Bauregeln erlaubt war. Vermutlich wurden später, als sich der Umfang der Bibliothek vergrößerte, andere Räumlichkeiten zu deren Aufbewahrung benutzt, etwa in einem Skriptorium im Flügel der Fraterie.

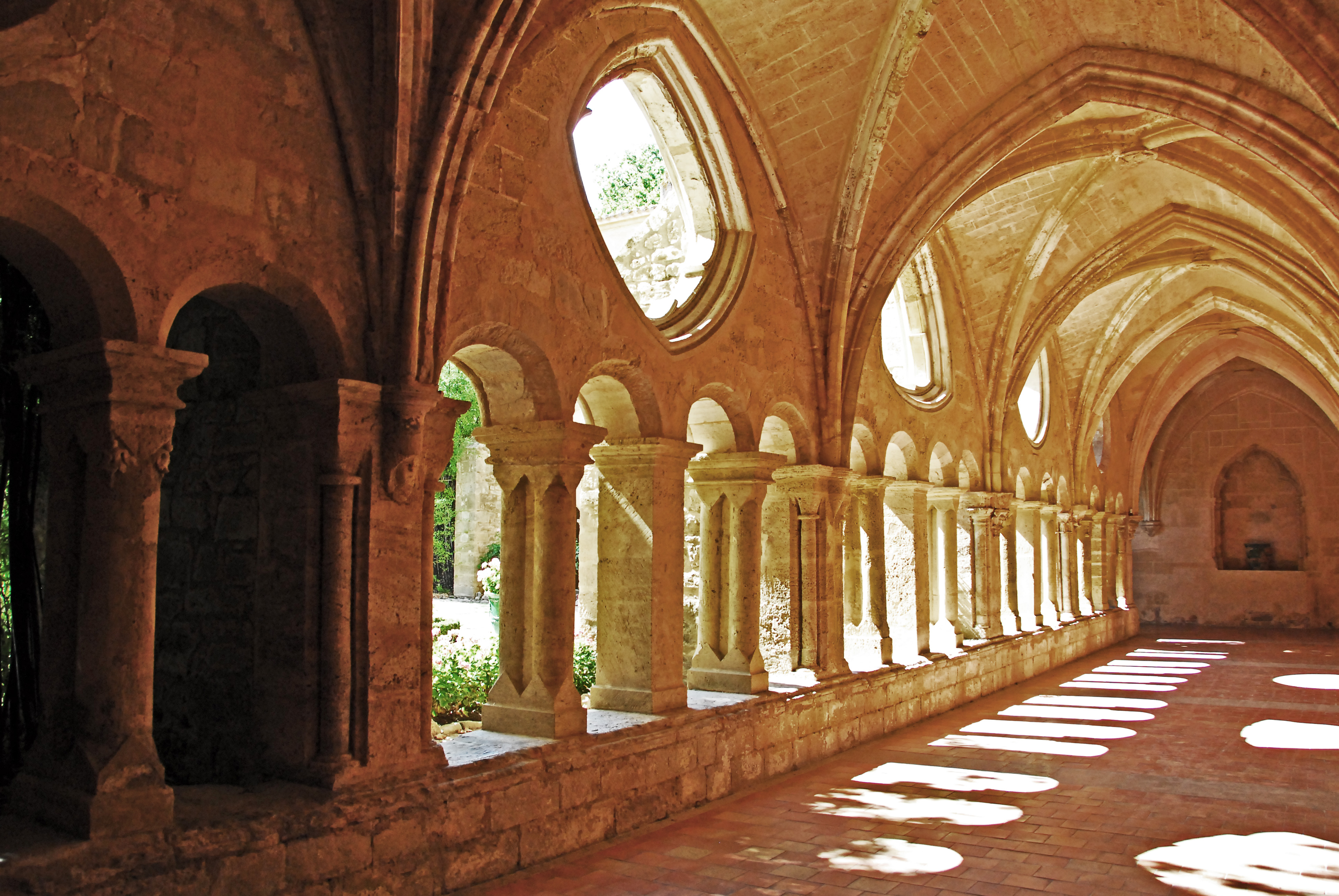
Nordgalerie

Die äußeren Wände der Süd- und Westgalerie des Kreuzgangs gehören wie die Wand der Nordgalerie zum gotischen Bauabschnitt vom Beginn des 13. Jahrhunderts. So gehört auch die Einwölbung des Kreuzgangs mit Kreuzrippengewölben zu diesem Abschnitt. Die Einwölbung der Südgalerie und Teile der Ostgaleriegewölbe sollen zu Beginn des 14. Jahrhunderts entstanden sein.
Die Kreuzganggalerien sind innen zwischen 2,20 und 2,60 Meter breit. Sie werden jeweils in fünf Abschnitte zuzüglich einem Eckabschnitt unterteilt. Sie sind teils quadratisch aber auch leicht rechteckig und werden alle von Kreuzrippengewölben überdeckt. Die Kreuzrippen haben zweistufig profilierte Querschnitte. Die jochteilenden Gurtbögen sind ähnlich profiliert, das innere ist etwas breiter und weist drei Rillen auf. Die Rippen und Gurtbögen stehen außenseitig auf den Kämpfern der romanischen Pfeiler und gegenüber auf meist pflanzlich skulptierten Kragkonsolen.
Die nördliche Galerie diente einst ganz der Lesung und dem Mandatum, der rituellen gegenseitigen Fußwaschung, als Zeichen der Demut, nach dem Vorbild Christi.

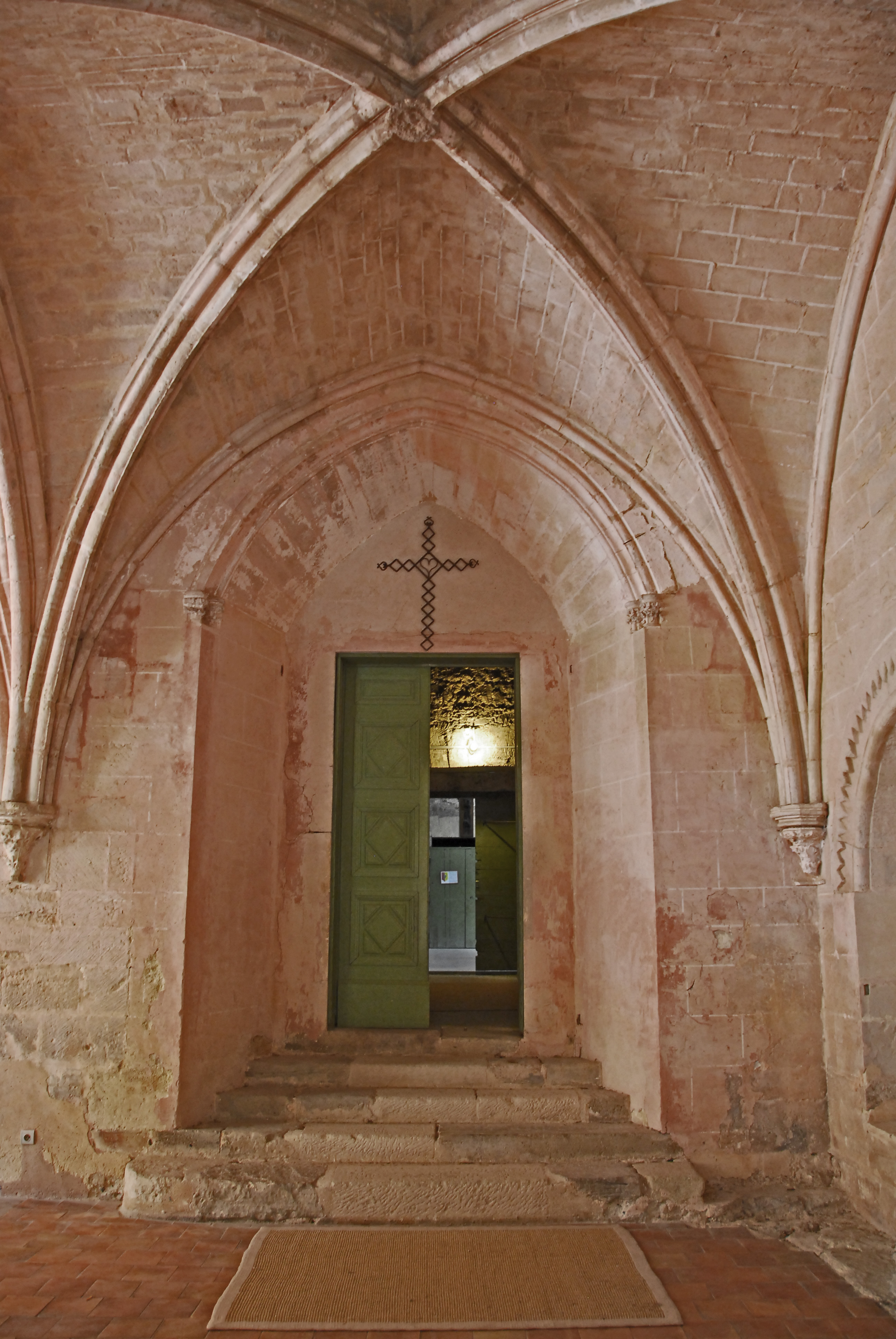
Portal Nordgalerie in Kirche

In der Wand der Nordgalerie befindet sich in der Nordostecke der Hauptzugang aus dem Kloster in die Kirche. Er besteht aus einer rechteckigen Türöffnung, die in der Rückwand einer angespitzten Wandnische ausgespart ist. Fünf Stufen führen dort hinauf auf das Bodenniveau der Kirche, und zwar in das siebte Joch. Die Bogenkanten sind in mehrfachen Profilen aufgelöst, die an ihren Enden kleine Konsolen aufweisen. Gleich neben diesem Zugang befindet sich die Wandnische des Armariums in der Ostwand.
In der Mitte der Nordgalerie ist in knapp zwei Meter Höhe in die Kirchenwand eine unvollständige spitzbogige Nische eingelassen, deren Bogenkanten mehrfach profiliert sind. Sie stehen auf einem doppelten Profil, das die Nische nach unten waagerecht abschließt. Diese Nische markiert wahrscheinlich die Lage des Grabes eines berühmten Abtes, dessen Identität durch die Zerstörungen in der Revolution unbekannt geblieben ist.
Am westlichen Ende der Nordgalerie ist eine große Wandnische ausgespart, deren Bogen leicht angespitzt ist. An den Laibungen finden sich Reste von Maßwerk. Am westlichen Ende der Südgalerie befindet sich an der Westwand ein Marienaltar.
In der Westgalerie gibt es nur eine Türöffnung, die in einen Verbindungsgang führt, der zu einer westlichen Eingangstür führt und den Ostflügel erschließt. In der Südgalerie gibt es vier Türöffnungen, die die Räume des Südflügels erschließen.

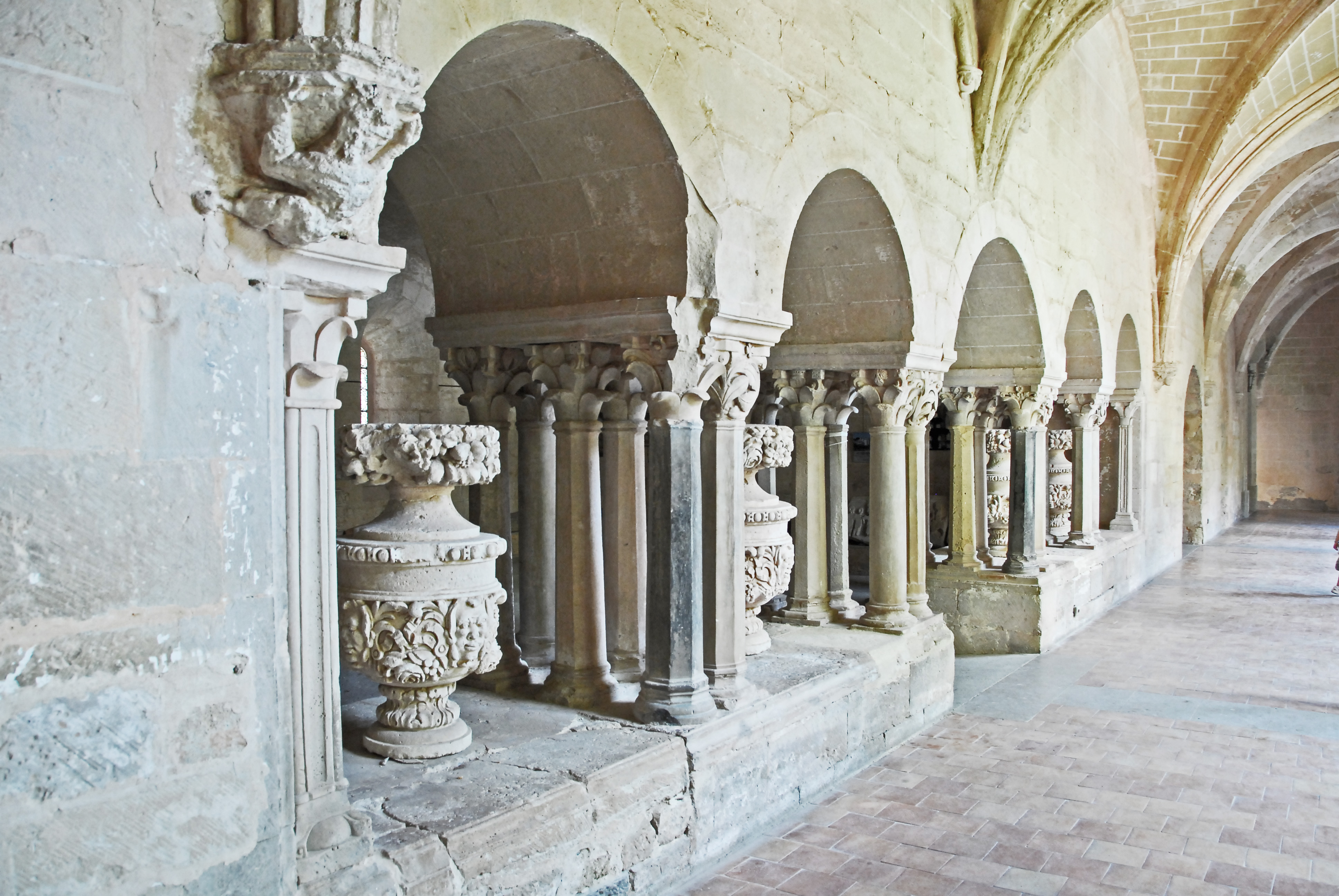
Ostgalerie, Öffnungen Kapitelsaal

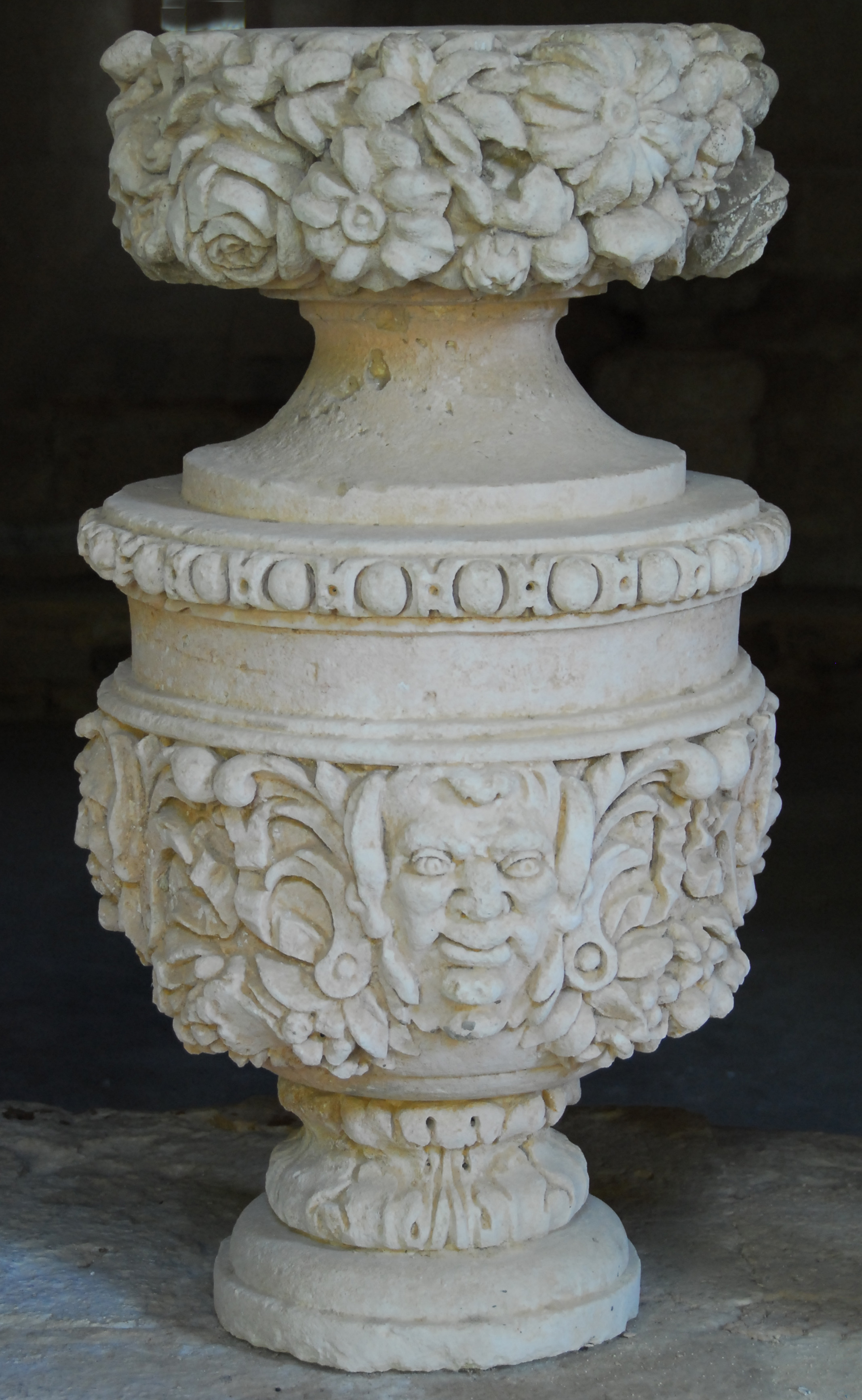
Ostgalerie, Vase des Kardinal de Bonzil

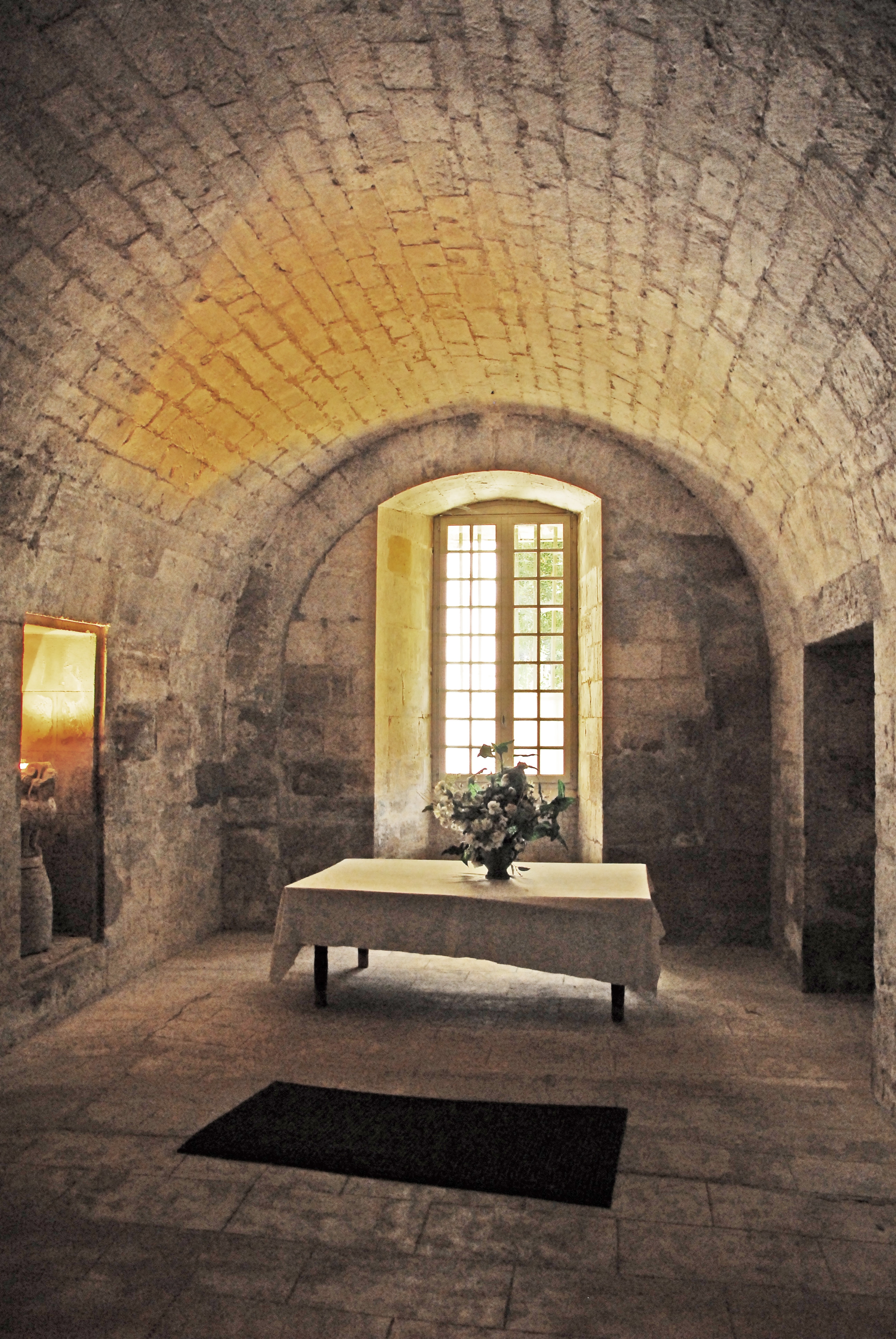
Sakristei

Die Ostgalerie gehört wie die ostseitig anschließenden Räumlichkeiten des Ostflügels des Konvents zu den ursprünglichen Bauten des Klosters. In ihrer Ostwand sind etliche Öffnungen ausgespart, die diese Konventsräume erschließen. Die erste Tür am Nordende, kurz neben der Nische des Armariums, führt in die Sakristei. Sie wird von einem Segmentbogen überdeckt, der wahrscheinlich jüngeren Datums ist. Die Tür befindet sich in einer größeren rundbogigen Wandnische, deren Laibungskanten in einem schmalen Rundprofil aufgelöst sind, das im Bogenbereich einem Sägezahnfries folgt. Zwischen dem Bogen der Tür und der Wandnische ist eine kleine Öffnung in Form eines liegenden Ovals ausgespart. Der Nischenbogen wird mit etwas Abstand von einem schmalen Kraggesims überdeckt. Ihm folgen die rundbogigen recht breiten Öffnungen zum Kapitelsaal, ein mittlerer Türdurchlass, der von etwa gleich breiten Zwillingsfensteröffnungen über Brüstungen flankiert wird. Die Rundbögen stehen auf Gruppen von runden und achteckigen Säulchen, von denen jeweils drei mit geringem Abstand hintereinander gestellt sind, ganz außen in einer Reihe und die anderen in je zwei Reihen. Die Säulchen sind mit recht aufwändig pflanzlich dekorierten Kapitellen, profilierten Basen auf eckigen Plinthen ausgerüstet. Die Dreier- und Sechsergruppen der Säulchen werden von gemeinsamen profiliertern Kämpferplatten abgedeckt. Die Skulpturen dieser Kapitelle aus Sandstein sind wahrscheinlich in der Zeit der Restaurierungen im 17. Jahrhundert entstanden.
Es folgen eine rundbogige Türöffnung zum Parlatorium und dann noch ein Fenster und eine Tür in den Treppenraum, der das Obergeschoss erschließt.

Galerie Kreuzgang
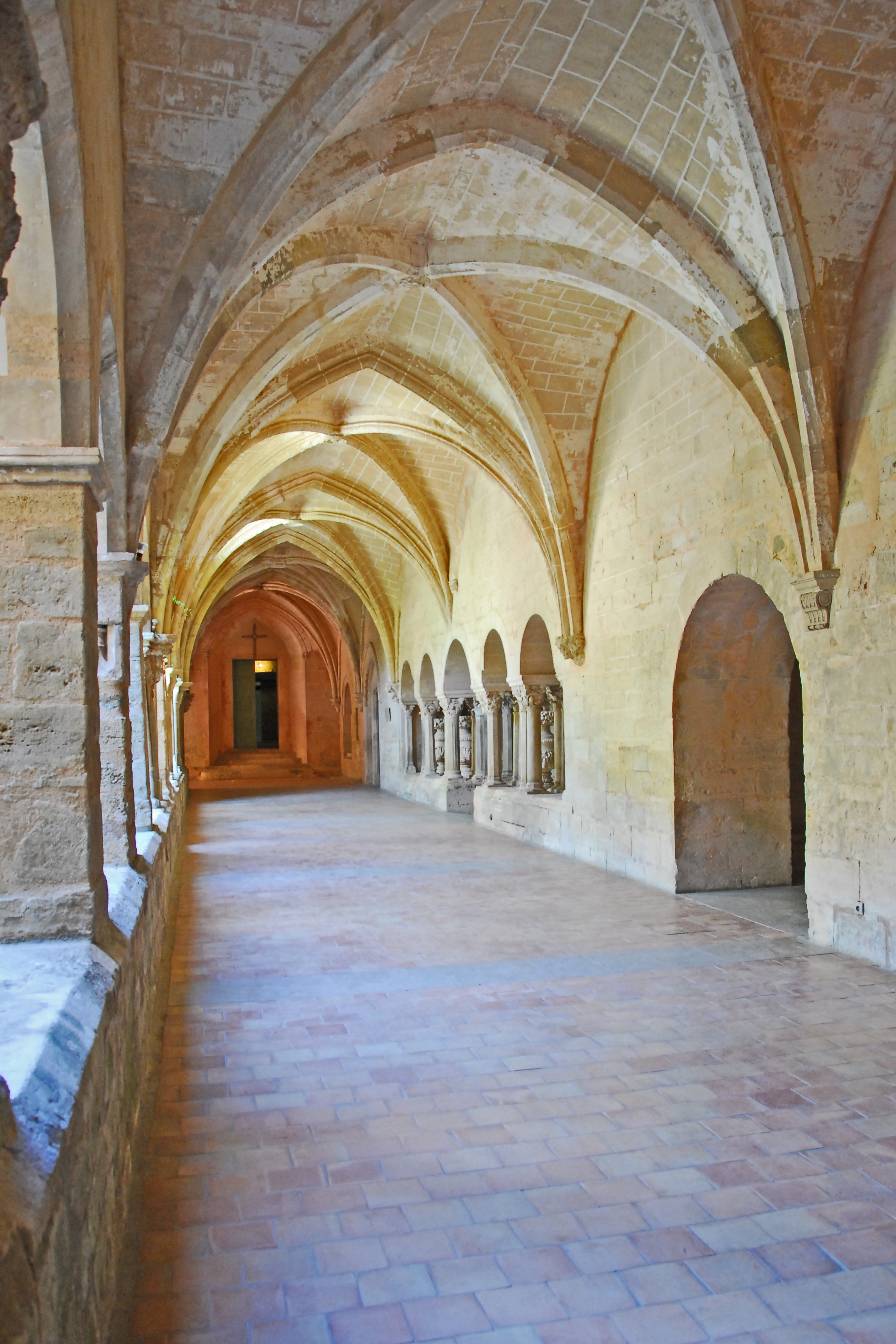
Ostgalerie, nach N
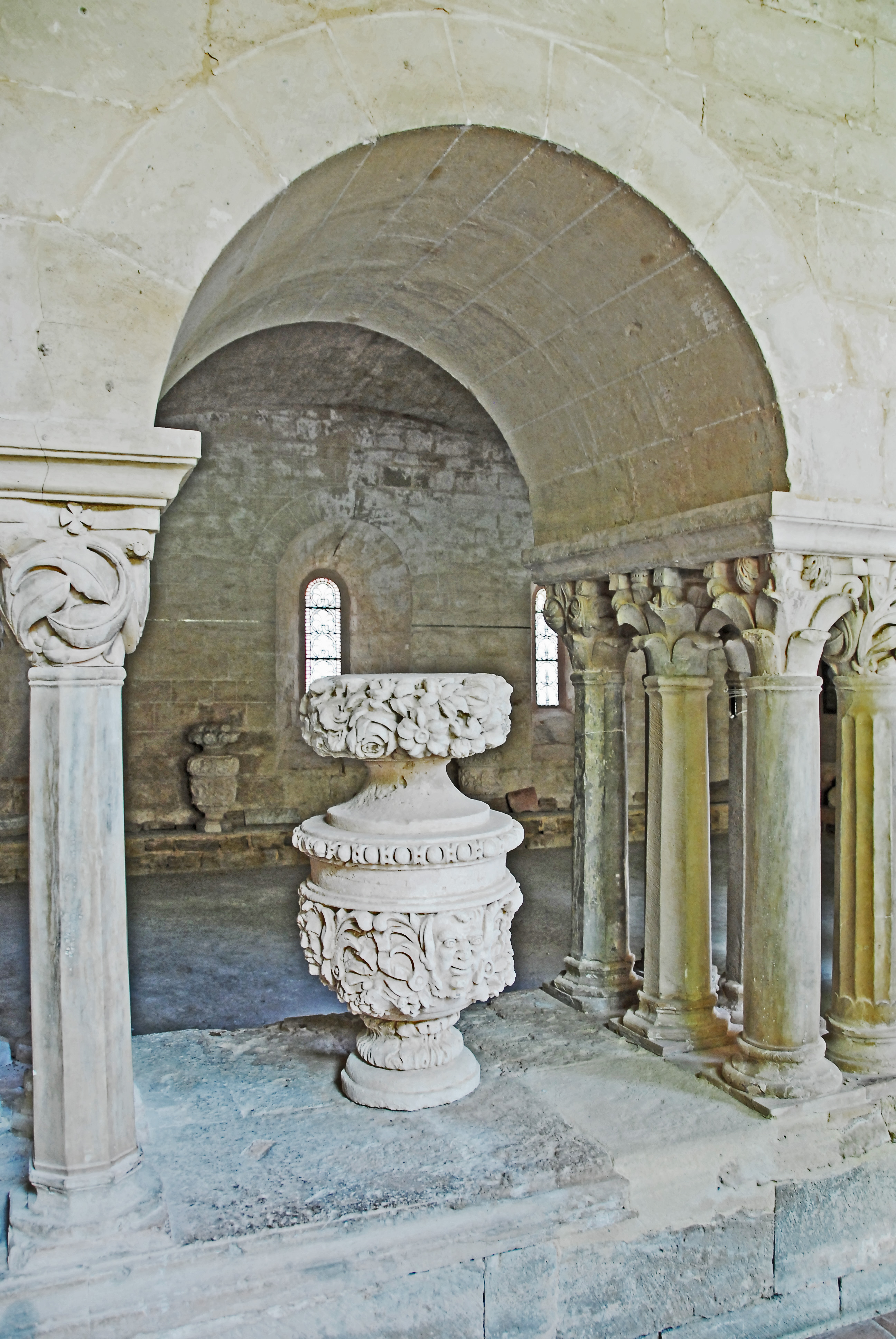
Ostgalerie, Öffnung Kapitelsaal, Vase
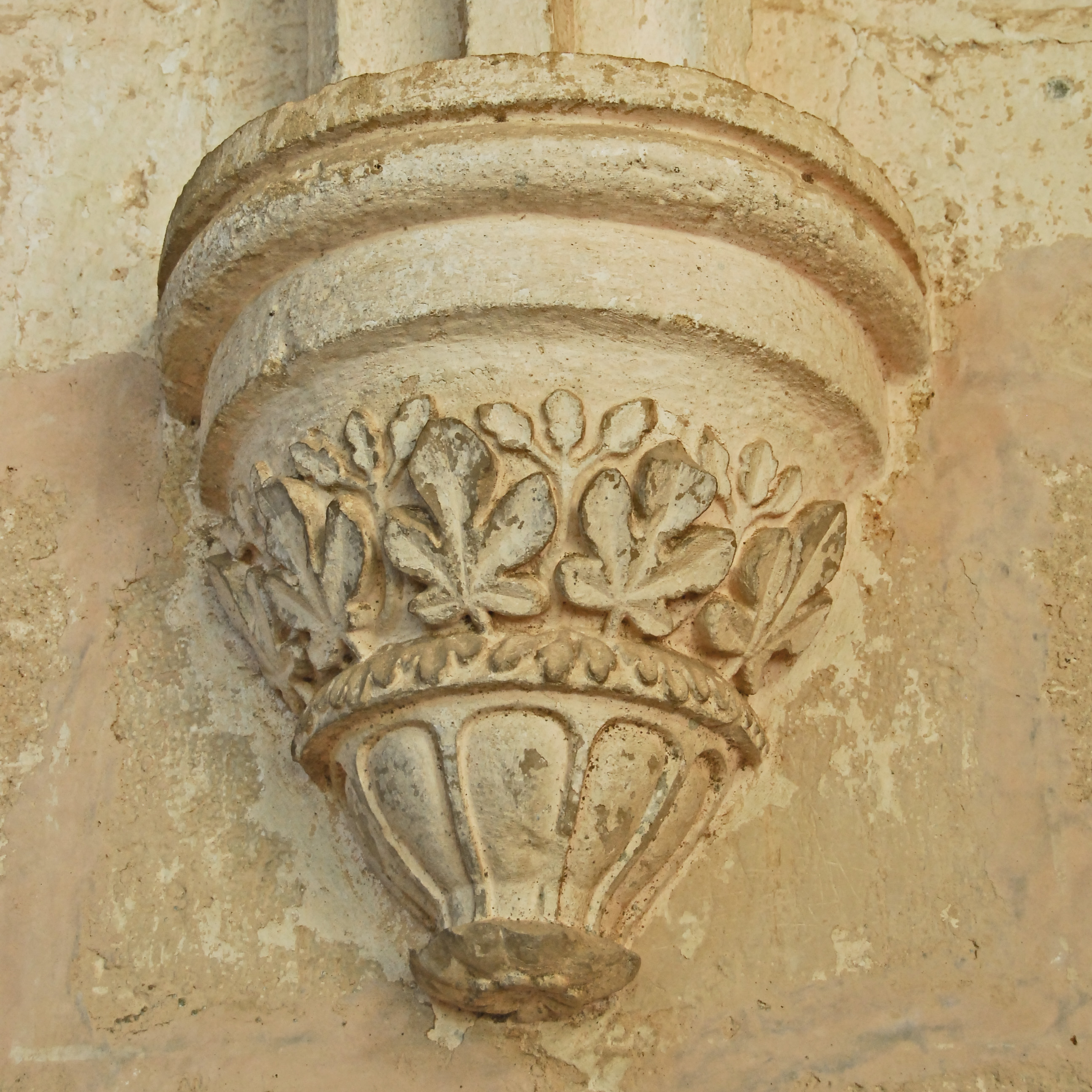
Konsole in Kreuzgang
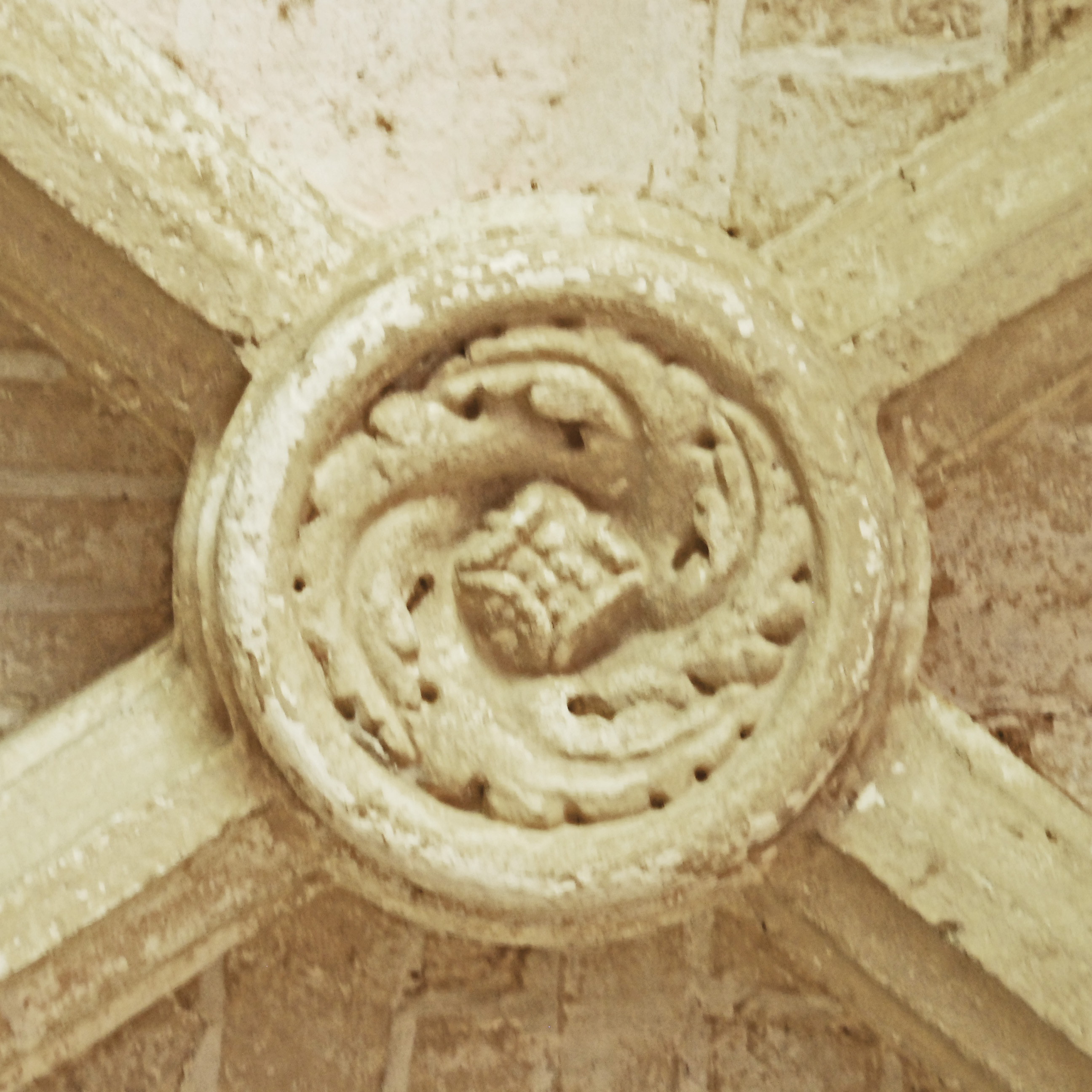
Schlussstein in Kreuzgang
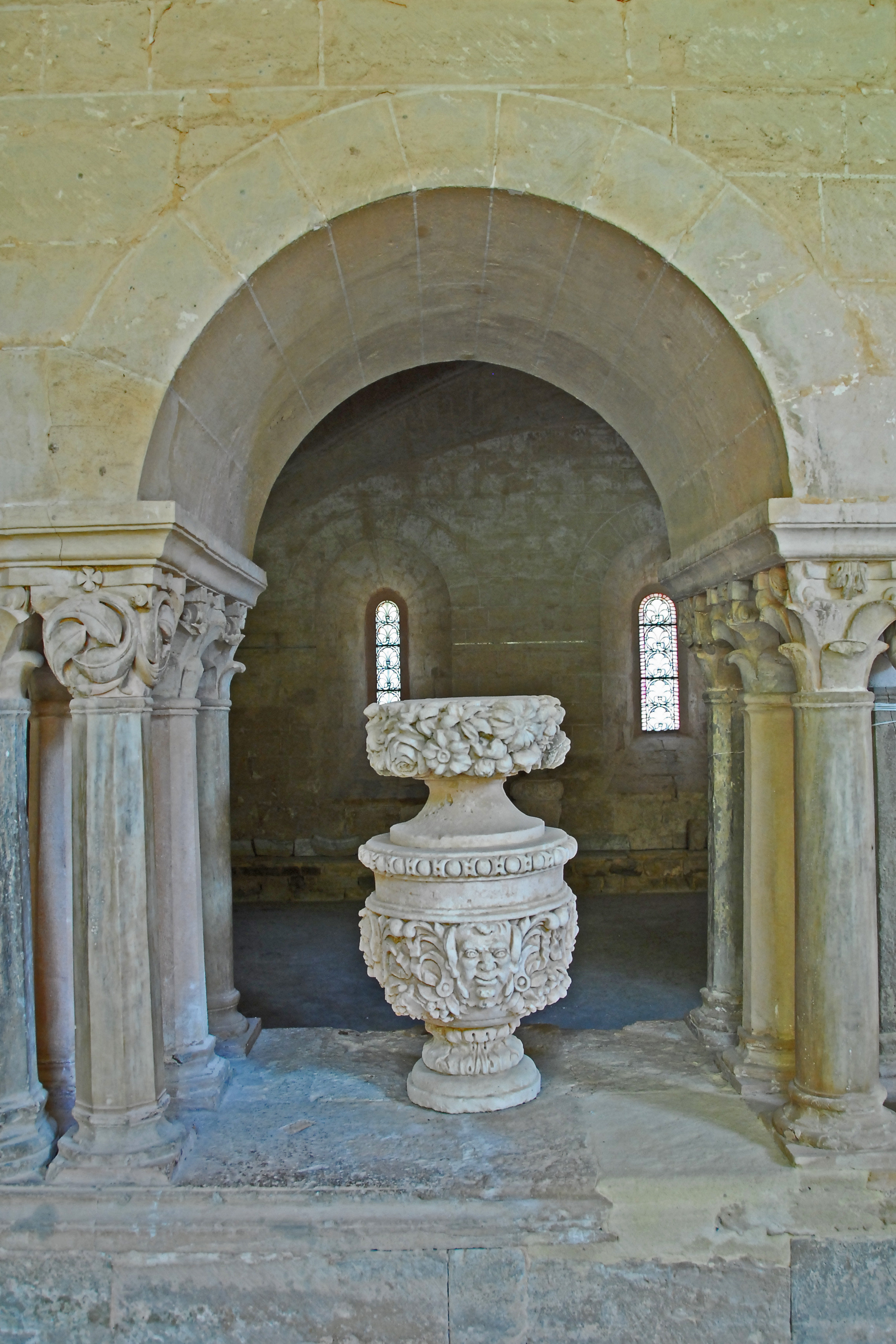
Ostgalerie, Vase vor Kapitelsaal
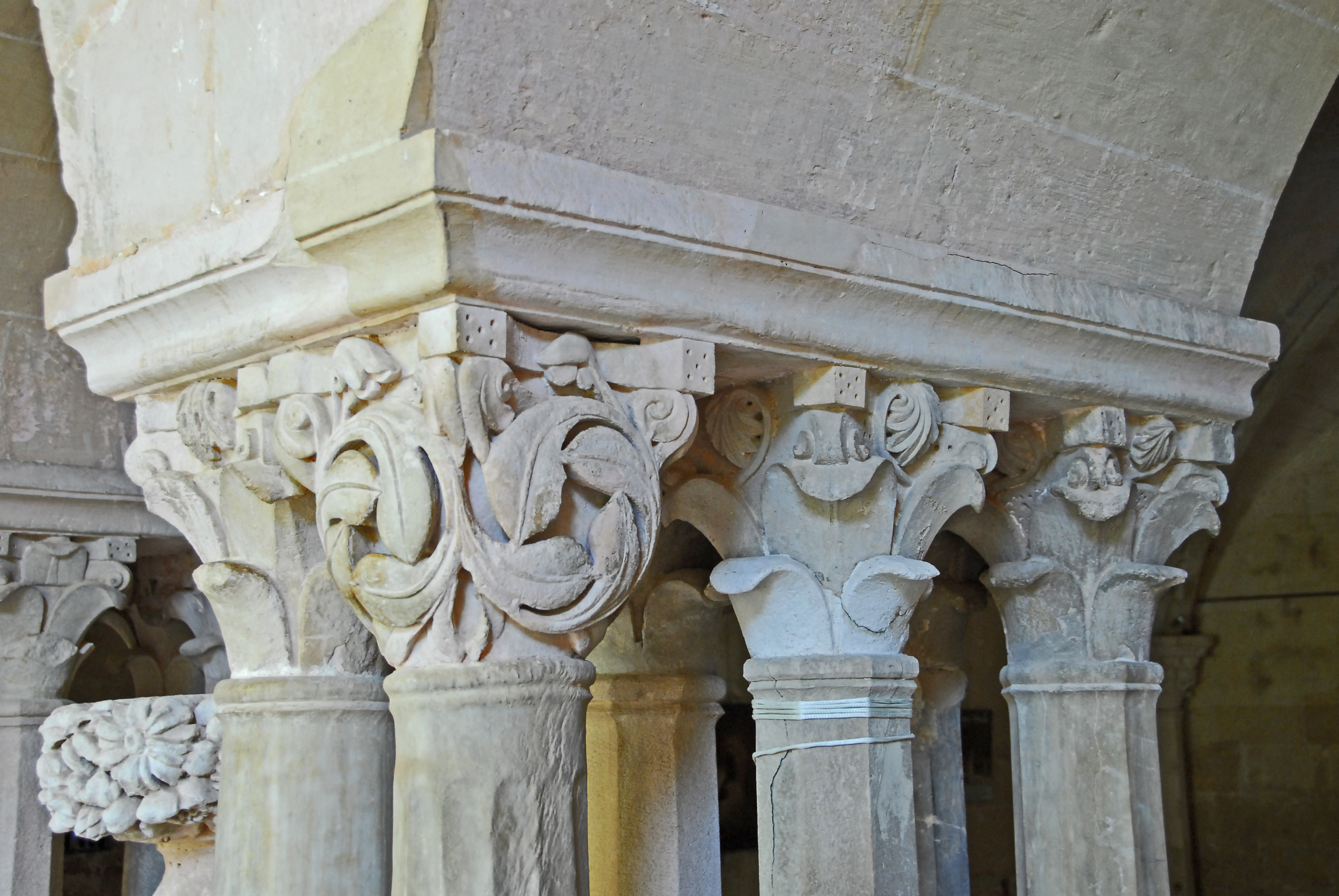
Ostgalerie, Kapitellgruppe vor Kapitelsaal
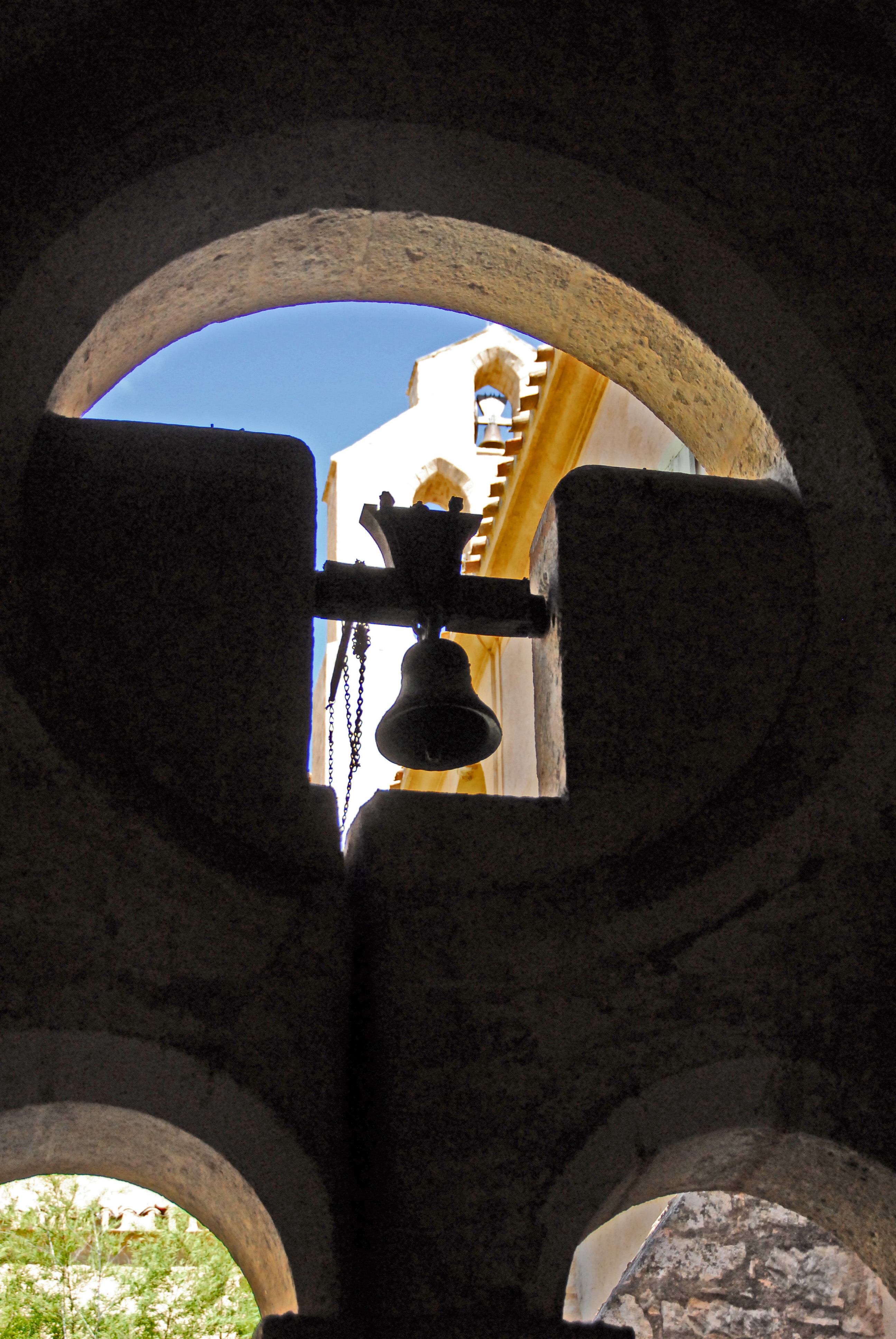
Südgalerie Glocke
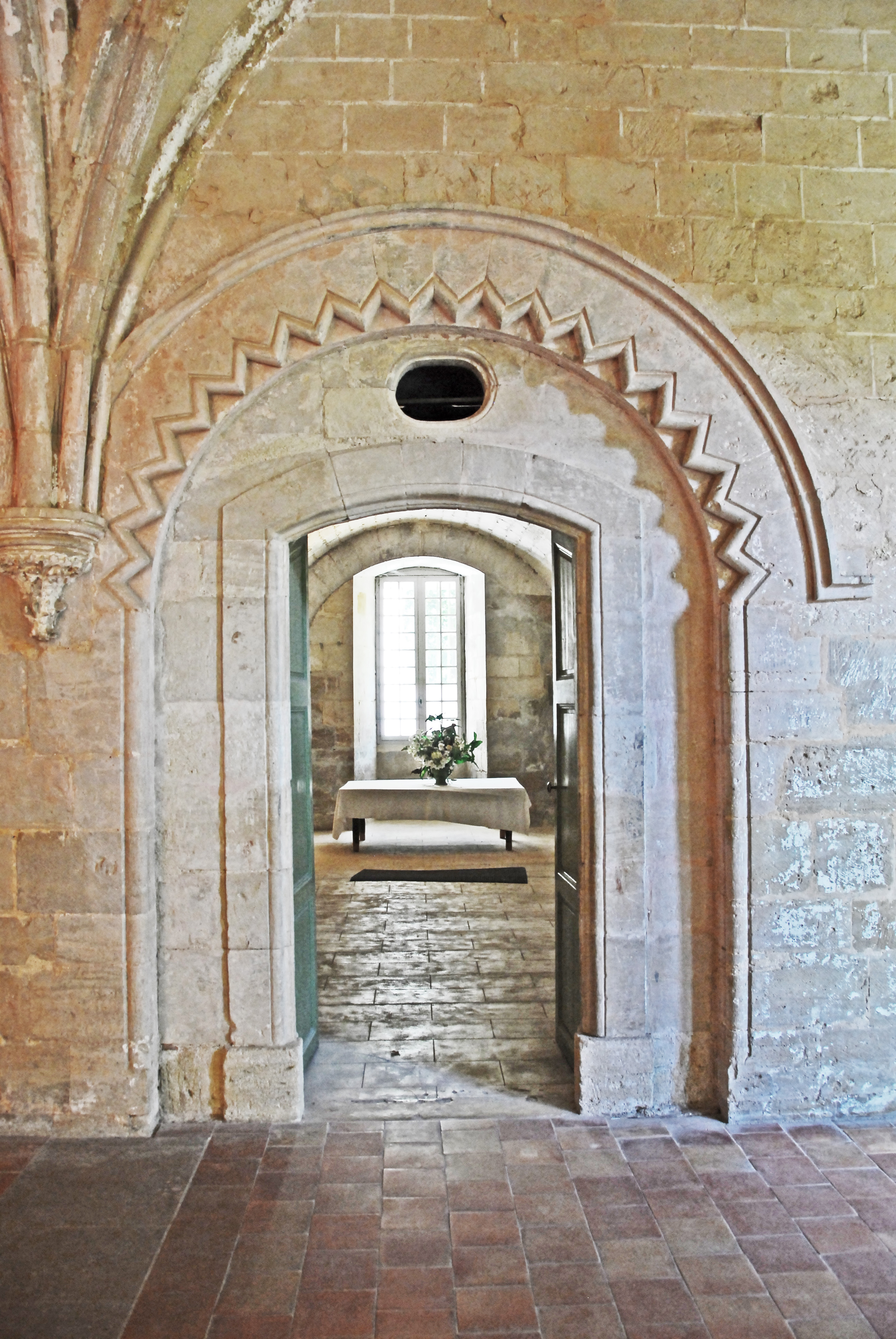
Ostgalerie, Tür in Sakristei

Der Ostflügel der Konventsgebäude besteht im Erdgeschoss in ganzer Länge aus der ursprünglichen romanischen Epoche, als Valmagne gegen Ende des 12. Jahrhunderts den Anschluss an Cîteaux vollzog, die allerdings in späteren Zeiten diversen Renovierungen unterworfen waren. Der Trakt zieht sich noch weit über den Kreuzgang hinaus und ist in ganzer Länge so breit wie der südliche Querschiffarm der Kirche und lehnt sich unmittelbar an dessen Giebelwand an.

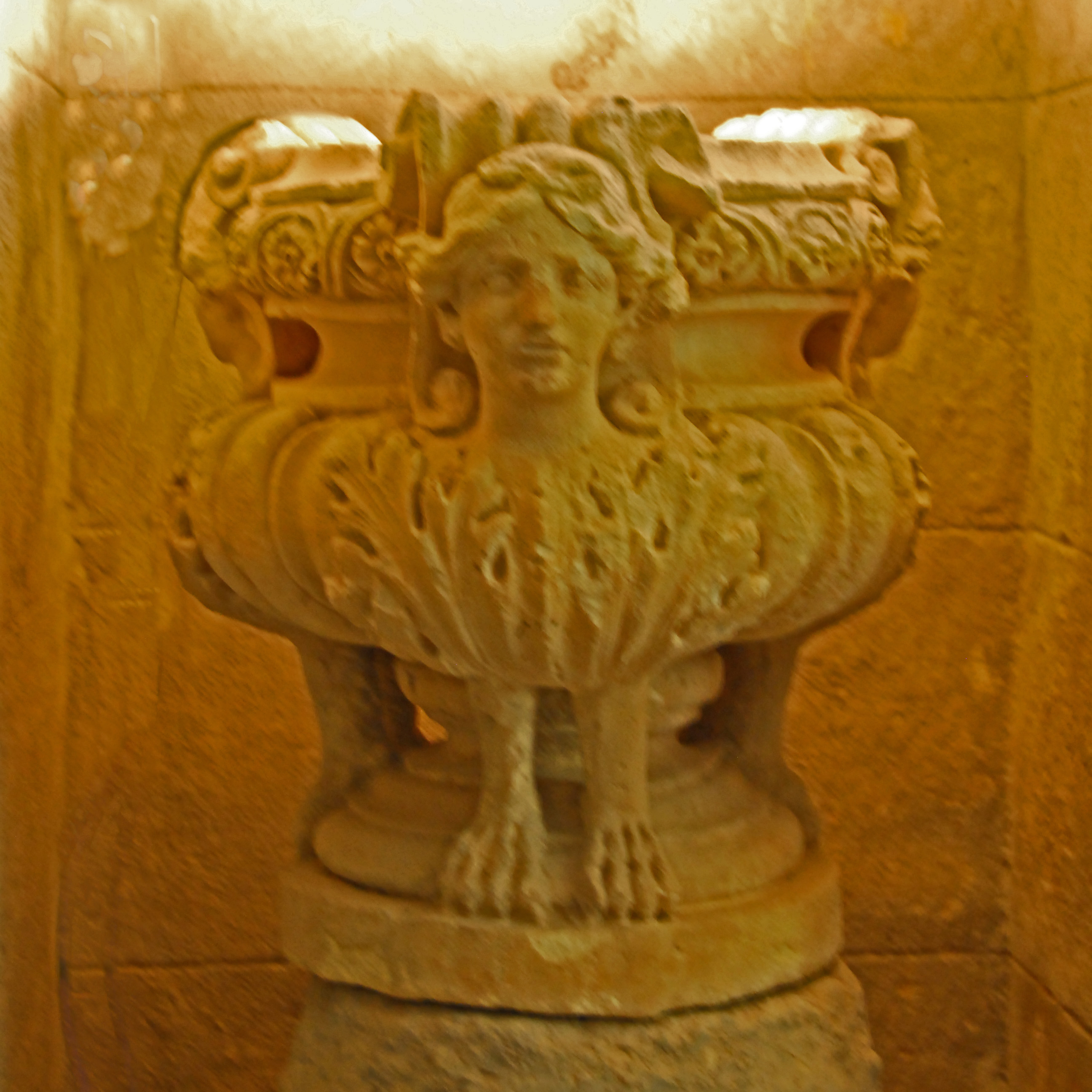
Sakristei, Steinkelch

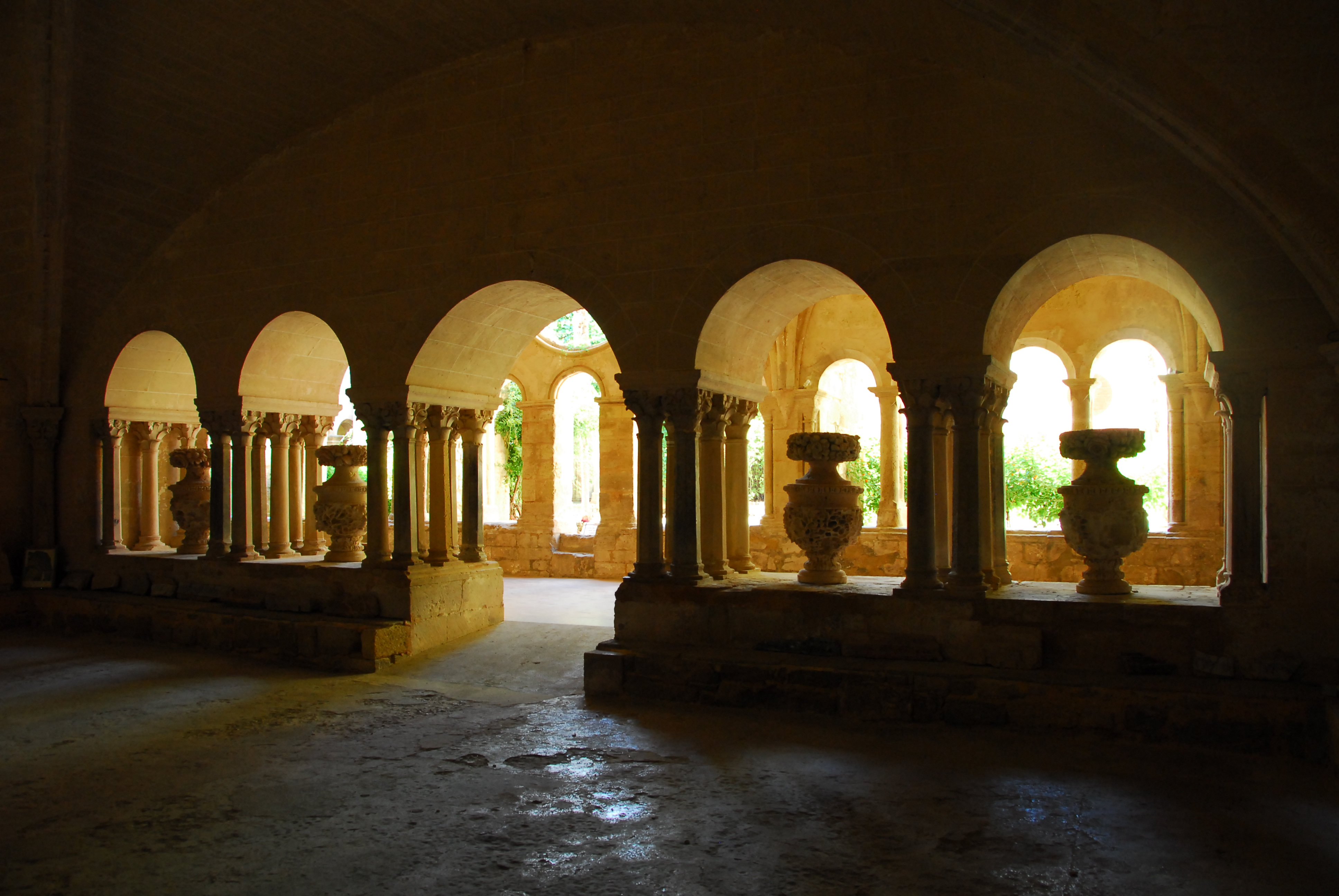
Kapitelsaal, Westwand

Der schmale lange Raum der Sakristei wird von einem klassischen Tonnengewölbe überdeckt. Dieser Raum diente auch vielen Äbten als Privatkapelle. Er besitzt neben der Eingangstür eine Verbindungstür unmittelbar in die Kirche und eine weitere zum benachbarten Kapitelsaal. Er wird über ein großes Fenster belichtet, das sich in einer hohen Wandnische öffnet und nach innen aufgeweitete Gewände besitzt und von einem Segmentbogen überdeckt wird. In der Wand zur Kirche gibt es noch eine rechteckige Wandnische.
Der Kapitelsaal ist nach der Kirche und dem Kreuzgang der wichtigste Raum eines Klosters. Hier kamen die Mönche jeden Morgen nach der Frühmesse zusammen, die Oberen nahmen auf der umlaufenden Steinbank Platz, der Abt in der Mitte der Ostwand, unter dem mittleren der drei Fenster. Die Laienbrüder konnten aus der Ostgalerie durch die Öffnungen in der Wand des Kapitelsaals an den Versammlungen teilhaben. An jedem Morgen wurde ein Kapitel aus der Regel von Citeaux gelesen, und die Mönche mussten sich öffentlich ihrer Verfehlungen bezichtigen. Man verlas die Totenliste, die Namen der Verstorbenen aus den anderen Klöstern, denn alle Klöster standen untereinander in Verbindung, so wie es die Regel forderte. Boten des Ordens reisten von Kloster zu Kloster und überbrachten die Nachrichten. Im Kapitelsaal wurde auch Gerichtsbarkeit geübt. Das Kloster war in zivilen wie auch in allen anderen Gelegenheiten zur Rechtsprechung befugt, außer in Fällen, die die Todesstrafe erforderten.
Architektonisch ist dieser Kapitelsaal ein Kleinod. Ein einziges Kreuzrippengewölbe überspannt den großen Raum auf rechteckigem Grundriss, ohne jeden Stützpfeiler. Die Rippen enden in den Raumecken auf als Kopf skulptierten Konsolen. Er steht in weit geöffneter Verbindung mit der Ostgalerie des Kreuzgangs (siehe dort). Der leichte Niveauunterschied des Bodens wird durch eine kurze Rampe überbrückt. In der Ostwand öffnen sich drei schlanke rundbogige Fenster, deren Gewände nach innen aufgeweitet sind.
Auf den Brüstungen steht je eine aufwändig skulptierte „Vase des Kardinal de Bonzi“ aus dem 17. Jahrhundert. Zusammen mit den beiden gleichen auf der Sitzbank zwischen den Fenstern sind es insgesamt sechs Vasen.

Galerie Kapitelsaal
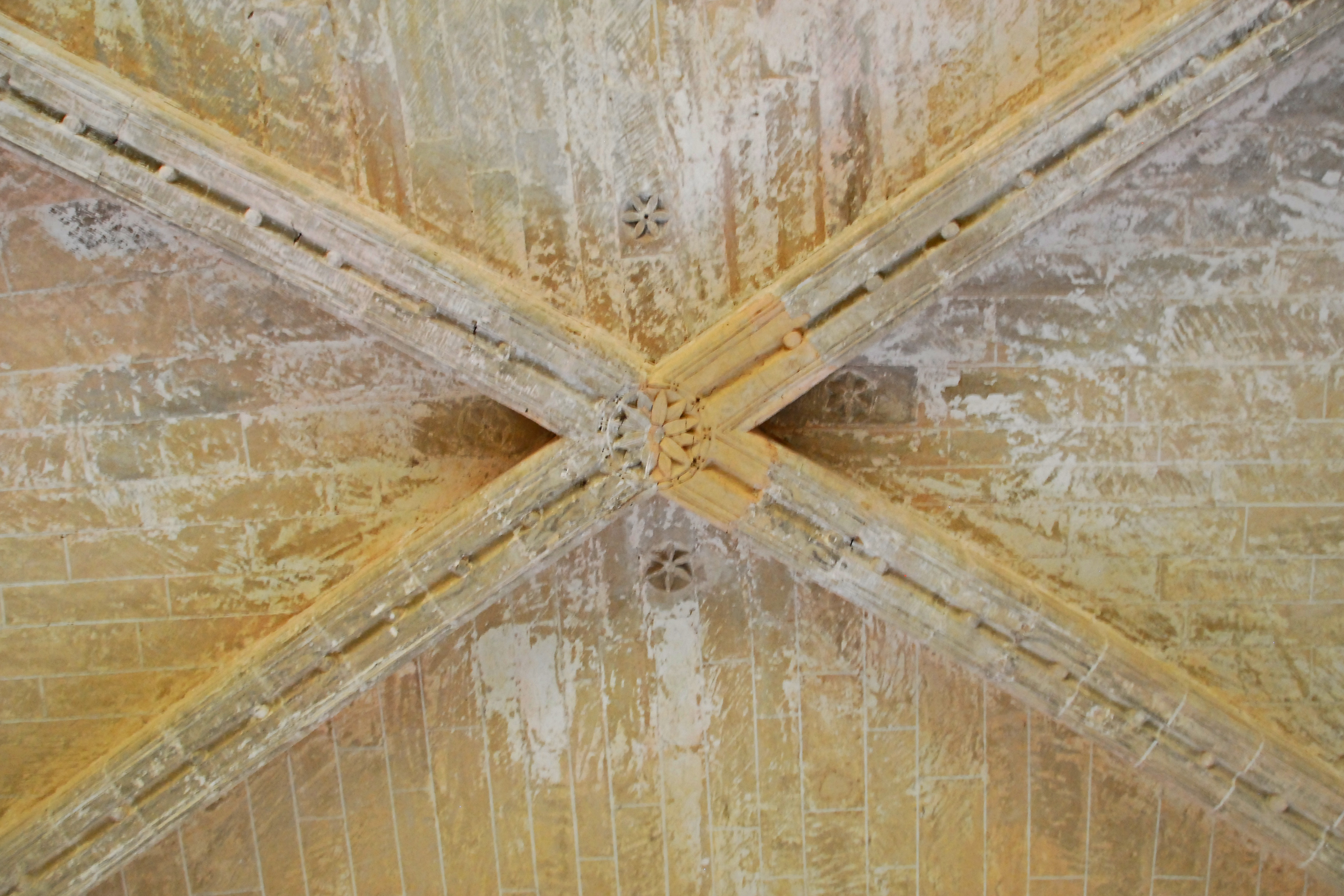
Kapitelsaal, Kreuzrippen
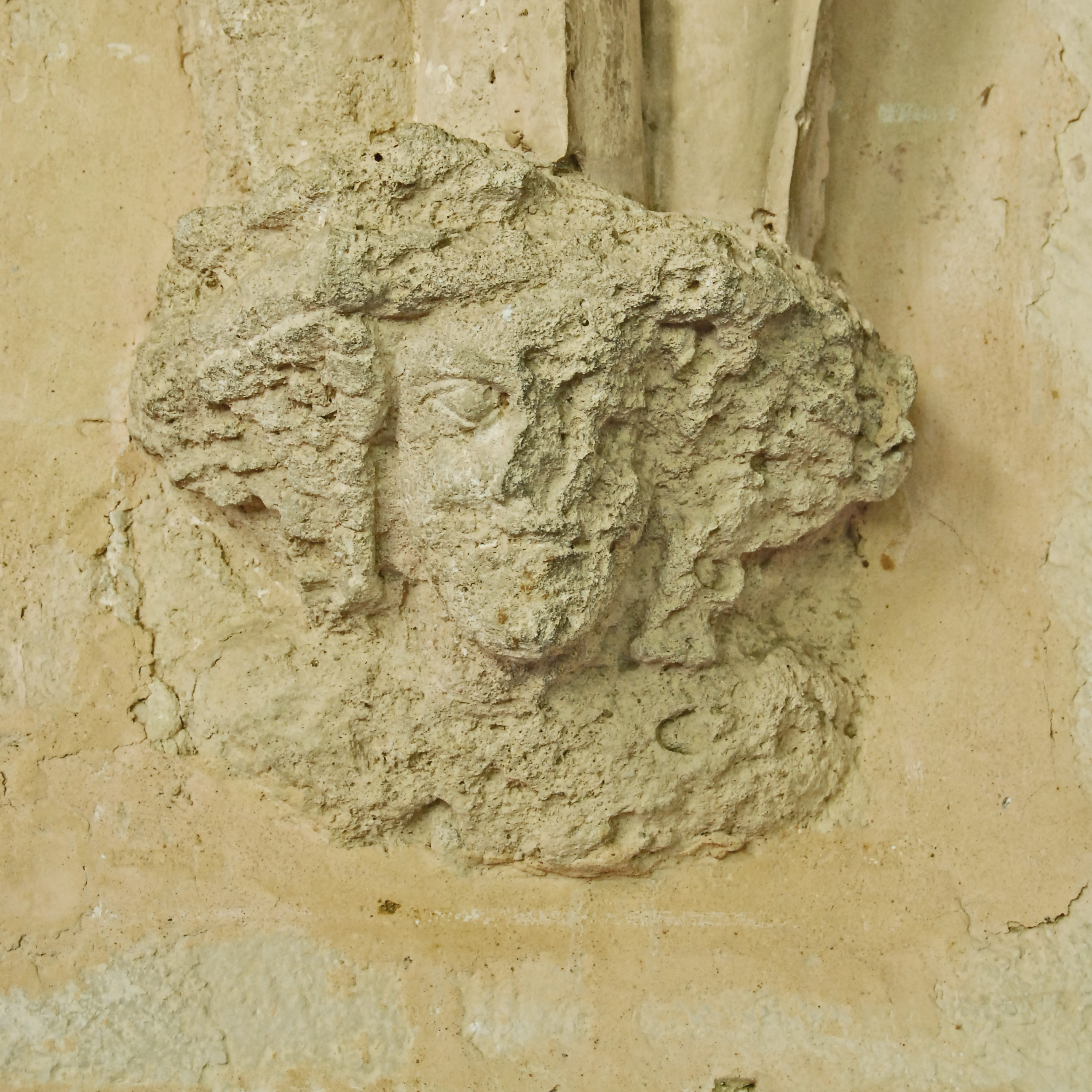
Kapitelsaal, Konsole
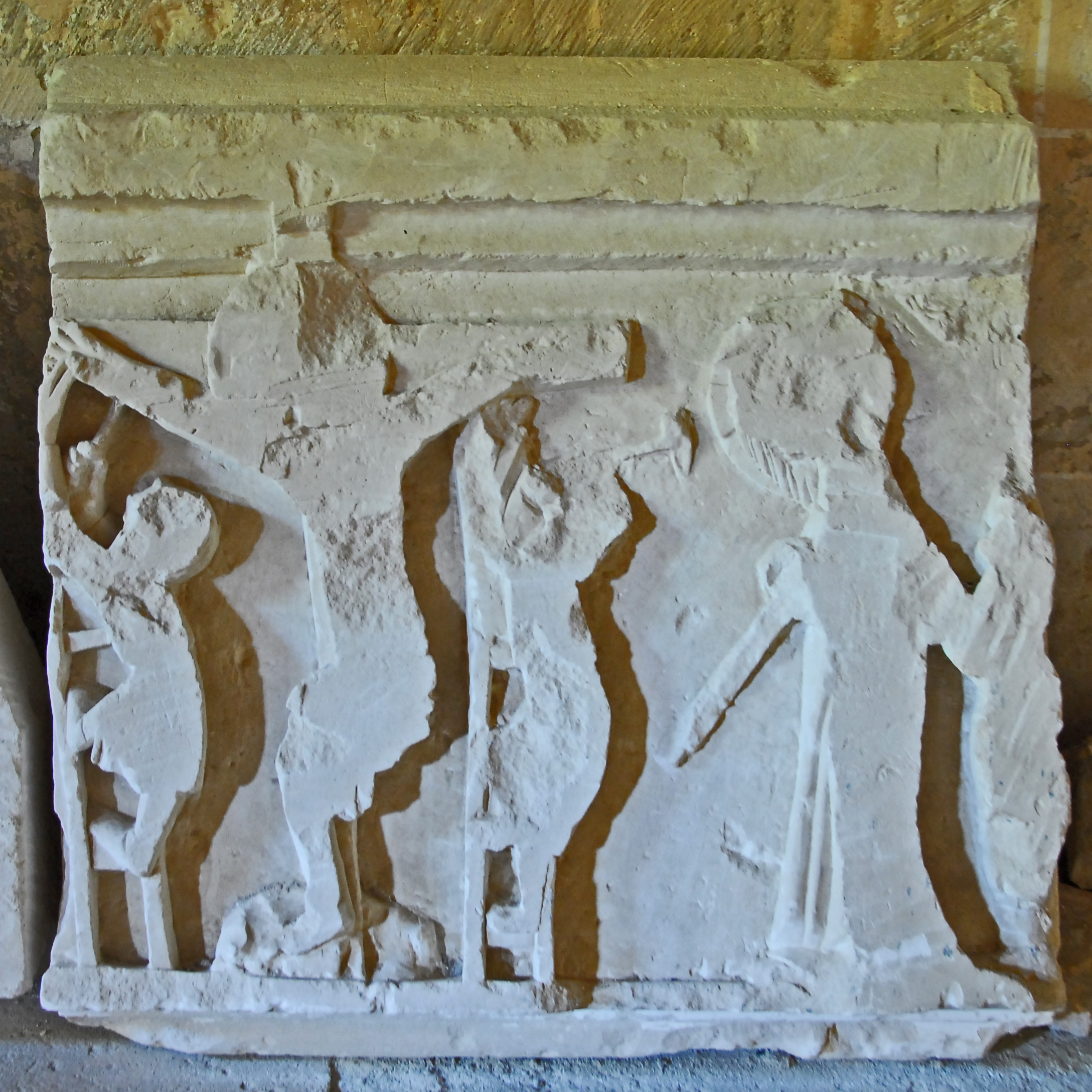
Kapitelsaal, Fundstück, Kreuzigung
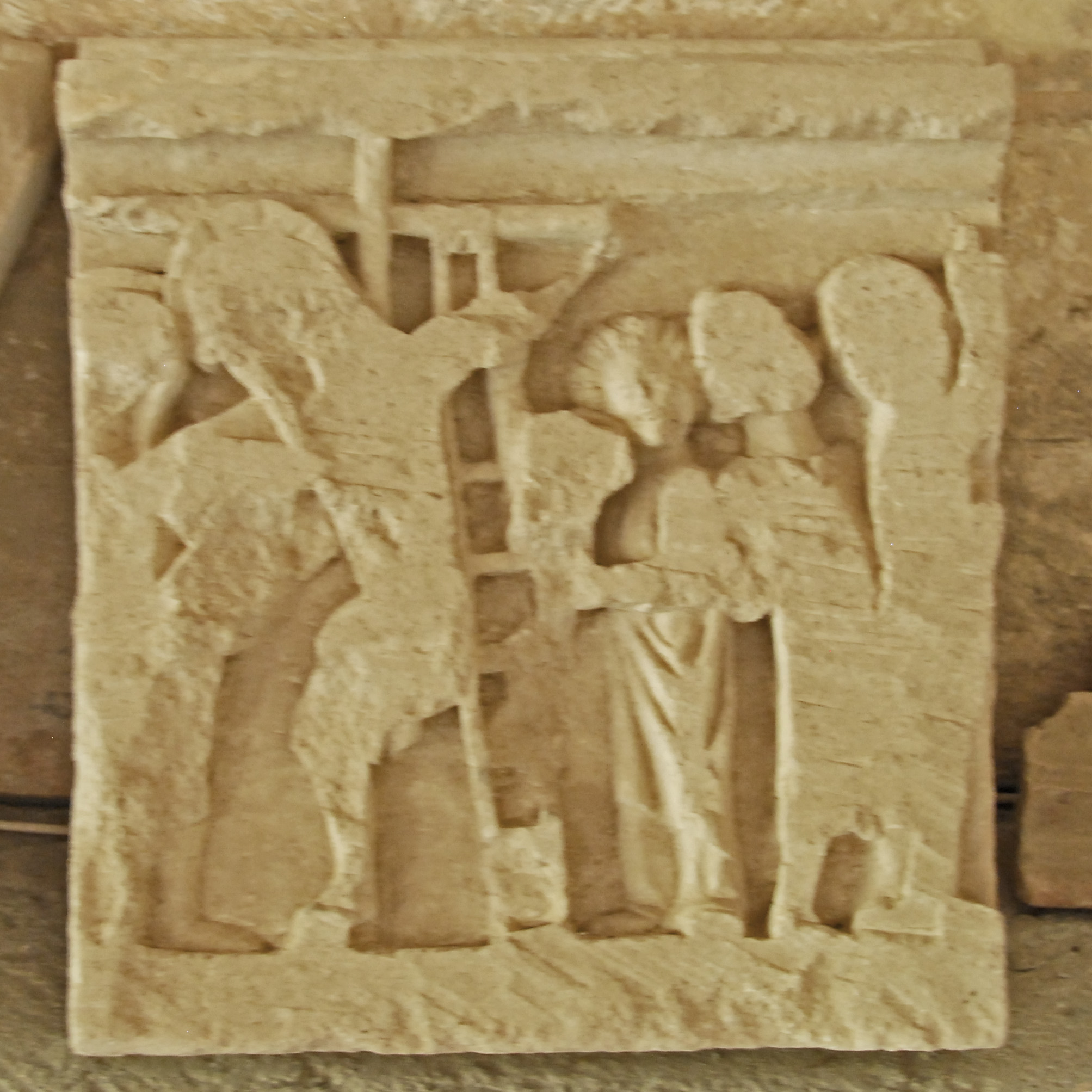
Kapitelsaal, Fundstück, Kreuzabnahme

Das unmittelbar anschließende Parlatorium (Sprechraum) hat etwa die gleiche Größe wie die Sakristei und ist wie diese eingewölbt. Neben der Tür zum Kreuzgang gibt es gegenüber eine verglaste Tür, die sich zu den Gärten öffnete. Das Parlatorium war gleichzeitig auch medizinischer Behandlungsraum.
Der anschließende Raum ist ein recht großzügiges Treppenhaus, das die Räume im Obergeschoss erschließt. Neben der Tür und dem Fenster zum Kreuzgang gibt es noch in der Ostwand ein kleines Fenster zur Belichtung. Die steinerne Treppe stammt aus den Restaurierungen des Kardinals de Bonzi um die Mitte des 17. Jahrhunderts.
Der weiterführende Trakt des Ostflügels ist etwa noch einmal so lang wie der bisherige und stammt aus derselben Epoche. Nach den Quellen war darin die Fraterie (Arbeitsraum der Fratres) untergebracht, das heißt, er konnte verschiedenen Nutzungen dienen, wie etwa einem Skriptorium, einem größeren Armarium und anderen. Er wird über einen kleinen Flur vom Kreuzgang aus erschlossen, besaß aber vielleicht auch eine Tür zum Treppenhaus und verschiedene Zugänge von außen. Vermutlich war das Skriptorium auch gleichzeitig das Calefactorium (Wärmeraum), der üblicherweise einzige beheizte Raum des gesamten Klosters. Verschiedene Räume dieses Flügels sind den Umgestaltungen durch den Kardinal de Bonzi zum Opfer gefallen.
Der heutige erdgeschossige Südflügel geht mit seiner Nordwand auf den Beginn des 13. Jahrhunderts zurück. Seine Räumlichkeiten entstammen Renovierungen jüngeren Datums, im Wesentlichen denen des 17. Jahrhunderts. Hauptbestandteil sind die Räumlichkeiten des Refektoriums der Mönche (Speisesaal). Der mittlere Bereich des Südflügels ist der größte Speiseraum, der von zwei Kreuzrippengewölben überdeckt ist. Er kann durch eine große Tür mit dem benachbarten ebenso überwölbten Raum um die Hälfte erweitert werden. Die drei Raumabschnitte werden von je einem schlanken spitzbogigen Fenster belichtet. Auf der Westwand des größeren Abschnitts steht ein prachtvoller Renaissancekamin, der aus dem Château Cavillargues stammt. Die Eigentümer von Valmagne verkauften das Schloss im 19. Jahrhundert, um die kostspieligen Sanierungen von Valmagne zu finanzieren. Die Quellen geben keine Auskünfte über die Lage der Küche. Üblicherweise liegt diese unmittelbar neben dem Refektorium. Schaut man sich den Grundrissplan des Klosters an, kommt dafür nur der Raum zwischen dem Refektorium der Mönche im Südflügel und dem der Laienbrüder im südlichen Westflügel in Frage. Er besitzt kurze Verbindungen zu beiden Refektorien, zum Kreuzgang und nach draußen.
Der nördliche Abschnitt des Westflügels geht mit seiner Ostwand, neben der Westgalerie des Kreuzgangs, ebenfalls auf die erste Hälfte des 13. Jahrhunderts zurück. Die Räumlichkeiten sind allerdings wesentlich jüngeren Datums und entstanden zu Beginn des 19. Jahrhunderts. Aus den bekannten Quellen geht nicht die Nutzung dieser Räume hervor. Die Westansicht dieses Abschnitts lässt erkennen, dass hier das Erdgeschoss aus besonders hohen Räumen besteht, die über hoch liegende Fensteröffnungen gut gelüftet werden können. Das könnte auf Lager- und Vorratsräume hindeuten, vielleicht auch auf Werkstätten, mit inneren und äußeren Zugängen. Das Obergeschoss hat normale Geschosshöhe und dürfte Räume für Laienbrüder beherbergt haben, die bis über den Westflügel des Kreuzgangs reichen.
Das Erdgeschoss des südlichen Abschnitts des Westflügels geht wie der gesamte Ostflügel des Konvents auf die Ursprungsbauten vom Beginn des 12. Jahrhunderts zurück. Hier war unter anderem das Refektorium der Laienbrüder untergebracht, möglicherweise auch deren Schlaf- und Aufenthaltsräume.
Die beiden südlichen zweigeschossigen Enden des West- und Ostflügels sind untereinander mit einem weiteren erdgeschossigen Südflügel verbunden, über den die Quellen keine Auskünfte geben. Sie sind aber jüngeren Entstehungsdatums, vielleicht aus dem 19. oder 20. Jahrhundert.
Die heutigen Obergeschosse stammen, abgesehen von der Ursubstanz des Ostflügels, dem Dormitorium und anderen, von den Aufstockungen des Kardinals de Bonzi um die Mitte des 17. Jahrhunderts. Er baute das Dormitorium im ersten Stockwerk des Ostflügels in einen großzügigen Korridor um, von dem einzelne Zimmer mit Alkoven und Oratorien abgehen, deren Türen von dekorierten Trumeaus getrennt sind.

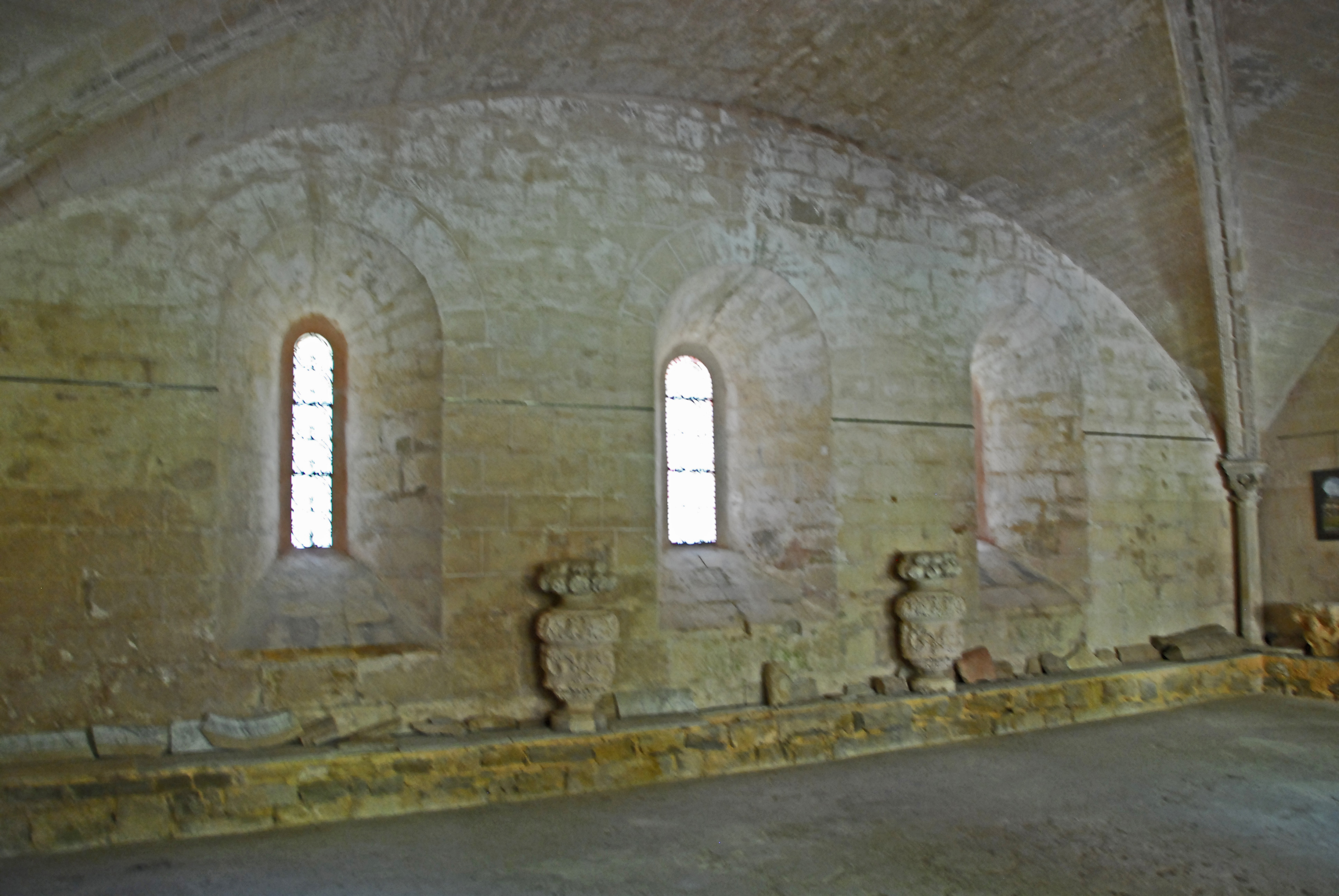
Kapitelsaal, Ostwand
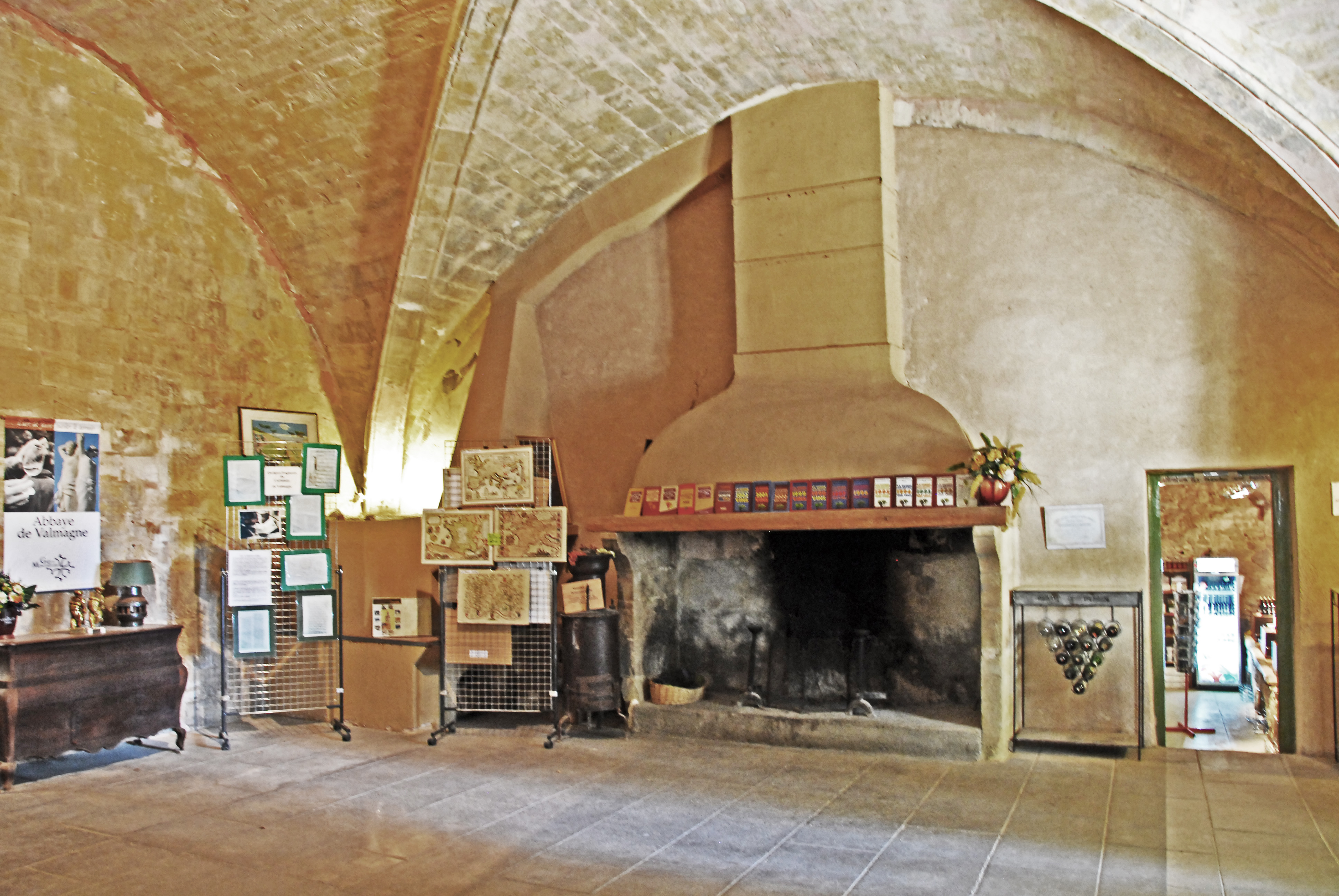
Laienrefektorium, Kamin
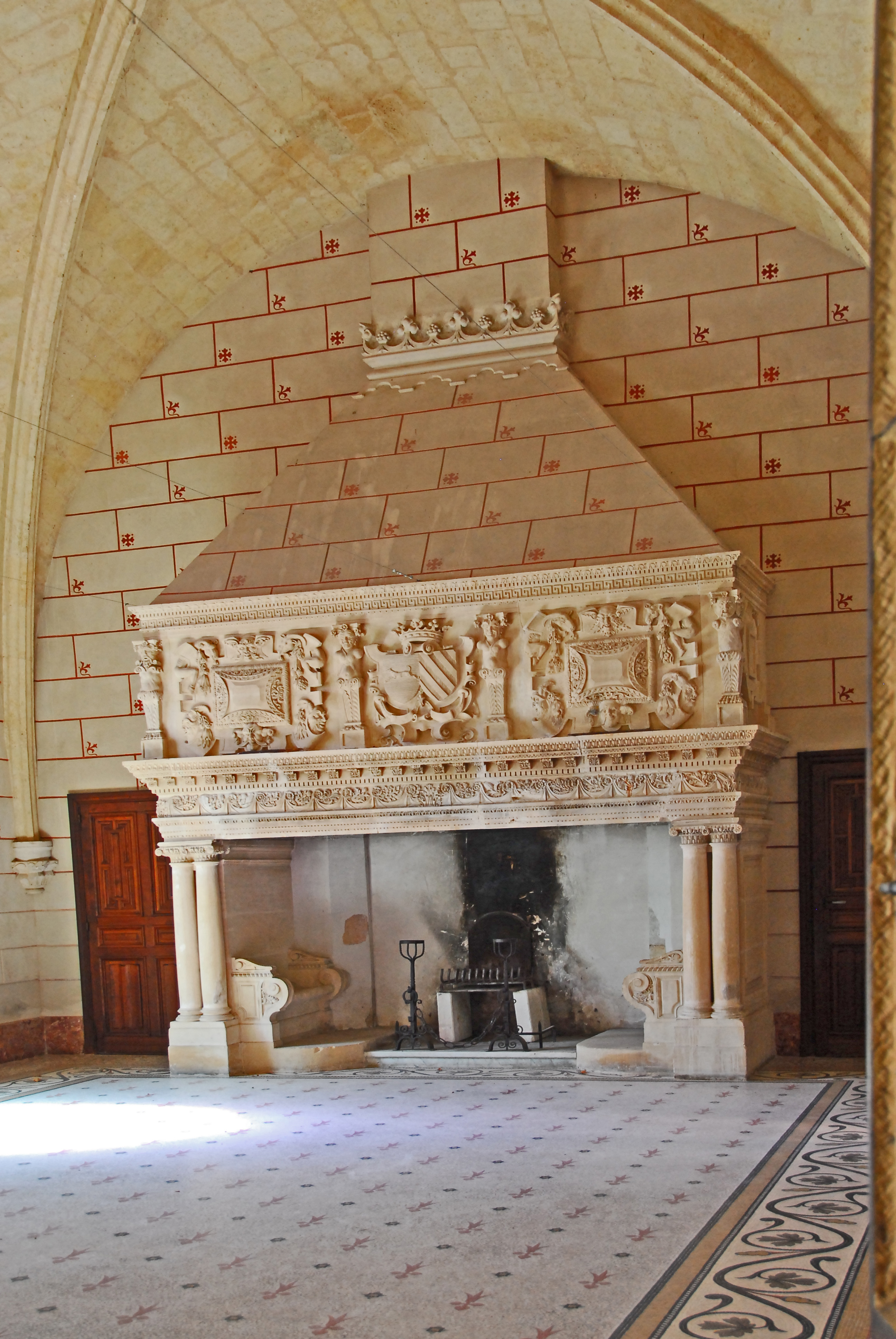
Mönchsrefektorium, Renaissancekamin
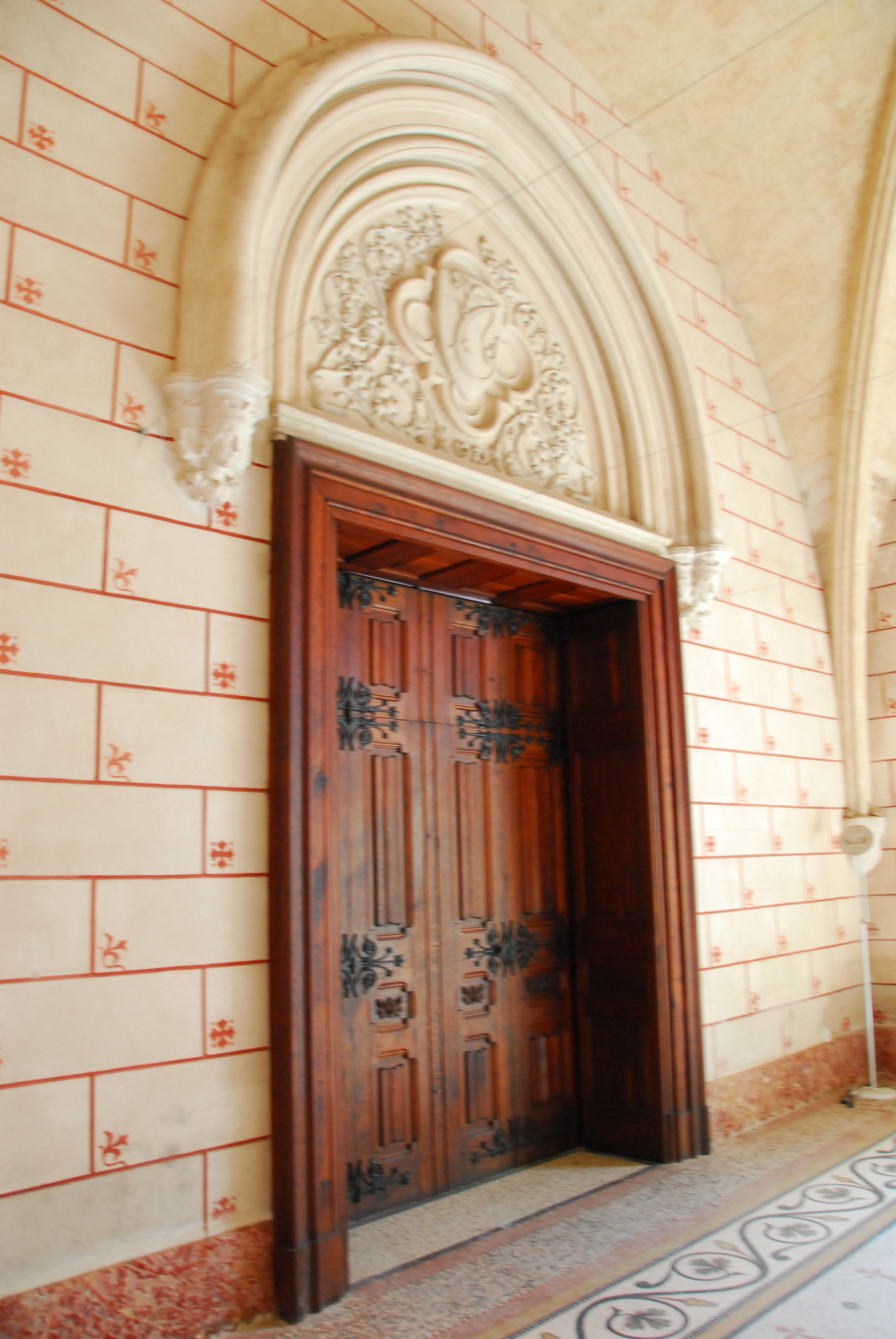
Mönchsrefektorium, Verbindungstür
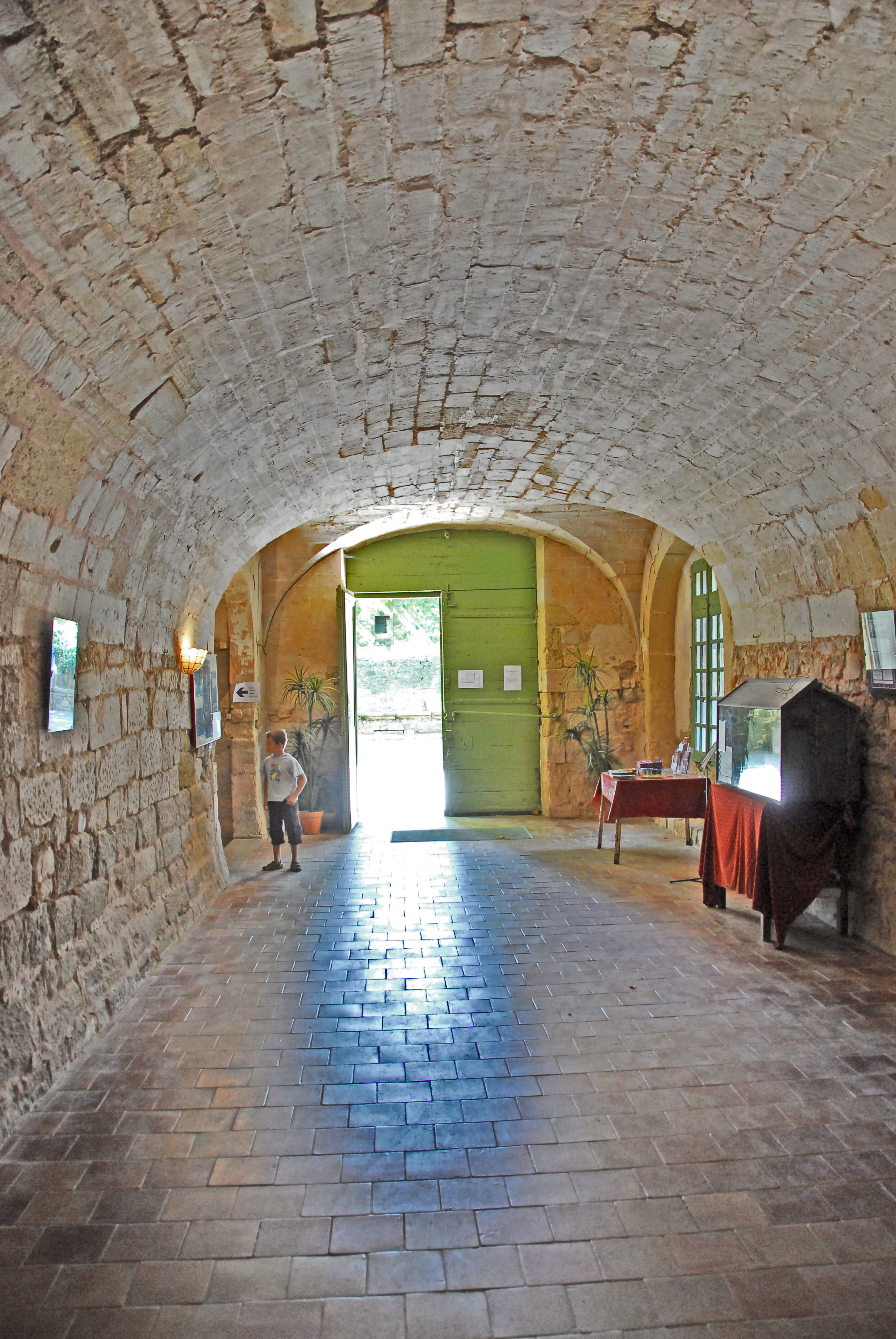
Eingangsraum im Westtrakt

Die Quellen geben darüber hinaus keine weiteren Auskünfte über den Umfang und die Nutzung der Räumlichkeiten in den Obergeschossen. Es werden aber vermutlich fast alles Schlafräume der damals stark angewachsenen Mönchsgemeinschaft sein.